# With Tigers MBSベースボールパーク みんなでホームイン!
『with Tigers MBSベースボールパーク みんなでホームイン!』（ウィズタイガース エムビーエスベースボールパーク みんなでホームイン!）は、MBSラジオが2015年度・2016年度のナイターオフ期間（10月上旬 - 翌年3月下旬または4月上旬）に、毎週火曜日 - 日曜日の夕方に放送していた生ワイド番組。放送上は、『MBSベースボールパーク みんなでホームイン!』というタイトルを用いている。
このページでは、2016年度以降のナイターイン期間（4月上旬 - 9月下旬）でプロ野球のナイトゲームが最初から組まれていない日（主に日曜日）の17:59  - 21:00に編成する生放送番組『MBSベースボールパーク番外編 みんなでホームイン!』（エムビーエスベースボールパーク みんなでホームイン!）や、2017年度以降のナイターオフ期間で土曜日・日曜日夜間に編成する事実上の後継番組（『MBSベースボールパーク』ナイターオフ版や『MBSベースボールパーク　プレミアムチャンネル』）についても述べる。

## 『MBSベースボールパーク みんなでホームイン!』（2015年度・2016年度）

### 概要

#### 番組構成
MBSラジオでは、2013年度・2014年度ナイターオフ期間の火 - 金曜18時台 - 20時台に、『茶屋町プレミアムナイト』という番組レーベルの下で複数の自社制作生ワイド番組を放送。2014年度のナイターオフ期間には、土曜日の17:59 - 19:25に『藤本敦士のDASH宣言!』、日曜日の17:59 - 19:00に『伊東正治のミュージック・バル』（いずれも自社制作の生ワイド番組）を編成していた。
当番組では、2部構成で放送されていた『茶屋町プレミアムナイト』2014年度版の火 - 金曜1部（17:59 - 20:00） の大半、『藤本敦士のDASH宣言!』および『伊東正治のミュージック・バル』同年度ナイターオフ版の放送枠を一挙に統合。月曜日を除く毎日の生放送で、阪神タイガースを中心にスポーツ関連の話題を扱う。
MBSラジオのナイターオフ編成で、阪神を初めとするスポーツ関連のニュース・企画を主体とした帯番組を、月曜日を除く毎日夕方 - 夜間に放送するのは『MBSとらぐみタイガースライブ!』2011年度版以来4季振り。火 - 金曜日には、平日の夕方に通年で放送中の生ワイド番組『上泉雄一のええなぁ!』内（17:45 - 18:00）で、当番組の前座コーナーとして「いっしょにええなぁ みんなでホームイン!」 を放送していた。
2016年度のナイターオフ編成でも、10月1日（土曜日）から、前年度と同じ曜日・時間に当番組を放送。火 - 金曜日には、「いっしょにええなぁ みんなでホームイン!」も編成していた。

#### 放送内容・出演者
当番組では、プロ野球シーズン中の『MBSベースボールパーク』阪神戦中継に出演した毎日放送のスポーツアナウンサー・MBSラジオのプロ野球解説者・スタジオアシスタントや、関連番組の出演者を日替わりで「パーソナリティ」に起用。「『パーソナリティをリスナーへさらに知ってもらいたい』という思いを込めながら、いわゆる『フレンドリー』な番組作りを目指す」という方針 の下に、スポーツアナウンサーによる「実況の苦労話」、野球解説者による「野球（特に阪神戦）の楽しみ方」、いわゆる「野球通」向けの情報、昨今ブームとなっている「野球女子」向けの情報を織り交ぜながら、生放送を進める。
2015年度には、『週刊ますだスポーツ』（2013年度・2014年度のナイターオフ期間に『茶屋町プレミアムナイト』内で放送されていたますだおかだ・増田英彦の冠番組）の出演者が続投する火曜放送分では、『号外ますだスポーツ』（2015年のプロ野球シーズン中に不定期で放送された『週刊ますだスポーツ』からの派生番組）の企画を引き継いだ。また、日曜放送分では『MBSベースボールパーク番外編』（プロ野球シーズンで最初からナイトゲームの予定がない日に放送する生ワイド番組）2015年・日曜版の出演者が、数名を除き レギュラーを務めた。
2016年度には、前年度に不定期で出演していた毎日放送野球解説者の一枝修平と、この年から同局の野球解説者を務める八木裕と金村義明 を新たに日替わりレギュラーへ起用。レギュラーアナウンサーも、前年度出演のスポーツアナウンサー（仙田和吉、近藤亨、井上雅雄、金山泉）に加えて、同局入社2年目（2015年入社）で最年少の森本尚太を土曜放送分に抜擢した。その一方で、増田が降板するとともに、前年度のレギュラー出演者の一部で出演曜日を変更。土曜放送分では野球解説者（基本的に、前年度レギュラーの亀山つとむ・藪恵壹および八木）が週替わりで出演する体制、日曜放送分では野球解説者（一枝、金村、安藤統男、太田幸司）から1名とスポーツアナウンサー（前年度のレギュラーでなかった赤木誠、森本栄浩、馬野雅行および金山）から1名を週替わりで組ませる体制へ移行した。

#### 番組タイトルの由来
番組タイトルの「with Tigers」は、毎日放送グループ（テレビ・ラジオ・GAORA）が2012年から実施中の阪神タイガース応援キャンペーン「with Tigers」 、「ホームイン」は「ホームイン with Tigers」（上記3局の2015年阪神戦中継における同球団の応援企画）を継承。さらに、毎日放送本社M館（大阪市北区茶屋町）のラジオスタジオを「ホーム」に見立てたうえで、「プロ野球シーズン中に『MBSベースボールパーク』の中継で全国各地の球場に赴いてきた解説者やスポーツアナウンサーが、ホームに戻って『タイガース愛』を訴える」というニュアンスを込めている。

### 放送時間
- 火曜日 - 金曜日 18:00 - 19:30[9]
- 土曜日・日曜日 17:59 - 19:00[9]

#### 2015年度
- 2015年10月3日（土曜日）からレギュラー放送を開始。同月1日（木曜日）には、『MBSベースボールパーク』で神宮球場からの中継を予定していた東京ヤクルトスワローズ対阪神のナイトゲームが中止になったため、17:59 - 21:00に当番組の紹介を兼ねた雨傘番組『みんなでホームイン!直前スペシャル』を急遽放送した。
- 全試合がナイトゲームだった2015年のセントラル・リーグクライマックスシリーズ ファイナルステージ（10月14日 - 17日）や2015年の日本シリーズ（10月24日・25日および27日 - 29日）には、『MBSベースボールパーク』として、上記の放送枠でナイトゲームの中継を優先。中継を実施する場合には、本編を休止する一方で、火 - 金曜日（10月14日 - 16日および27日 - 29日）に「いっしょにええなぁ みんなでホームイン!」を放送していた。
- JRN・NRNの双方に加盟するMBSラジオは、2006年度の『上泉雄一の発信!UWAらじお』以降、ナイターオフ期間の平日夜間の番組を全編自社で制作してきた。2015年度ナイターオフ編成の火 - 金曜日も、例年通り当番組の時間帯に多くの民放ラジオ局が放送しているJRNやNRNの全国ネット番組（主にTBSラジオ、ニッポン放送、文化放送が制作）の本編ネット受けを実施しない代わりに、NRN全国ネットゾーン（19時台前半）[10] のCMのみ当番組内（後述する日替わり企画と「みんなでつなごう!リレー川柳」19時台の間）に放送[11]。日曜日には、2013年度から続いている『キニナル』（文化放送制作・NRNネットの生放送番組。2017年度限りで終了）ナイターオフ版の同時ネットを、当番組の後枠（19:00 - 20:00）で実施していた。
- 阪神が2015年レギュラーシーズン3位でクライマックスシリーズへ進出したため、MBSラジオでは、日曜版第1回の放送日である10月11日に読売ジャイアンツとのファーストステージ第2戦（東京ドームでのデーゲーム）を13:55から自社制作で生中継。その関係で、通常は16:30 - 17:10に放送している『唐さん・一枝の艶歌でOH!きに』（自社制作の生放送番組）の放送枠を18:00 - 18:40へ移動させたうえで、18:40 - 19:00に当番組の放送を予定していた。しかし、実際には中継を18:03まで延長。本来は『艶歌でOH!きに』の後枠（17時台）で放送している複数のスポンサー付きレギュラー番組や、17時台の『MBSニュース』『お天気のお知らせ』を、中継終了後から放送枠の完全スライドによって55分遅れで順次放送した。そのため、『キニナル』の同時ネットを急遽休止（代替放送なし）。『艶歌でOH!きに』の放送枠を18:55 - 19:35、当番組日曜版の放送枠を19:35 - 20:00に変更している[12]。
- 2015年11月3日（火曜日・文化の日）には、MBSラジオが10:30 - 18:00に「MBS1179秋まつり」（大阪市東住吉区にある長居公園で開かれた公開イベント）と連動した特別編成を組んだため、『上泉雄一のええなぁ!』と「いっしょにええなぁ みんなでホームイン!」を全編にわたって休止。16:15 - 18:00には、増田・仙田・豊永・関本賢太郎（同年まで阪神に内野手として在籍）の出演で、「MBS1179秋まつり 第2部」として『号外ますだスポーツ』を放送した。関本以外の3名は、通常編成に戻った18:00以降も、引き続き当番組へ出演。安藤は当番組にのみ登場した。

#### 2016年度
- 2016年10月1日（土曜日）から2017年4月2日（日曜日）までレギュラー放送を実施。週替わり解説者制を採用する土曜日から放送を開始したため、初回の放送には、解説者から亀山つとむが出演した。
  - MBSラジオでは、レギュラー放送の開始に先駆けて、2016年9月27日（火曜日）から3日間を「みんなでホームイン!オープニング3DAYS」に設定。同日には『MBSベースボールパーク』としてラジオで中継する阪神対東京ヤクルトスワローズ戦（甲子園）のパブリックビューイング[13]、28日（水曜日）の17:54 - 21:50には後述するナイターイン編成版（『MBSベースボールパーク番外編　みんなでホームイン!』）の公開生放送（いずれも毎日放送本社M館1階のオープンスペース「ちゃプラステージ」で実施）、29日（木曜日）の17:54 - 21:50には『みんなでホームイン! ほぼ4時間ぶっとおしスペシャル』（木曜版レギュラー陣の八木・仙田・豊永真琴・山田スタジアムの出演による特別番組）の生放送を実施した。
  - 前年度と同様に、当番組の後枠で土曜日に『伊東正治のミュージック・バル』（土曜24時台前半より復帰）、日曜日に『キニナル』ナイターオフ版を放送する。
  - MBSラジオでは、2016年10月30日（日曜日）の17:59から、日本シリーズ・広島東洋カープ対北海道日本ハムファイターズ第7戦が発生した場合に同試合の中継（RCCラジオ制作のNRN向け裏送り）の同時ネットを予定していた。しかし、日本ハムが前日（29日）の第6戦（いずれもマツダスタジアム）でシリーズ制覇を決めたことを受けて、当番組日曜版を2部構成で生放送（第1部・第2部とも赤木・安藤・豊永が出演）。17:59から第1部（レギュラー版）[14] を編成するとともに、『キニナル』ナイターオフ版（19時台）をはさんで[15]、『MBSサンデースペシャル』枠（20:00 - 21:00）を第2部『もいちどホームイン!』[16] に充てた。
- 2016年11月3日（木曜日・文化の日）には、MBSラジオが10:30 - 18:00に「MBSラジオ秋まつり[17]」と連動した特別編成を採ったことから、『上泉雄一のええなぁ!』と「いっしょにええなぁ みんなでホームイン!」を全編にわたって休止。16:10 - 18:00には、増田と木曜版レギュラー陣の出演で、前年と同じく「MBSラジオ秋まつり 第2部」として毎日放送本社M館ラジオスタジオから『号外ますだスポーツ』を放送した。なお、増田以外の3名は、通常編成に復帰した18:00から当番組にも出演している。
- 2016年11月5日（土曜日）・6日（日曜日）には、以下の人物の出演（●の人物はゲスト）による公開生放送を、「ちゃプラステージ」から実施した。
  - 11月5日：森本尚太、亀山つとむ、桜井一枝、市川いずみ[18]、山崎隆造[19]（RCC野球解説者）●
  - 11月6日[20]：森本栄浩、太田幸司、豊永真琴、テンダラー●
- 2017 ワールド・ベースボール・クラシック開幕直前の2017年3月3日（金曜日）には、日本代表強化試合（京セラドーム大阪での対阪神戦）の生中継（実況：仙田、解説：藪、ゲスト：谷繁元信、阪神側ベンチリポート：金山、日本代表側ベンチリポート：森本尚太）を19:00 - 21:00に編成（延長オプションなし）。通常は金曜日の後枠（19:30 - 21:00）に放送する『スマラジw金曜日「ナジャとアナの虹色レインボー」』（コーナースポンサー付きの生ワイド番組）の放送時間を18:00 - 19:00に繰り上げたことから、当番組の本編を休止するとともに、「いっしょにええなぁ みんなでホームイン!」を中継の前座コーナー扱いで放送した。
- 土曜日については、NPBレギュラーシーズン開幕2日目（2017年4月1日）[21] までの放送を予定していた。しかし実際には、当日午後から放送していた広島対阪神戦（マツダスタジアムで14:00開始のデーゲーム）中継を19:39まで延長。17:43から（当番組をはさんで）21:00まで編成していた事前収録番組[22] の完全スライド放送を優先したため、当番組を急遽休止した。この結果、土曜日は前週（3月25日）で2016年度の放送を終えた。

### パーソナリティ
◎：毎日放送のスポーツアナウンサー

○：毎日放送のプロ野球解説者

●：『MBSベースボールパーク』のスタジオアシスタント
火 - 金曜日の「いっしょにええなぁ みんなでホームイン!」には、解説者を除く本編への出演者に加えて、プロ野球中継での実況・リポート経験 がある上泉雄一（毎日放送アナウンサー）が17:53頃まで出演。豊永・市川のアナウンスによるインフォマーシャルをはさんでから、上泉と入れ替わる格好で解説者が登場していた。

#### 2015年度
- 火曜日：増田英彦[24]（ますだおかだ）、仙田和吉◎、安藤統男○、豊永真琴●
- 水曜日：近藤亨◎、藪恵壹○、市川いずみ●、かみじょうたけし[25]（18:45前後からエンディングまで出演）
- 木曜日：井上雅雄◎、亀山つとむ[26]○、豊永真琴●、山田スタジアム[27]（18:45前後からエンディングまで出演）
- 金曜日：井上雅雄◎、遠山奬志[28]○、市川いずみ●、山田スタジアム（以下では愛称の「山スタ」と略記、18:45前後からエンディングまで出演）
- 土曜日：金山泉[29]◎、豊永真琴●、桜井一枝（「MBSニュース」「お天気のお知らせ」終了後の18:20頃からエンディングまで出演）
  - 桜井は、『河田直也&桜井一枝のうきうき土曜リクエスト』（13:55 - 17:43）および『河田直也&桜井一枝のうきうき土曜リクエスト 延長スペシャル』（2015年12月までの17:45 - 17:59）[30] に続いて登場していた。
- 日曜日：近藤亨◎、太田幸司○、市川いずみ●、かみじょうたけし（後述の「ウィークリータイガース」からエンディングまで出演）

本来のパーソナリティがスタジオから出演できない場合には、他曜日のパーソナリティや、当番組のレギュラーではない毎日放送のスポーツアナウンサー（以下「非レギュラー組」と略記）が随時代演していた。
プロ野球ポストシーズン中の火 - 金曜日に『MBSベースボールパーク』のナイトゲーム中継を実施した場合には、「いっしょにええなぁ みんなでホームイン!」を中継の前座コーナーとして編成したため、解説者や増田・山田・かみじょうが登場しなかった。また、上泉の退席後には、上記のスポーツアナウンサーと豊永・市川が日替わりで中継の直前情報を伝えていた。
前述の『みんなでホームイン!直前スペシャル』には、上記のレギュラー陣から井上・金山・遠山・亀山・藪が出演。放送中には、遠山・亀山・藪をモデルに起用したPR映像 を、スタジオ内で撮影した。

#### 2016年度
- 火曜日：井上雅雄◎、藪恵壹○、豊永真琴●、かみじょうたけし
- 水曜日[32]：金山泉◎、亀山つとむ○、市川いずみ●、山田スタジアム
  - 金山はこの曜日のみ、オープニングの挨拶に、「（茶屋町の）スタジオの空気はサイコー（最高）ですが、（リスナーの）皆さんの御家庭の空気はいかがでしょうか?　『サイコー金山』こと毎日放送の金山泉です」という口上を必ず入れている。また、この曜日のラジオ番組表では、番組スタッフの趣向で山スタを「山田スタジ」と表記することが多い。
- 木曜日：仙田和吉◎、八木裕○、豊永真琴●、山田スタジアム
  - 仙田はオープニングで、八木を（後述するコーナーにちなんで）「八木クリニックの院長」、豊永を「木曜日の紅一点」、山スタを「お笑い担当」と紹介している。
- 金曜日：近藤亨◎、遠山奨志○、市川いずみ●、かみじょうたけし[33]
  - かみじょうと山スタは、上記各曜日ともオープニングから全編にわたって出演。
- 土曜日：森本尚太◎、桜井一枝
  - 森本尚太は、ラジオ番組のレギュラーパーソナリティを初めて担当。また、豊永・市川とも出演しないため、桜井はオープニングから全編にわたって登場する[34]。さらに、「森本を鍛える」という目的で、他曜日のレギュラー解説者[35] が週替わりで出演する。
- 日曜日：豊永真琴が毎週出演するほか、以下のコンビが、基本として週替わりで登場。放送期間やレギュラーアナウンサーのスケジュール[36] などに応じて、同じコンビが2週続けて出演することもある。
  - 赤木誠◎・安藤統男○（2017年3月5日[37] 放送分まで通算6回出演）
  - 馬野雅行◎・一枝修平○（2017年3月12日放送分まで通算6回出演）
  - 金山泉◎・金村義明○（2017年4月2日放送分=2016年度の最終放送まで出演）
  - 森本栄浩◎・太田幸司○（2017年3月26日放送分まで通算5回出演）

### 主なコーナー・企画
『いっしょにええなぁ みんなでホームイン!』では『MBSベースボールパーク番外編』、本編では『MBSベースボールパーク』ラジオ中継でのテーマソングを流用している。
『いっしょにええなぁ みんなでホームイン!』のオープニングでは、上泉が「いっしょにええなぁ」、当日出演のスポーツアナウンサーや豊永・市川が「みんなで」と言った後に、出演者全員が声を揃えて「ホームイン」とコール。本編のオープニングとエンディングでは、基本として、タイトルコールの「ホームイン!」で出演者全員が声を揃えていた。
2015年度火曜日のオープニングでは、同年11月から、安藤だけが「ホームイン!」と叫ぶ趣向に変更した。
2016年度には、水曜日のエンディングで、金山によるB'z・稲葉浩志の声真似（「サイコー!」）や山スタによる決め台詞（「負ける気がせんわ!」）を「ホームイン!」コールの後に交えるパターンが定着。恋愛に関するリスナーからの相談を受け付けたうえで、下記のコーナーの合間にレギュラー陣が答えることもある。また、板東英二・岡田彰布や高校球界の名監督の声真似が得意なかみじょうが出演する金曜日には、かみじょうに対する声真似のリクエストをリスナーから受付。かみじょうも、リクエストを踏まえた声真似を、オープニングやフリートークで随時披露していた。

#### 全曜日共通
2016年度のレギュラー放送でも継続
- 「スポーツええなぁ!」
  - 「いっしょにええなぁ みんなでホームイン!」内で放送するコーナー。放送日の直近に報じられたスポーツニュースから、リスナーの共感を呼びそうなエピソード1項目を、豊永もしくは市川が紹介する。ただし、出演者のフリートークが長引く場合や、後述の事情で「Today's Sports Topix」を放送する場合には割愛する。
    - 2015年度には、増田が出演していた火曜日のみ、当コーナーの時間帯を増田の近況報告を交えたフリートークに充てていた。
- 「Today's Sports Topix」
  - 『with…夜はラジオと決めてます』（2012年度のナイターオフ期間に放送されていた生ワイド番組）→『茶屋町プレミアムナイト』から継承するコーナーで、オープニングの直後に放送。当日出演のスポーツアナウンサーや豊永・市川が、阪神の話題を中心に、最新のスポーツニュースを伝える。なお、火 - 金曜日に『MBSベースボールパーク』のナイトゲーム中継で本編を休止する場合にも、「いっしょにええなぁ みんなでホームイン!」内で当コーナーを放送している。
  - 阪神の秋季・春季キャンプ期間中には、上記のスポーツアナウンサーや市川が、キャンプ地での取材を交互に担当[41]。当コーナーの後半で、滞在先からの中継（阪神春季一軍キャンプの場合はホテルの一室を借りて特設スタジオ化している）もしくは電話によるリポートを連日放送する。上記の期間以外にも、当日出演のスポーツアナウンサーが、「いっしょにええなぁ みんなでホームイン!」の本番直前まで阪神関連の記者会見やトレーニング先などを随時取材。当コーナーの後半で、その成果を報告する。
    - 2016年2月の春季キャンプ期間中には、阪神の一軍キャンプ（沖縄県宜野座村）に加えて、二軍キャンプ（高知県安芸市）やオリックス・バファローズの一軍キャンプ（宮崎市）に関するリポートを随時放送。その関係で、非レギュラー組のスポーツアナウンサーが電話リポートを担当することもあった。同月3日放送分では、この年からスポーツアナウンサーとして活動する森本尚太が、オリックスのキャンプリポーターとして野球関連番組へのデビューを果たした[42]。
- 毎年12月末に開幕する全国高校ラグビー大会（MBSテレビが大阪府大会の決勝および全国大会の準決勝・決勝を中継）や、毎年度末（3月下旬）に開幕する選抜高等学校野球大会（MBSラジオ・MBSテレビで決勝、関連会社のGAORAで週末の一部試合を除き生中継）の直前には、当コーナーの後半を近畿地方から出場する高校の紹介に充てる。また、当番組の放送日に両大会の試合が催された場合には、当日の全試合の結果を伝える。
- 「みんなでつなごう!リレー川柳」
  - 『豊永真琴のベースボールパークEXトラ!』（プロ野球シーズンの火 - 木曜日で『MBSベースボールパーク』のナイトゲーム中継終了後に設定されている後座番組）内でのリスナー投稿企画「タイガース川柳」を発展させたもので、2015年度には火曜日の第1回放送（2015年10月6日）、2016年度には土曜日の第1回放送（2016年10月1日）から開始。阪神や野球に関する川柳を、リスナーから電子メールかFAXで募集する。
  - リスナーから寄せられた川柳を、19:00前後とエンディングの直前（火 - 金曜日の場合）に数首ずつ紹介。そのうえで、当日出演の解説者（2015年度土曜放送分のみ桜井）が「最優秀作品」を1句選ぶ。さらに、翌日（日曜日の場合には火曜日）の放送では、その作品の下の句を「お題」（上の句）として川柳を募集。放送期間が終了するまで、このパターンをリレー形式で繰り返す。なお「最優秀作品」に選ばれた川柳を投稿したリスナーには、選出した解説者（2015年度土曜放送分のみ桜井）のサインを入れた当番組のステッカーを進呈する。
    - 2015年度には、番組のタイトルにちなんで、第1回で上の句、最終回で下の句を「ホームイン」に設定。最終回では、前日（2016年3月26日放送分）の最優秀作品の下の句を上の句に使用したため、投稿の対象を「中の句」に限っていた。ちなみに、2016年度の放送でも、第1回の上の句は「ホームイン」であった。
    - 「最優秀作品」を発表する際のファンファーレは、曜日に応じて使い分けている。2015年度には、火・金・日曜日向け（『ますだスポーツ』シリーズのネタ投稿コーナー=当番組同年度火曜日「かえうタイガース」用）と水・木・土曜日向けに、2種類のファンファーレを流していた。2016年度は当初、木・土・日曜日向け（『ますだスポーツ』用）、火・金曜日向け（前年度も使用）、水曜日向けと3種類の音源が使われていたが、その後は『ますだスポーツ』用にほぼ統一されている。
    - 2016年度前半（2016年10 - 12月）の放送では、MBSラジオが前年度の終盤（2016年3月19日）からサービスエリアの一部でワイドFM（周波数90.6Mhz）の本放送を開始したことにちなんで、「最優秀作品」を投稿したリスナーに「906バッジラジオ」（MBSラジオのワイドFMだけを受信できる[43]バッジ型のラジオ受信機）を進呈。2016年12月1日（木曜日）から11日（日曜日）までは現金1万円、同月の「MBSラジオ　スペシャルウィーク」期間中の放送（13日 - 18日）では2万円のプレゼントも加えていた。2017年1月からは、上記のプレゼントに代わって、当日出演の解説者（土曜日のみ週替わりで出演する太田・八木・亀山・藪全員）の直筆サインが入ったステッカーを進呈。2017年3月第2週（9日・木曜日）から最終回（4月2日＝日曜日）までは、「日本野球界番付」[44] の2017年版もプレゼントに加えていた。
- 「DJモトオの今週の一曲」
  - ハワイアンミュージックやカントリーミュージックを中心に、70代後半にして幅広いジャンルの楽曲を愛聴する「DJモトオ」（安藤統男）があらかじめ選んだ1曲を、火曜日から日曜日までの1週間を通じて本編のエンディングに放送する。
  - 2015年度の番組開始から2016年1月第2週（12日 - 17日）放送分までは、安藤の趣向に加えて、当時火曜日で共演していた増田からのリクエスト（阪神の関係者1名に贈る1曲）も考慮していた。2016年1月第3週以降は、安藤自身の好きな曲や、安藤が阪神の関係者1名に贈る曲を週替わりで流している。
    - 2015年12月15日（火曜日）から20日（日曜日）までは、「（前週火曜日のゲストだった）江越大賀選手に贈る1曲」という増田からのリクエストを基に、安藤の選曲でニール・セダカの「星へのきざはし」（1960年リリース）を放送する予定だった。しかし、番組スタッフの手違いによって、15日から17日（木曜日）までセダカの「悲しきクラウン」（1962年リリース）を流していたことが判明。18日（金曜日）の放送のエンディングで、当日のレギュラーアナウンサーである井上がその旨を謝罪するとともに、判明のきっかけになったリスナーからの指摘メールを紹介した。なお、同日以降の放送では、安藤の選曲どおりに「星へのきざはし」を流している。
    - 2015年12月29日（火曜日）には、増田からのリクエストを基に、「（増田が大ファンである）浜田省吾の楽曲に影響を与えた」というジャクソン・ブラウンの楽曲を流すことで年内のレギュラー放送を締めくくった。

  - 2016年度も、火曜日を起点に、安藤がエンディング曲を週替わりで選定。安藤が日曜版への月1回出演に変わったことから、事前収録による安藤の選定コメント・曲紹介を、火曜日（放送を休止する場合には最初の放送日）のエンディングで流している。

#### その他の共通企画
- 「ビッグムーン大月のマル得ホームラン情報」
  - アナウンサー出身の大月勇（毎日放送ラジオ営業部員）[45] が「ビッグムーン大月」という名義でナビゲーターを務めるラジオショッピングコーナー。
  - 『茶屋町プレミアムナイト』で放送されていた「ビッグムーン大月のマル得プレミアム情報」と同じく、基本として、「Today's Sports Topix」の直後に不定期で放送。2016年度の「MBSラジオ　スペシャルウィーク」期間中の放送では、後述する「スポーツのアナ」をスペシャルゲスト（阪神の選手・コーチ）とのスタジオトークに充てたことなどから、時間帯を19時台の前半（後述する日替わり企画と前述した「リレー川柳」後半パートの合間）に移している。

##### 「○○のスポーツのアナ」
- 当日出演のスポーツアナウンサーがメインで進行するコーナー。タイトルの「○○」には、担当アナウンサーの氏名が入る。曜日別に設けた以下のテーマを基に、プロ野球中継でのエピソード、野球の奥深い魅力、スポーツに対する独特の見方などを披露する。
- 本来の担当アナウンサーが当番組に出演できない場合には、代演するアナウンサーの氏名をタイトルに入れるとともに、そのアナウンサーに見合った企画へ差し替えた。また、土曜日以外の放送で阪神の関係者をゲストとしてスタジオに迎える場合には、当コーナーと後述する「日替わり企画」の時間帯をゲストへのインタビュー・質疑応答に充てる。

###### 2015年度
- 火曜日（仙田和吉のスポーツのアナ）「仙田和吉の今夜も絶叫調」：過去に仙田が実況を担当した『MBSベースボールパーク』阪神戦ラジオ中継[46] で、仙田自身が思わず絶叫したシーンの音源を再生しながら、最初に実況した試合から毎週1試合ずつ振り返った。当該シーンについて言いたいことを、仙田がコーナーの最後に改めて絶叫することが特徴。
- 水曜日（近藤亨のスポーツのアナ）「細かい話で恐縮ですが…」：汗と涙が嫌いなことを自認している近藤が、プロ野球にまつわる「細かい話」（自身で調査・分析した試合・チーム・選手のデータ）を詳しく紹介した。
- 木・金曜日（井上雅雄のスポーツのアナ）※固定テーマタイトルなし：阪神の関係者に対する井上の取材を基に、『MBSベースボールパーク』の中継では明かし切れなかったエピソードや情報を、週替わりのテーマに沿って熱く語った。木曜日にある選手のエピソードを披露したうえで、井上の呼び掛けに応じてリスナーから寄せられた当該選手へのメッセージ（私見や提案）の一部を、金曜日に紹介することもあった[47]。
- 土曜日（金山泉のスポーツのアナ）「サイコー」→「金山泉のやっぱりサイコー」
  - テーマの「サイコー」は、金山が2015年から（ニュース・プロ野球中継以外の）出演番組で声真似を披露しているB'z稲葉のライブMCでの決め台詞にちなむ。そのため、金山は内容にかかわらず、「サイコー!」の一言でコーナーを締めくくった。当初は毎週放送していたが、2015年11月下旬以降は、後述する「ゲストの泉」と事実上交互に放送。
  - 番組開始から2016年1月23日放送分までは、金山が「サイコー（最高）」と感じた自身のラジオ実況音源を放送したり、阪神の関係者にとって最高[48] のプレー・シーン・メシ（食事）を紹介したりしていた。
  - 2016年1月30日放送分からは、サブタイトルを「金山泉のやっぱりサイコー」に変更するとともに、リスナーも電子メールやFAXを通じて参加できる討論企画にリニューアル。「○○（例・阪神歴代4番打者）を選ぶなら誰がサイコーか」というテーマを設定したうえで、リスナーからの意見を交えながら、豊永・桜井とともに意見を交わし合う。
- 日曜日（近藤亨のスポーツのアナ）「ウィークリータイガース」：『MBSベースボールパーク番外編』日曜版から継承したコーナーだが、当番組では若干内容を変更。放送日までの1週間に報じられた野球関連のニュース・記事から、当日までの「Today's Sports Topix」では扱わなかったトピックスを対象に、近藤や番組スタッフが選んだ「野球通」好みのトピックスを3本紹介する。阪神の話題を取り上げるとは限らないため、他球団の話題を紹介する場合には、サブタイトルに沿って阪神にこじ付けた口上[49] を必ず入れていた。阪神が中日ドラゴンズとの公式戦開幕3連戦（京セラドーム大阪）を終えた直後に放送した最終回では、近藤が同ドームから中継で出演した[50] 関係で、『番外編』のように阪神の戦いを振り返っている。

###### 2016年度
- 火曜日（井上雅雄のスポーツのアナ）：基本構成は前年度と変わらず、サブタイトルも設けなかった。
- 水曜日（金山泉のスポーツのアナ）「金山泉のやっぱりサイコー」→「金山泉のこうすれば阪神は優勝する 目指せサイコー」
  - 「金山泉のやっぱりサイコー」では、構成を前年度の前半、サブタイトルを前年度の後半から継承。金山曰く、「前年度の放送内容が阪神の関係者から好評だったので、担当曜日が変わっても続けることに決めた」という。
  - 2017年2月15日放送分からは、「金山泉のこうすれば阪神は優勝する 目指せサイコー」にリニューアル。阪神が過去にセントラル・リーグで優勝した年（1962年、1964年、1985年、2003年、2005年）から毎回1年をテーマに選んだうえで、当該年における阪神のチームデータ、一軍公式戦における阪神選手の個人成績、主な社会現象、流行歌などを紹介しながら、阪神が2017年に優勝するための条件をデータで導き出す。同月22日放送分からは、「金山泉のトラビアの泉」と称して、当該年に関する金山から他の出演者へのクイズを随時挿入。最終回（3月26日放送分）では、過去3年間に同リーグで優勝した他球団（2014年：読売ジャイアンツ、2015年：東京ヤクルトスワローズ、2016年：広島）で、リーグ制覇の決め手になったチームデータを紹介した。ちなみに金山は、当コーナーで「優勝」を口にする場合にも、B'z稲葉の口調を用いていた。
- 木曜日（仙田和吉のスポーツのアナ）：『週刊ますだスポーツ』時代に担当していた商店街での「街の御意見番」（阪神に一家言を持つ通行人）に対するインタビュー企画を復活。放送週の火曜日（または水曜日）午後に、仙田が「街の御意見番」の集まりやすい場所（大阪市内の商店街や兵庫県尼崎市内の商店街など）で収録したインタビュー音源の一部を放送した。
- 金曜日（近藤亨のスポーツのアナ）「細かい話で恐縮ですが…シーズン2」[51]：サブタイトル・構成とも前年度から継承。
- 土曜日（森本尚太のスポーツのアナ）「森本尚太タイム」[52]：2016年度からスポーツアナウンサーとしての活動を始めたばかりの森本が、阪神を初めとするプロ野球や、他のスポーツに関わる人物へ事前に取材。その際に収録したインタビュー音源の一部を放送した[53]。
- 日曜日
  - 「赤木誠・安藤統男の猛虎知新」（赤木・安藤コンビの出演週）
    - 赤木が過去のラジオ中継で実況を担当したNPBの公式戦から、特に思い入れの深い実況音源（主に阪神戦）を再生するとともに、赤木と安藤が当時の球界事情や世相などを語り合った。リスナーからも、安藤に話して欲しいエピソードや、改めて聴きたい赤木の実況などのリクエストを募っていた。
    - テーマによっては、安藤が解説者として出演した中継、新旧を問わず赤木以外の毎日放送アナウンサーが実況した中継、MBSラジオで放送した他局（ニッポン放送など）制作の阪神ビジターゲーム中継、新旧を問わず阪神以外の在阪球団（オリックスなど）による主催公式戦中継の音源を流すこともあった。

  - 「金村さん、事件です!」（金山・金村コンビの出演週）
    - プロ野球に関する事件的要素の強いテーマ（プロ野球ドラフト会議など）について、金村が自身の経験談や見解を、時間の許せる限り語った。金村がフジテレビの野球解説者でもあることから、同局制作の人気ドラマ・実写映画シリーズ『踊る大捜査線』オープニングテーマ曲のイントロ部分を、コーナーの随所に流用している。

  - 「一枝修平・馬野雅行 匠のプロ野球」（馬野・一枝コンビの出演週）
    - 内野手の守備などに一家言を持つ一枝が、毎回1つのテーマ（「守備」「打撃」「走塁」など）に沿って、一流のプロ野球選手ならではの技術やテクニックを「匠」の目線で語った。

  - 「阪神都道府県民SHOW」（太田・森本栄浩コンビの出演週）
    - 阪神関係者の出身地から、地方別に毎回1つのエリア（北海道・東北地方の場合には「北海道・東北エリア」）を設定。青森県立三沢高等学校のエースとして高校野球の全国大会で人気を博した太田と、高校野球に詳しい森本栄浩[54] が、タイトルの基になった他局のテレビ番組さながらに、そのエリアにおける野球事情・気候・県民性などを都道府県別に語り合った。
    - 2016年度内の放送では、「北海道・東北」「関東」「北陸」「中部」「関西」の各エリアを紹介するだけにとどまった。森本栄浩は、2017年度のナイターオフ期間に太田・豊永とのトリオで当企画を放送する場合には、残るエリア（「中国」「四国」「九州・沖縄」）を取り上げる意向を示していた。

#### 日替わり企画

##### 2015年度
火曜日以外の企画タイトルは、進行担当者の姓または名を捩っている。
- 火曜日：「トラトラ生電話」「かえうタイガース」
  - 詳細は週刊ますだスポーツ#主なコーナー・番組構成を参照。「かえうタイガース」のみ、『MBSベースボールパーク』の公式メールアドレス（park@mbs1179.com）で投稿を受け付ける[55]。
- 水曜日：「ヤブー知恵袋」（進行：藪恵壹）
  - リスナーや共演者からの質問を基に、日米両国にわたった現役時代の体験談や、解説を担当したプロ野球中継でのエピソードなどを披露した。コーナーの最後に、野球以外で好きな物事を、毎週1つずつ明かすことが特徴。
- 木曜日：「カメのお・告・げ」（進行：亀山つとむ）
  - 企画の趣旨は「ヤブー知恵袋」とほぼ同じだが、コーナーの最後に、当日のテーマにちなんだ「お告げ」（激励の言葉や質問への回答など）を披露することが特徴。亀山に代わって太田が出演した第1回放送（2015年10月8日）では、太田の現役投手時代の愛称にちなんで、「プリンスのお・告・げ」というタイトルで放送した。
- 金曜日：「野球奉行☆遠山の金さん」（進行：遠山奨志）
  - 遠山が“野球奉行 遠山の金さん”として、コーナーを取り仕切った。山田が遠山の解説・総括に対して「恐れ入り奉りました」という言葉で応じると、同名のテレビ時代劇[56] さながらに、遠山が「これにて、一件落着!」という一言でコーナーを締めくくることが特徴。ただし、放送期間中にコーナーの趣旨を改めている。
    - コーナー開始から2016年1月8日放送分までは、リスナーから寄せられた質問から山田が選んだ「お題」を基に、野球関係者でも知っているようで知らなかったりするような野球の言葉・ルール・戦術を遠山が分かりやすく解説していた。
    - 2016年1月15日放送分以降は、プロ野球に関する直近のニュース・話題から毎回1つのテーマを設定。リスナーからは、そのテーマに沿った意見を、本編のオープニングからコーナーの開始直前（19:00）までに募集した。当コーナーでは、寄せられた意見を基に、出演者が討論を展開。遠山は、討論を取り仕切ったうえで、コーナーの最後に自分なりの総括を述べていた。
- 土曜日：「土曜日だからお客様 ゲストの泉」（進行：金山泉）
  - 毎日放送の野球解説者、野球関係の仕事に就いている人物、野球の好きな芸能人などを、ゲストとしてスタジオに招いた。
  - 解説者が出演する場合は、他の曜日と異なり「週替わりゲストの1人」として、当コーナーからエンディングまで出演[57]。一枝修平[58] など、同年度当番組のレギュラーではない解説者が出演することもあった。
    - 2016年の初回放送（1月9日）には、この年から毎日放送解説者としての活動を8年振りに再開する八木裕が、当コーナーで再開後初のラジオ番組生出演。2月13日放送分では、この年からMBSラジオの解説陣に加わった金村義明[59] が、春季キャンプの取材先である沖縄県内からの生中継で登場した。

  - 2015年11月14日放送分（ゲスト：上園啓史[60]）から12月19日放送分（ゲスト：笑福亭三喬）まで放送が途絶えていた。スペシャルウィーク期間中（12月7日 - 13日）も、他曜日および『かめ友 Sports Man Day』では阪神選手（13日は平田勝男コーチ）がゲスト出演した一方で、土曜日（12日）はゲストの出演がなく[61]、当コーナーは放送されなかった。このように、2015年11月下旬以降の放送でゲストを招かない場合には、当コーナーの時間帯を事実上「金山泉のスポーツのアナ」に充てている。
- 日曜日：「幸司・たけしの言いたい放談」（進行：太田幸司・かみじょうたけし）
  - 太田とかみじょうが、他の共演者を交えながら、野球に限らずさまざまなテーマについてフリートークを展開した。オープニングでは、プロ野球ドラフト会議さながらに、トークのテーマを書いた紙をランダムに入れた抽選箱をスタジオに用意。太田・かみじょう（隔週交代）がその箱から紙を引くことによって、当日のテーマを決定した。
  - R-1ぐらんぷり2016本選の開催日と重なった2016年3月6日には、準決勝で敗退していたかみじょうが、敗者復活候補の1人してフジテレビ本社（東京都港区台場）の前に待機した[62] 関係で当番組を休演。当コーナーについては、「幸司太田の言いたい放談」と改題したうえで、太田メインのトークコーナーとして放送した。

##### 2016年度
土曜日および、赤木・安藤が出演しない週の日曜日には、「スポーツのアナ」へ集約。
- 火曜日
  - 「ヤブー知恵袋」（進行：藪恵壹）
    - 本編の内容は前年度と変わらないが、エンディングに「ヤブーお気に入り」というミニコーナーを新設。藪がプライベートで気に入っているグッズ・飲食物や、藪の知られざる習慣・趣味などを、毎回1項目ずつ紹介していた。また、放送回を重ねるにつれて、藪がかみじょうの影響でさまざまな声真似[63] を披露するようになった。
    - 2017年2月14日放送分からは、「ヤブーお気に入り」を「ヤブーベースボールイングリッシュ」にリニューアル。現役投手時代にアメリカ球界でのプレーを経験した藪が、アメリカでの生活や外国人選手との交流で身に付けた英会話を基に、阪神の外国人選手と偶然出会った際に使えそうなフレーズを紹介する。

  - 「楽天ボーイかみじょうの今日の楽天的なひとこと」（進行：かみじょうたけし）
    - 火曜版の第1回放送（2016年10月4日）に寄せられたリスナーからの要望で、急遽翌週（10月11日）からの放送が決まった企画。当初は、「かみじょうたけしのイーグルス列伝」というタイトルを付ける予定だった。
    - 東北楽天ゴールデンイーグルスのファンであることを公言しているかみじょうが、チーム関係者（主にゼラス・ウィーラー内野手）による面白いコメントを紹介しながら、同球団にまつわる情報やエピソードを熱く語る。
- 水曜日：「カメってる!いいカメだめカメどっちカメ?」（進行：亀山つとむ）
  - 神様ならぬ“亀様”に扮した亀山が、阪神を中心に、プロ野球に関する直近のトピックスについて自分なりの評価を下すコーナー。タイトルに使われる「カメってる!」は、2016年の新語・流行語年間大賞に選ばれた「神ってる?」（広島東洋カープの緒方孝市監督が同年のシーズン中に鈴木誠也の神懸かり的な活躍を形容した表現）にちなんでいる。
  - トピックスの紹介と、“亀様”への前振り（「この話題、いいカメだめカメどっちカメ?」）を市川が担当。“亀様”が「良い」と評価した場合には「いいカメ〜」、「悪い」と評価した場合には「だめカメ!」、どちらとも言えない場合には「どっちカメ〜?」と言う豊永の声（事前収録）が流れる。
  - 2016年11月9日放送分では、亀山に代わって太田が出演[64] したことから、当コーナーを「太田幸司の『大タコ王子』とちゃいまんねん」という特別企画に変更。『子守康範　朝からてんコモリ!』（太田・亀山・藪が交互に月曜日のレギュラーを務めているMBSラジオ平日早朝の生ワイド番組）で太田が（同番組のリスナーによる姓名の読み方の勘違いから）「大タコ王子」と呼ばれていることを踏まえて、「野球にまつわる思い込みや勘違い」をテーマにリスナーから募集したメッセージの一部を紹介した。ちなみに、「大タコ王子」以上の思い込みや勘違いをメッセージで披露したリスナーには、太田が直筆で自身のサインと共に「大タコ王子」と認めた番組ステッカーを進呈している。
- 木曜日：「選手を診察 八木クリニック」（進行：八木裕）
  - 『みんなでホームイン! ほぼ4時間ぶっとおしスペシャル』から「選手診察所[65] 八木クリニック」というタイトルで放送を開始した企画で、毎日放送の野球解説者に復帰するまで阪神の二軍で打撃コーチを務めてきた八木が、「選手診察所の医師」という役回りで進行と解説を担当。阪神の選手から毎回1 - 2名を選んだうえで、八木のコーチ時代の経験談やリスナーからの意見を交えながら、選手の長所と短所を鋭く指摘する。「指摘した短所を改善するための処方箋」として、洒落を効かせた（架空の）薬名[66] を挙げることによってコーナーを締めくくることが特徴。
  - 「MBSラジオ スペシャルウィーク」と重なった2016年12月15日放送分では、「仙田和吉のスポーツのアナ」をスペシャルゲスト・北條史也（阪神内野手）とのスタジオトークに充てたことから、当コーナーからの派生企画として八木が北條を直接”診察”。さらに、“一般科”という触れ込みで、19時台に「リスナーを診察　八木クリニック」（リスナーから寄せられた悩み事に対して八木が“処方箋”を出す特別企画）を放送した。この“一般科”企画がリスナーに好評だったことから、翌週（同月22日）以降の放送では、番組のエンディングでリスナーの悩み事を随時紹介。その内容に応じて、八木が当コーナーと同様の“処方箋”を出している。
  - 2016年木曜日の最終放送（12月29日）には、阪神ジュニアチームの監督としてNPB12球団ジュニアトーナメントへ参加していた八木に代わって、亀山が全編へ出演。当コーナーでは、“非常勤院長”という肩書で今成亮太（阪神内野手）を“診察”している。
- 金曜日：「野球奉行☆遠山の金さん」（進行：遠山奨志）
  - タイトルおよび、遠山が“野球奉行 遠山の金さん”に扮して結論を出す構成は前年度と同じ。ただし、市川に“いっちーの助”、かみじょうに“かみじょう たけえもん”を名乗らせている。また、週替わりのテーマに沿って、リスナーからのメッセージなどを基に“いっちーの助”と“たけえもん”が相対する主張を展開。“金さん”がいずれか一方の主張に軍配を上げることによって、コーナーを締めくくるようになった。市川が阪神のキャンプ取材などでスタジオに出演できない場合には、豊永がアシスタントを代演する関係で、豊永に"豊の真（とよのしん）"と名乗らせている。
- 日曜日：「赤木誠のトライ!トライ!ラグビー」（進行：赤木誠）
  - 赤木・安藤の出演週にのみ放送。全国高校ラグビー大会でも長年にわたって実況や開会式の司会を担当してきた赤木が、関西地方のラグビーチームに焦点を当てながら、ジャパンラグビートップリーグ・関西大学ラグビーフットボールリーグ・全国高校ラグビーの主な試合結果を紹介する。また、リスナーからのリクエストに応じて、赤木からラグビー選手へのインタビューを実施。その模様を放送する。

#### 土曜日のみ放送
- 「MBSニュース」「お天気のお知らせ」
  - 「Today's Sports Topix」の直後に内包（19 - 21時台に両コーナーを内包できる番組もしくは単独番組として放送できる放送枠が存在しないため[67]）。「MBSニュース」では当日の本編に出演しないアナウンサーがストレートニュース、「お天気のお知らせ」では日本気象協会関西支社所属の気象解説担当者が天気予報を伝える。2015年度は豊永、2016年度は森本尚太（取材などでスタジオに出演できない場合には桜井）が進行を担当。

## 『MBSベースボールパーク』（ナイターオフ版）

### 毎日放送制作分（2017 - 2019年度）

#### 概要
ラジオ・テレビ兼営体制下の毎日放送のラジオ放送部門だったMBSラジオでは、2017年度のナイターオフ編成で、火 - 金曜日18:00 - 20:00の生放送番組を対象に『MBSヨル隊』というレーベルを新設。『みんなでホームイン』シリーズについては、土・日曜日分を含めて、レギュラー放送を休止することになった。その一方で、自社制作によるナイターオフ期間限定のスポーツ情報番組については、放送枠を土曜日の17:59 - 21:00と日曜日の17:59 - 19:00に集約。番組タイトルをプロ野球中継（MBSベースボールパーク）と共用する形式で再スタートを切った（放送上は『MBSベースボールパーク ○曜日』と呼称）。
2018年度のナイターオフ期間には、土曜日の放送開始時刻を17:45にまで繰り上げたうえで、17:45 - 20:00を第1部（スポーツ新聞社の編集部に見立てた「ベースボールパークTIMES」）、20:00 - 21:00を第2部（『MBSベースボールパーク』阪神戦中継フィールドキャスターの狩野恵輔がマスターを務める設定の「茶屋町 KEISUKE BAR」）として編成。日曜日は、放送枠を20:00にまで拡大した。
2019年度のナイターオフ期間には、前年度の放送枠や土曜日の2部構成を踏襲する一方で、全曜日の企画を一新。土曜日の第1部に「八木裕の耳で楽しむ八木講座」、第2部に「ぶち藪れ!藪が歩く!やぶ～ら・ぶら歩き」、日曜日に「狩野恵輔のサンデー・キャッチャー」を編成した。
なお、2020年度には土・日曜日とも『MBSベースボールパーク　プレミアムチャンネル』というタイトルで放送していたが、2021年度から『MBSベースボールパーク』に戻している。

#### 放送時間

##### 2017年度
- 土曜日 17:59 - 21:00（2017年10月7日 - 2018年3月24日）
- 日曜日 17:59 - 19:00（2017年10月8日 - 2018年3月25日）
  - 土曜日は、前年度まで19:30 - 21:00に4シーズン（放送枠移動を含めれば通算9シーズン）放送してきた『茶屋町MBS劇場』が終了[68] したことに伴い、同枠を吸収する格好で放送時間を拡大。

阪神が2017年の10月上旬でレギュラーシーズンの公式戦を終えた ため、阪神のナイトゲームの予定が最初から組まれていない10月7日（土曜日）からレギュラー放送を開始。ただし、9月30日に阪神のレギュラーシーズン2位とクライマックスシリーズ（CS）進出が確定したため、ポストシーズン期間中は同シリーズや日本シリーズの中継を優先させた。
- MBSラジオでは2017年10月14日（土曜日）から、横浜DeNAベイスターズとのファーストステージ（CS）全試合を甲子園球場から完全中継。第1戦（14日）・第2戦（15日）はデーゲームであったため、以下の措置を講じた。
  - 10月14日には、中継が17:11で終了したため、土曜版の全編を当初の予定通りに放送した。
  - 10月15日には、『GOGO競馬サンデー!』（本来は日曜日の13:00 - 16:30にレギュラーで放送する競馬中継）の放送枠を13:00 - 13:55に短縮したうえで、13:55以降の時間帯で第2戦を中継。当番組日曜版のレギュラー解説者である八木が中継の解説を務めた関係で、八木が中継の終了後に出演することを前提に、日曜版の放送枠を18:40 - 19:00に編成していた。しかし実際には、降雨の影響で試合開始を15:03まで遅らせた影響で、中継を19:50まで放送した。このためMBSでは、当番組の短縮生放送と、当番組の後枠（19:00 - 20:00）で予定していた『キニナル』ナイターオフ版の同時ネットを急遽休止。本来は『GOGO競馬サンデー!』以降の時間帯（16:30 - 17:59）に放送しているスポンサー付きレギュラー番組（『艶歌でOH!きに』など）3本および、17時台の『MBSニュース』『お天気のお知らせ』を、放送枠の完全スライド・放送順の入れ替えによって19:50以降に順次放送した。
- 阪神はCSファーストステージで敗退したが、MBSラジオでは、広島東洋カープとDeNAによるCSファイナルステージ（マツダスタジアム）をニッポン放送制作分中継の同時ネット形式で放送。土曜開催分（10月21日に予定していた第4戦）がデーゲームであったことに加えて、22日（日曜日）には開催の有無を問わず[70]『GOGO競馬サンデー!』などの通常編成で対応したため、両日とも当番組を放送した。

「MBSラジオ秋まつり2017」が長居公園で開催された2017年11月3日（金曜日・文化の日）には、前年度までの『号外ますだスポーツ』に代わって、当番組の日曜版がベースの『MBSベースボールパーク番外編』を「MBSラジオ秋まつり 第2部」として毎日放送本社M館のラジオスタジオから16:15 - 18:00に生放送。日曜版レギュラーの八木と豊永、スポーツアナウンサーの近藤、かみじょうで進行したほか、MBSラジオのゲスト解説者である里崎智也（ニッポン放送野球解説者）が電話で出演した。
日本シリーズ・福岡ソフトバンクホークス対DeNA第7戦（福岡ヤフオク!ドーム）を中継する予定だった同年11月5日（日曜日）には、ソフトバンクが前日（4日）の第6戦でシリーズ制覇を決めたことから、『キニナル』を挟んで当番組を2部構成で生放送。『キニナル』の後枠（20:00 - 21:00）を『MBSベースボールパーク延長戦』として編成した。
2018年2月の阪神春季キャンプ期間中は、毎日放送のスポーツアナウンサーやMBSラジオの野球解説者が交互に担当する沖縄キャンプリポートのうち、土・日曜分を当番組で放送。2016年・2017年に『みんなでホームイン』で放送していた火 - 金曜分については、火曜分を『MBSヨル隊 金村義明のええかげんにせぇ〜!』（金村・井上・市川が出演するナイターオフ番組）で毎週伝えていたのに対して、水 - 金曜分を『上泉雄一 今日のウワ言』（毎週火 - 金曜日17:45 - 18:00）へ不定期で組み込むだけにとどまった。

##### 2018年度
- 土曜日 17:45 - 20:00（2018年10月20日 - 2019年3月、詳細後述）
  - 2018年度のナイターイン期間まで17:45 - 17:59に編成されていたスポンサー付きの収録番組枠[71] を休止したうえで、同枠を吸収する格好で放送開始時刻を2017年度から繰り上げた。
  - 2部構成で、第1部（17:45 - 20:00）を「ベースボールパークTIMES」、第2部（20:00 - 21:00）を「茶屋町 KEISUKE BAR」として放送。第1部が生放送であるのに対して、第2部では事前に収録した内容を放送する場合がある[72]。
    - 放送開始当初は、第1部・第2部・日曜版で公式サイトを共有していた。日本シリーズ終了翌週（11月10日）からは、第1部（編成上のタイトルは『MBSベースボールパーク』）と第2部（『茶屋町 KEISUKE BAR』）を別々の番組として編成するとともに、『茶屋町 KEISUKE BAR』単独の公式サイト が設けられている。
    - 10月27日（土曜日）からの日本シリーズ期間中は、前年度に続いて、雨傘番組として編成。第1戦の開催日（10月27日）および、最終戦になった第6戦の開催日（11月3日・文化の日）には、当該試合の中継を優先する関係で休止した。ただし、11月3日には「MBSラジオ秋まつり2018」が長居公園で開催されたため、当番組からのスピンオフ企画『藪カフェ』を「秋まつり2018 第6部」として毎日放送本社M館のラジオスタジオから16:10 - 17:34に生放送[73]。『藪カフェ』という架空のカフェを舞台に、藪がカフェのマスター、仙田・山スタが客という設定で出演した。

  - 最終放送日は、第1部が2019年3月23日、第2部が同年3月30日。第1部と第2部で異なるのは、京セラドーム大阪で阪神対ヤクルトの開幕カード第2戦をデーゲームで開催する3月30日に、第1部の時間帯を「第37回ラジオウォーク」（3月21日に奈良市内の国営平城宮跡歴史公園界隈で開催）の公開収録ステージ企画（17:45 - 18:55『BEGINのマルシャショーラライブinラジオウォーク!』→18:55 - 20:00『なんと楽しい平成クイズ合戦in平城宮跡』）の放送枠へ充てたことによる。
- 日曜日 17:59 - 20:00（2018年10月21日 - 2019年3月24日）
  - ナイターオフ期間の19時台に同時ネットを実施していた『キニナル』が、2017年度の同期間最終日である2018年4月1日を以って終了。その後を継いだNRNネット向けの生放送番組『竹中功のアロハな気分』（かつて吉本興業のプロデューサーだった竹中功の冠番組）のナイターオフ期間限定同時ネットをMBSラジオが見送ったことに伴って、『キニナル』の同時ネット枠を吸収する格好で2017年度から放送枠を拡大した。
  - 第1回（2018年10月20日）から同年11月4日までの期間は、放送枠を所定より1時間多い17:59 - 21:00に設定。これは、2017年度からナイターオフ期間の日曜日20時台に編成されている『MBSサンデー・カルチャーナイト』の2018年度放送開始日を日本シリーズ終了後（11月11日）に設定している関係で、同番組の開始前週（同月4日）までの3週間限定で、同枠を事実上吸収したことによる。
    - 日本シリーズ期間中は、土曜版と同じく、雨傘番組として編成された。しかし、シリーズが11月3日（土曜日）の第6戦で終了したため、実際に休止したのは第2戦の開催日（10月28日）だけにとどまった。

前年度に続いて、火 - 金曜日の夕方・夜間にはスポーツ情報番組枠をレギュラーで設けないが、火曜日には『MBSヨル隊 金村義明のええかげんにせぇ〜!』の中でスポーツ関連の話題を取り上げていた。

##### 2019年度
- 土曜日 17:59 - 21:00（2019年10月5日 - 2020年3月28日）
  - 2部構成で、第1部（17:59 - 20:00）を「八木裕の耳で楽しむ八木講座」（生放送番組）、第2部（20:00 - 21:00）を「ぶち藪れ!藪が歩く!やぶ～ら・ぶら歩き」（基本として事前収録番組）として編成している。
    - 阪神の春季キャンプ初日と重なる2020年2月1日には、「八木と藪の出張ぶら歩き」と称して、第1部・第2部合同の生放送企画を実施。放送枠を17:59 - 21:00に設定するとともに、第1部では一軍キャンプ地の宜野座村、第2部では二軍キャンプ地の安芸市からキャンプリポートを放送している。

  - 放送済みの音源を放送後1週間限定で再生できるradikoのタイムフリー聴取サービスでは、2019年11月30日放送分の収録音源まで、第1部と第2部を1つの番組（『MBSベースボールパーク』）として3時間分をまとめて配信していた。12月7日放送分以降の収録音源については、第1部と第2部の分割配信に変更している。
  - 当初は2020年のNPBレギュラーシーズン開幕日が3月20日（金曜日・春分の日）に設定されていて、阪神の開幕カードがデーゲーム（明治神宮野球場での対東京ヤクルトスワローズ3連戦）として組まれていたため、第1部・第2部とも21日で終了する予定だった。しかし、同年の初頭から日本国内で新型コロナウイルスへの感染が広がっている影響で、開幕が6月以降にまで持ち越された。このため、第2部については、当初の予定通り3月21日で終了。同月28日の最終回では、第1部・第2部合同の3時間生放送を実施した。
- 日曜日 17:59 - 20:00（2019年10月6日 - 2020年3月29日）
  - 「狩野恵輔のサンデー・キャッチャー」として放送。
    - 前年度に続いて『MBSサンデー・カルチャーナイト』の放送開始日を日本シリーズ終了の翌週（2019年11月3日）に設定している関係で、阪神がレギュラーシーズン3位で進出したセントラル・リーグクライマックスシリーズ（上位チームの本拠地でのデーゲーム）の開催と重なった2019年10月6日（第1回）・13日（第2回）には、いずれも18:00 - 21:00の3時間枠を設定していた。MBSラジオでは両日ともクライマックスシリーズを中継したが、当初の終了予定（16:30）より放送時間を大幅に延長したため、当番組の放送時間を以下のように調整している。
      - 10月6日には、19:30 - 21:30に放送された。当日の14:00から横浜スタジアムで催されたDeNAとのファーストステージ第2戦（自社制作）を18:00まで中継した影響で、本来は16:30以降に編成されるスポンサー付きのレギュラー番組5本を、放送枠の完全スライド方式で中継の終了後から順次放送したことによる。当番組ではレギュラーコーナーの大半に土曜版との共通スポンサーが付いているため、ノンスポンサーでの放送を予定していたは20時台分の1時間を短縮したうえで、スポンサーの付いているコーナーの放送枠にスライド措置を講じた。
      - 10月13日には、20:05 - 22:05に放送された。当日の15:30から東京ドームで催された巨人とのファイナルステージ第4戦中継（ニッポン放送制作）を18:35まで中継した影響で、前週（6日）と同じ対応を余儀なくされたことによる。

    - 阪神のクライマックスシリーズ ファイナルステージ敗退によって巨人とソフトバンクが対戦した日本シリーズについては、10月20日に当番組を休止したうえで、福岡ヤフオク!ドームでの第2戦を九州朝日放送制作分中継（NRNナイター）の同時ネットで放送。26日（土曜日）の第6戦までに決着しなかった場合には、同様の体制で27日に第7戦の中継を予定していた。しかし、23日（水曜日）の第4戦でソフトバンクのシリーズ制覇が決まったため、27日には当番組を上記の3時間枠で放送した。
    - 2019年11月24日には、『浜村淳青春物語』（MBSラジオ『ありがとう浜村淳です』の放送45周年を記念して制作されたラジオドラマ）の再放送枠を19:30 - 21:00に編成したことに伴って、当番組の放送枠を17:59 - 19:30に短縮した。
    - 2020年3月15日には、当番組に続いて、市川・シゲ森本（栄浩）・かみじょうの出演による「大栄環境グループスポーツスペシャル まもなく開幕!第92回選抜高等学校野球大会 思いよ届け!元気と春を甲子園から」の放送を『MBSサンデー・カルチャーナイト』で予定していた。しかし、新型コロナウイルス感染拡大の影響で3月11日に大会の中止が決まったことを受けて、当番組の放送時間を21:00にまで延長している。
    - 当初は2020年3月22日で終了する予定だったが、土曜版と同じ事情で放送期間を延長している。

「MBSラジオ秋まつり2019」が長居公園で開催された2019年11月4日（月曜日・文化の日の振替休日）には、当番組からのスピンオフ企画『へいらっしゃい! ヤブロー寿司開店! 〜ボールから銀シャリに握りを変えて〜』を「秋まつり2019 第4部」として毎日放送本社M館のラジオスタジオから16:20 - 17:43に生放送。『ヤブロー寿司』という架空の寿司店を舞台に、藪が寿司店の大将、金山・山本プロ野球（シカゴ実業）・仲西隼平（なにわスワンキーズ）・浜田順平（カベポスター）が客という設定で出演した。2020年3月29日（日曜日）にも、日曜版の最終回に続いて、藪・狩野・近藤亨の出演による『新装開店!へいらっしゃい!ヤブロー寿司～欲しいのは三振よりも新鮮なネタじゃい!～』を『MBSサンデー・カルチャーナイト』枠で生放送（狩野と近藤は日曜版に続いて登場）。
前年度に続いて、火 - 金曜日の夕方・夜間にはスポーツ情報番組枠をレギュラーで設けないが、火曜日には『MBSヨル隊 金村義明のええかげんにせぇ〜!』の中でスポーツ関連の話題を取り上げていた。

#### パーソナリティ
○：毎日放送のプロ野球解説者

●：『MBSベースボールパーク』のスタジオアシスタント

##### 2017年度
『みんなでホームイン!』2016年度版のレギュラーであったスポーツアナウンサーからは、土曜日に近藤、日曜日に金山がほぼレギュラーで出演。他のアナウンサーについては、近藤・金山のいずれかが休演した場合にパーソナリティ代理を務めるか、阪神の春季・秋季キャンプ期間中にリポーターとして出演するだけにとどまった。
- 土曜日：藪恵壹○、豊永真琴●、山田スタジアム（いずれもレギュラーで出演）
  - スポーツアナウンサー：近藤亨
    - 近藤以外の担当者：森本栄浩（10月21日）

  - ニュースキャスター（19時台の『MBSニュース』にのみ出演）：上田崇順[75]（毎日放送アナウンサー）
  - ゲスト
    - かみじょうたけし（2017年10月14日・11月11日・11月25日および2018年1月6日・3月17日）
    - 太田幸司○（2018年2月24日、日本女子プロ野球機構スーパーバイザーとして「特集・ボールパーク」にのみ出演）
- 日曜日：八木裕○、豊永真琴●、山田スタジアム（いずれもレギュラーで出演）
  - スポーツアナウンサー：金山泉[76]
    - 金山以外の担当者：森本尚太（10月22日）、赤木誠（11月5日[77]・12月3日）、仙田和吉（11月19日[78]）、馬野雅行（12月24日[79]・2018年2月18日）

  - ゲスト
    - 太田幸司○（2017年11月19日、八木の代理で出演）

##### 2018年度
前年度から近藤と金山の出演曜日を事実上交換した一方で、プロ野球大好き芸人のレギュラー出演は見送られた。
- 土曜日：藪恵壹○（第1部のみ、放送上の肩書は「『ベースボールパークTIMES』解説委員」）、狩野恵輔（第2部のみ、「『茶屋町 KEISUKE BAR』マスター」）、豊永真琴●（第1部のみ、「『ベースボールパークTIMES』記者」）
  - スポーツアナウンサー：仙田和吉（第1部のみ、「『ベースボールパークTIMES』編集長」）、金山泉（第2部のみ、「『茶屋町 KEISUKE BAR』常連客」）
  - ニュースキャスター（『ベースボールパークTIMES』19時台の『MBSニュース』にのみ出演）：上田崇順
  - 『ベースボールパークTIMES』全編のゲスト
    - かみじょうたけし（2018年12月29日、放送上の肩書は「スポーツライター」）
- 日曜日：八木裕○、豊永真琴●
  - スポーツアナウンサー：近藤亨

###### 備考
阪神は2018年のセントラル・リーグ公式戦を球団史上17年振りの最下位で終えたため、2018年度ナイターオフ版の放送開始直前（同年10月中旬）には、MBSラジオの野球解説者を経て2016年度から一軍監督を務めていた金本知憲が監督職を辞任。この年の二軍監督で、二軍を8年振りのウエスタン・リーグ優勝と12年振りの「日本一」（ファーム日本選手権の制覇）に導いていた矢野燿大が、2019年シーズンから一軍を指揮することを決めた。阪神球団では、金本から矢野への監督交代に伴ってコーチ陣を大幅に異動させることを視野に、2017年まで選手として所属していた狩野に二軍打撃コーチへの就任を要請。狩野自身は、野球解説者としての契約などとの兼ね合いで、就任を固辞する意向を球団へ申し入れた。このような経緯から、当初の予定に沿って、土曜日の第2部にレギュラーで出演していた。

##### 2019年度
前年度で土曜日の第1部に出演していた藪が第2部、日曜日に出演していた八木が土曜日の第1部、土曜日の第2部に出演していた狩野が日曜日に異動。2017年度から2シーズンにわたって『金村義明のええかげんにせぇ〜!』のアシスタントを務めてきた市川が、日曜日のレギュラー陣に加わる。
- 土曜日：八木裕○、豊永真琴●（いずれも第1部のみ）、藪恵壹○（第2部のみ）
  - スポーツアナウンサー：仙田和吉（第1部のみ）、三ツ廣政輝（第2部のみ）
    - 仙田以外の担当者：近藤亨（2019年10月12日[82]）
- 日曜日：狩野恵輔○、市川いずみ●
  - スポーツアナウンサー：近藤亨・井上雅雄（週替わりで交互に出演）
    - 上記以外の担当者：仙田和吉（2020年2月2日）
    - 狩野が諸般の事情で休演する場合には、近藤亨か井上雅雄がパーソナリティ代理扱いで全編に出演する。
    - 市川は2020年の4月改編から、毎週土・日曜日の夜間に、『ワースポ×MLB』（NHK BS1で東京のスタジオから生放送）のキャスターを担当。当初は当番組の最終回が3月22日に設定されていたため、最終回まで出演した後に、翌週末（28日）から『ワースポ×MLB』を担当する予定だった。しかし、前述した事情で当番組の放送期間が当初の予定より1週間延長されたため、29日の最終回には近藤亨が狩野のパートナーを務めた。ちなみに、事情は不明だが、市川の『ワースポ×MLB』初出演は4月第1週以降に持ち越されている。

  - ゲスト：かみじょうたけし（2020年3月15日）
    - 「まもなく開幕!第92回選抜高等学校野球大会 思いよ届け!元気と春を甲子園から」を放送する予定だった20時台にのみ出演。

#### 主なコーナー・企画

##### 2017年度

###### 土曜日
- 「山田スタジアムの週刊タイガース」（18時台前半）
  - 放送週に報じられた阪神関連の話題（今週のタイガースニュース）を豊永が伝えたうえで、該当する話題について、山スタを中心にトークを展開。最後に、山スタがマニアの視点から選んだ話題を、「山スタのピックアップニュース」として紹介した。
  - 2018年の初回放送（1月6日）では、当日の早朝に楽天球団から星野仙一取締役副会長（中日で投手・一軍監督、阪神と楽天で一軍監督を歴任）の訃報が伝えられたことを受けて、星野への追悼特集を急遽編成。阪神監督時代の2003年に星野の下でセントラル・リーグ優勝を経験した藪、阪神ファン代表の山スタ、楽天ファン代表のかみじょうが星野の思い出話を語った。また、阪神の同リーグ優勝および楽天監督時代の日本シリーズ制覇（2013年）における優勝決定シーン・優勝監督インタビューや、生前最後に公の場へ姿を見せた野球殿堂入り記念パーティー（2017年12月1日に大阪市北区のリーガロイヤルホテルで開催）でのスピーチの音源を流した。
- 「お天気のお知らせ」（18:30頃、『ホームイン』ナイターオフ・土曜版から継続）
- 「豊永真琴のプロ野球勝手にベストナイン」（18時台後半）
  - 『豊永真琴のベースボールパークEXトラ!』（2015年度以降のナイターイン編成で『MBSベースボールパーク』火 - 木曜ナイトゲーム中継の後座番組として編成）で不定期に放送している「豊永真琴のプロ野球勝手にベスト3」からの派生企画。豊永がプロ野球にちなんだテーマを週替わりで勝手に決めたうえで、そのテーマについて自身で勝手に選んだ「ベストナイン」をスタメン発表風のアナウンスで明かした。リスナーからも、自身で選んだ「ベストナイン」に関するメッセージを、放送中に電子メールとFAXで募集。その一部を紹介した。
  - 2018年2月の阪神春季キャンプ期間中には、18時台にキャンプリポートを（「山田スタジアムの週刊タイガース」の特別編扱いで）放送した関係で、当該コーナーを休止することがあった。
- 「MBSニュース」（19時の時報明け、『ホームイン』ナイターオフ・土曜版から継続）
- 「特集・ボールパーク」（19時台から20時過ぎまで放送する週替わり特集）
  - ホソカワミクロンの単独提供コーナーで、薮がイメージキャラクターを務める商品のラジオCMも放送。以下のように、ゲストが電話かスタジオに登場したり、事前に収録したインタビューを流したりすることもあった。
    - 2017年10月21日：安倍昌彦（全編でスタジオ出演）
    - 2017年11月11日：AKI猪瀬（後半に電話で出演）
    - 2017年11月18日：畑野理之（『スポーツニッポン』大阪本社プロ野球担当デスク、前半に電話で出演）・槙原寛己（後半に電話で出演）
    - 2017年12月2日：斉藤振一郎（現代書館から同年3月13日に刊行された「全国野球場巡り」の著者で、かつては放送作家として『ニッポン放送ショウアップナイター』などの構成を担当）
    - 2017年12月9日：奥村武博（阪神の投手・打撃投手出身の公認会計士）
    - 2017年12月16日：秋山拓巳・筒香嘉智・今宮健太（NPBの球団に所属する1991年生まれのプロ野球選手で、いずれも事前収録のインタビューに出演）
    - 2018年1月6日：合田怜・熊谷尚也（いずれもBリーグ・大阪エヴェッサ所属のプロバスケットボール選手で、後半にスタジオへ出演）
    - 2018年1月13日：山本勉（NPB記録部副部長・公式記録員、「2017年シーズン終了時点までの担当公式戦総数が最も多い現役の公式記録員」としてラジオ番組に初出演）
    - 2018年1月20日：下薗昌記（ガンバ大阪を長年にわたって取材する朝日新聞社司法担当記者出身のサッカージャーナリスト、前半にスタジオ出演）
    - 2018年1月27日：狩野恵輔（元・阪神捕手→外野手で、2017年に現役を引退。2018年から『MBSベースボールパーク』の阪神戦中継で「フィールドキャスター」を担当することから、フィールドキャスターの立場で初めて出演）
    - 2018年2月3日：織田信成（関西大学スケート部の監督で元・フィギュアスケート男子シングル日本代表選手、事前収録のインタビューに出演）
    - 2018年2月17日：漢那邦洋（RBCiラジオ番組パーソナリティ、沖縄からの生中継で出演）
    - 2018年2月24日：みなみ
    - 2018年3月24日（最終回）：伊東平（中国放送アナウンサー）・煙山光紀（ニッポン放送アナウンサー、いずれも電話で出演）

  - かみじょうが全編にわたって出演した2018年3月17日には、第90回選抜高等学校野球大会開幕の前週に当たることにちなんで、『みんなの甲子園』（MBSテレビの大会ダイジェスト番組）とのコラボレーション企画を実施。同年3月4日に毎日放送と甲子園歴史館の共同企画として甲子園球場の三塁側屋内ブルペンで開催した公開収録（『みんなの甲子園』メインキャスター・赤星憲広と市川によるミニトークショー）のダイジェスト音源を当コーナーの後半で流すとともに、この音源を基にかみじょうからレギュラー陣へクイズを出題した。
- 「藪（破）れかぶれ!藪恵壹のスカッとベースボール」（20時台前半）
  - 「スカッとノート」（ページを破った時の感触や音の良い特殊な紙を用いたノート）がストレス解消グッズとして静かな人気を博していることにちなんだ企画で、薮が阪神や自身について不満やストレスを感じていることを、あらかじめ「スカッとノート」に記入。記入した内容を披露したうえで、「バカヤロー!」と叫びながら当該ページを破る。記入した内容によっては、藪が「バカヤロー!」と叫ぶ前に、自作の俳句を披露することもあった。
  - 出演者全員でページを一斉に破ることによって、コーナーを締めくくることが特徴。リスナーからも、最近腹が立ったことに関するメッセージと、そのメッセージを記したページを破いて欲しい出演者のリクエストを受け付けていた。
- 「プロ野球百物語」（20時台後半）
  - プロ野球に関するテーマについて、出演者がフリートークを展開。2017年度の放送では、コーナータイトルの「百物語」にちなんで、時間の許せる限り1回の放送で複数のテーマを取り上げる。エンディングに迫ったところで、「今日はここまで」というアナウンスが強制的に入ることが特徴。
  - 当コーナーのみ、2015年度『ホームイン』での「幸司・たけしの言いたい放談」と同様に、トークのテーマを書いた100枚の紙をランダムに入れた抽選箱をスタジオに用意。出演者がその箱から紙を引くことによって、当日のテーマを決める。テーマによっては、関係者が電話で出演することや、出演者がテーマにちなんだチャレンジを実施することも想定。リスナーからも、当コーナーで取り上げて欲しいテーマを募集した。
  - コーナータイトルが示すように、開始当初は、最終回（2018年3月24日放送分）までに100項目のテーマを消化することを目指していた。しかし、想定したほどのペースで消化できないことが2017年中に判明したため、2018年1月の時点で断念。結局、41項目を消化するだけにとどまった。

エンディングでは、書道で特待生に選ばれるほどの腕前の持ち主である薮が、「当日の放送内容を象徴する」と判断した1文字の漢字を発表。放送後にその漢字を薮が直筆で書き添えた番組特製のらいよんチャンステッカーを、投稿したメッセージが紹介されたリスナー全員に進呈した。

###### 日曜日
- 「Today's Sports Topix」（『ホームイン』から継承、18:15頃）
  - 平日分については、火曜日のみ『金村義明のええかげんにせぇ～!』内で放送。
- 「選手ジングルを作ろう!のコーナー」（18:25頃）
  - 『MBSベースボールパーク』阪神戦中継向けのジングルで阪神の選手（またはMBSラジオ解説者）の名前を入れたバージョンを新調する場合にふさわしいフレーズを、「○○（選手の登録名・解説者の氏名）です、～（投稿対象の文言）、『MBSベースボールパーク』」というパターンで募集。八木や当日出演のスポーツアナウンサーがその一部を紹介した後に、山スタもオリジナルのフレーズを披露する。フレーズを紹介されたリスナーには、八木のサインを入れたらいよんチャンステッカーをプレゼント。
  - 2017年度の最終放送（2018年3月25日）では、過去に採用されたフレーズの一部を取り入れて収録した2018年度『MBSベースボールパーク』阪神戦中継用のジングル（金本1パターン、ランディ・メッセンジャー1パターン、秋山拓巳3パターン、ウィリン・ロサリオ3パターン）を発表した。
- 「次世代スポーツ好き芸人紹介」
  - 2017年10月22日から、月に1回のペースで、「選手ジングルを作ろう!」に代わって放送。山スタやかみじょうの次の世代に当たるスポーツ好きの芸人をスタジオに招いたうえで、野球を初めとするスポーツ関連のエピソードや、持ちネタを披露させた。
  - ゲストに招いた芸人は以下の通りで、当コーナーからエンディングまで登場。
    - 2017年10月22日：なにわスワンキーズ
      - メンバーの1人である、こじまラテ（小島潤一）は「ラグビー大好き芸人」（大阪桐蔭高校・流通経済大学ラグビー部およびブルーシャークスのOB）として、「今、熱い!ラグビーの魅力に迫る」と銘打った2017年12月23日放送分の土曜版「特集・ボールパーク」にもゲストで出演。

  - 2017年11月3日放送の「MBSラジオ秋まつり 第2部」では、「一番の野球好きはだ〜れだ?」（当コーナーへのゲスト出演権と連動した特別企画）を実施。かみじょうと同じ松竹芸能の所属で、野球好きを自認する芸人3組を招いたうえで、野球にまつわる持ちネタとエピソードを披露させた。「審査委員長」の八木がその内容を判定した結果、ウドントミカン が出演権を獲得した。
    - ウドントミカンは、この時の出演権を行使する格好で、2017年最終放送（12月30日の土曜版「特集・ボールパーク」）の「2017世界のスポーツ10大ニュース　なるほど・ザ・ワールド　ベースボールパーク・珍スポーツの祭典スペシャル」（世界のスポーツ珍ニュースから出題したレギュラー陣へのクイズ企画）で出題役を務めた。
- 「神様の舌 八木裕の肉ナビ」（18時台後半）
  - 大正（だいせい：大阪市内で焼肉料理店「大喜屋」や精肉店を経営する株式会社）の単独提供コーナーで、2017年11月5日から放送。阪神の現役選手時代から多種多様な肉料理の名店へ通い詰めている八木が、「大喜屋」長居店（大阪市東住吉区）で特にお勧めしたい肉料理を試食した模様を紹介しながら、肉料理の魅力を語った。
  - 八木による「大喜屋」長居店での試食を毎週事前に収録することや、肉の特定の部位を週替わりのテーマに据えることが特徴。毎月最終日曜日（12月には年内最終放送）の当コーナーでは、収録で紹介した部位を用いた肉料理が当日のスタジオ出演者に振る舞われたほか、その料理のレシピも紹介した。
  - 八木は生放送へ出演しない場合にも、放送上は当コーナーにのみ登場。2018年度からは、大喜が『MBSベースボールパーク』のナイターイン版にもスポンサーへ付くとともに、八木が単独で出演する「大喜屋」のCMをMBSラジオ限定で流している。
  - 2018年1月1日に生放送の特別番組『次は～新福島!スペシャル　七福神もビックリ!”福”島のぶひろのふるまい大新年会!』では、当コーナーからの派生企画として、八木の出演による「俺の推し肉ベスト3」を内包。同年に流行すると思われる焼肉の部位を、八木がベスト3形式で紹介した。
- 「選手を採点!八木ティーチャー!」（18時台後半）
  - ホソカワミクロンの単独提供コーナーで、2016年度ナイターオフ版以降の『ホームイン』で放送されてきた「選手を診察 八木クリニック」をリニューアル。阪神を学校のクラス（放送上の呼称は「タイガースクラス」）に見立てたうえで、「八木クリニックの院長」だった八木に「担任」、豊永に「副担任」を名乗らせていた。
  - 担任が生徒の通知表を付ける要領で、阪神の選手を毎回1人ずつ評価。投手の場合にはストレート・変化球・コントロール・スタミナ・フィールディング、野手の場合にはミート・パワー・走力・送球・守備の5項目について、項目ごとに八木が5点満点で評価する。八木が総合点（最高25点）を発表した後で、その選手に対する寸評を通知表風に述べることが特徴。八木以外の解説者が出演する場合には、「八木ティーチャー」の「八木」を差し替えたうえで、その解説者が上記の方法で選手を評価した。
  - 通算で17回目に当たる2018年2月18日放送分では、阪神の沖縄キャンプ地・宜野座村の特設スタジオから番組の全編を中継した関係で、背番号17の岩貞祐太がゲストで出演。当コーナーでは初めての「面談」形式で、八木がキャンプの取材を踏まえながら、岩貞を直々に評価した。
  - 2017年度の最終放送（2018年3月25日）では、「2018年の阪神タイガース」をテーマに、先発投手・リリーフ投手・打撃力・走力・守備力の5項目について八木が5点満点で評価した。

2018年2月の阪神春季キャンプ期間中には、『ホームイン』時代に続いて、キャンプリポートを「Today's Sports Topix」で放送。前述した八木の冠コーナー以外の企画を休止したうえで、リポートの続きを放送することもあった。

##### 2018年度

###### 土・日曜日に共通の企画・コーナー
- 「お天気のお知らせ」（18時台）
- 「ベースボールパーク的 定例開発会議」（土曜日には第1部の「ベースボールパークTIMES」内で放送）
  - 「（プロ野球を初めとする）スポーツ観戦であったら良さそう」「阪神の選手がこのようなイベントや企画に関わったらどうか？」という視点から、毎回1つのテーマを設定したうえで、そのテーマに見合った商品やサービスのアイデアをリスナーから募集。その一部を紹介するとともに、解説者以外の出演者もアイデアを出したうえで、当日出演の解説者が「最優秀賞」を決定する。土・日曜日に続けて放送する場合にも、曜日ごとにテーマを変えることが特徴。
  - 2019年3月2日（土曜日）放送分では、「バレーボールVリーグ・サントリーサンバーズの試合会場であったら嬉しいファンサービス」のアイデアを特別に募集した。当日の「ベースボールパーク的『ワールドビジネススポーツ サテライト』」でゲストに迎えた佐別當賢治（さべっとう けんじ：サントリーサンバーズ運営事務局スタッフ）からのリクエストによる。
- 2019年の阪神春季キャンプ中には、GAORA（毎日放送の関連会社）とのコラボレーション企画として、阪神の現役選手へのインタビューを実施（後述）。GAORAでは、インタビューの模様を収録したうえで、『タイガースキャンプスペシャル MBSベースボールパークインタビュー集』（2回シリーズの特別番組）として放送している。

###### 第1部「ベースボールパークTIMES」（17:45 - 20:00）
「2019年度のNPBレギュラーシーズン開幕に向けて、架空のスポーツ新聞『ベースボールパークTIMES』向けの記事を、締め切り時間（放送終了時間の20:00）までに書き上げる」というコンセプトに沿って、出演者が放送で用いる肩書を、実在するスポーツ新聞社のように設定。一部のコーナーには、実際の新聞記事や他局で放送中の番組にちなんだ名前が付けられている。
- オープニング
  - 「記事の出稿締切目前の編集会議」という設定で、「編集長」の仙田、「解説委員」の藪、「記者」の豊永が揃って前ピンに挑戦。仙田が藪や豊永からの提案に応じる格好で、実際には本編で放送しない「ネタ候補」（藪による声真似や仙田の家庭事情など）を決めたり、下記の企画から「目玉記事」を紹介したりする。
  - 阪神が春季キャンプを終了した2019年2月下旬以降の放送では、オープニングトークの最後に、3人揃って「プロ野球開幕まであと～日」というコールを入れている。
- 「1面を決定 今週のSports Topix」（18時台前半）
  - 放送当日までの1週間のスポーツニュースから、NPB関連を中心に数本の「記事」（トピックス）を紹介しながら、『ベースボールパークTIMES』を飾るにふさわしい「トップ記事」と「三面記事」を仙田、藪、豊永の合議で1本ずつ決定。NPBのポストシーズンやオープン戦の期間中には、試合の速報も伝える。
  - 阪神のキャンプ期間中には、当コーナーでキャンプリポートを放送。市川がリポートを担当する場合にも、放送上「記者」という肩書を付けている。ただし、仙田の先輩アナウンサー（馬野など）が担当する場合には、「アナウンサー」の肩書のまま出演。
  - 2019年3月16日放送分では、オープニングから当コーナーまで谷繁元信が出演。ゲスト扱いでの出演だったため、谷繁によるセ・パ両リーグの順位予想を「トップ記事」扱いで放送した。
- 「仙田編集長の『天声仙語』」（18:30頃）
  - 仙田が野球に関するテーマを毎回1つ設定したうえで、持ち前の「仙里眼」（千里眼）を駆使しながら調べたり考えたりしたことを踏まえて、毎週火曜日の早朝から夕方にかけて『天声人語』（「朝日新聞」朝刊1面のコラム）さながらの「連載コラム」を執筆。その概要を藪や豊永へ語りかけたうえで、実際に執筆したコラムの全文を、毎回の放送終了後に 公式サイトの特設ブログ と 「MBS with Tigers」のFacebook公式アカウント で公開する。仙田の先輩アナウンサー・高井美紀の声による格調の高いナレーション（事前収録）で始まることが特徴で、コーナー名は、『天声人語』に仙田の苗字の最初の1字（仙）を重ねている。
- 「藪解説委員の特集コラム『今日イチ恵壹（けいいち）コラム　藪（やぶ）さかではない』」（18時台後半）
  - 2017年度の「藪（破）れ かぶれ!藪恵壹のスカッとベースボール」を引き継いだホソカワミクロンの単独提供コーナーで、矢野新監督の下で捲土重来を期す2019年シーズンの阪神に向けて、藪が「やぶさかではない」（「実行しても良いのではないか?」）と考えていることを「提言」として披露する。コーナー名とほぼ同じタイトルでとんねるずが発表した楽曲のサビを、オープニングで流すことが特徴。
- 『MBSニュース』（19時の時報明け）
  - 2017年度に続いて、土曜夜間～日曜早朝の宿直勤務に就く毎日放送アナウンサー（主に上田崇順）が担当。
- 「ベースボールパーク的『ワールドビジネススポーツ サテライト』」（19時台前半）
  - 毎回1つのテーマに沿って、スポーツとビジネスの関係を深く掘り下げるコーナーで、テーマの「当事者」をスタジオに迎えながら進行。コーナー名は『ワールドビジネスサテライト』（テレビ東京制作、MBSラジオの放送対象地域である関西地方ではテレビ大阪・びわ湖放送・奈良テレビ・テレビ和歌山・BSテレビ東京で放送）にちなむ。
  - 「MBSラジオ　スペシャルウィーク」と重なった2018年12月15日放送分では、阪神の矢野監督と仙田による対談（事前収録で豊永も質問役に参加）を、特別企画としてこのコーナーに組み込んだ。ちなみに矢野は、阪神の2019年春季キャンプ期間中最初の放送（2月2日）でも、春季一軍キャンプ地（沖縄県宜野座村）からの生中継で「今週のSports Topix」に登場している。
  - 2019年2月2日放送分では、後述する「豊永真琴の恋愛妄想ブログ」と放送順を入れ替える格好で、19時台後半に編成。毎日放送アナウンサーの三ツ廣政輝（2018年度入社）が、「『ベースボールパークTIMES』の新人記者」という肩書で、矢野と同様の生中継による宜野座キャンプの取材リポートを任された。三ツ廣がスポーツ関連番組でのリポートを担当したのは、テレビ・ラジオを通じても当コーナーが初めてであった。
- 「豊永真琴の恋愛妄想ブログ」（19時台後半）
  - 「『ベースボールパークTIMES』電子版の特集ブログ」という設定で、毎回1名のプロ野球選手をテーマに、「その選手の妻（または交際中の女性）として1日を一緒に過ごせたらしてみたい（されたい）こと」を豊永が妄想たっぷりにモノローグで披露。「読者」（リスナー）からも、上記のテーマに沿ったメッセージを受け付ける。当コーナーのみ、匿名（ラジオネーム）で投稿されたメッセージを、「読者ネーム」として紹介。
- 「特集記事のコーナー」
- 「読者投稿のコーナー」（リスナーからのメッセージ紹介）
  - 2018年度からは、twitterやinstagramのユーザー向けに、「投稿」のテーマを設定。寄せられた「投稿」の一部を、電子メール・FAXによる「投稿」と合わせて紹介する。
- 「週間藪ちゃん」
  - 「『ベースボールパークTIMES』で連載中の4コマ漫画」をラジオで表現したミニコーナーで、藪が「藪ちゃん」という少年に扮して出演。豊永がストーリーテラーを務めるほか、仙田が「オチ」（4コマ目のツッコミ）の台詞を言う。
  - 当番組のディレクターが実際に描いたオリジナルの4コマ漫画（原画）を基に放送することから、「MBS with Tigers」のtwitter公式アカウント では、毎回の放送終了後に発信するツイートで原画の画像を公開している。
- 「編集後記」（エンディング）
  - オープニングの「前ピン」と同じ要領で、仙田、藪、豊永が揃って後ピンに挑戦。この3名から毎回くじ引きで1名を選んだうえで、「編集後記」（締めくくりのコメント）を述べさせる。また、次回の放送を「第～号」と称したうえで、豊永が「次号予告」（次回の放送予定）を発表。「反省会を開くために『茶屋町 KEISUKE BAR』へ向かう」という設定で番組を締めくくる。『KEISUKE BAR』には基本として3人揃って出演しないが、2018年12月1日以降の放送では、仙田か藪が単独で登場することがある。

MBSラジオがナイターオフ期間に編成する自社制作のスポーツ情報番組で、番組全体をスポーツ新聞社の編集部に見立てながら生放送を進行するのは、2013年度の『withタイガース　カワスポサタデー運動部!』以来5シーズン振りである。この番組には豊永・近藤亨もレギュラーで出演していたが、当時野球解説者としての契約を結んでいた金本が「鬼編集長」、他の解説者やスポーツアナウンサー（近藤亨・馬野・井上）や「記者」という肩書で随時登場するなど、細かな設定が当番組と大きく異なる。

###### 第2部「茶屋町 KEISUKE BAR」（20:00 - 21:00）
2018年度の『番外編』（後述）のうち、金山と狩野が共演する回で放送された「情熱狩野大陸」（同年度からフィールドキャスターへ就任した狩野の半生や人柄を浮き彫りにする『情熱大陸』風のフリートーク企画）から派生したパートで、毎週土曜日の20時台にのみ茶屋町（当番組のスタジオがある毎日放送本社の所在地）で開店する架空のバー「茶屋町 KEISUKE BAR」を舞台に、「マスターに扮した狩野が、カウンター越しに粋なトークで営業する」という設定で進行。「常連客」としてレギュラーで出演する金山に加えて、毎回ゲストを迎える。
ちなみに、金山・狩野とも同い年（1982年度生まれ）で、金山の出身県（新潟県）の一部地域は狩野の出身県（群馬県）に隣接。さらに、両者とも高校球児であった。このような縁から、金山は「情熱狩野大陸」に限って、狩野のことを（名前だけの）「恵輔」（KEISUKE）と呼んでいた。「茶屋町 KEISUKE BAR」では、トークの内容や展開に応じて、「恵輔」か「マスター」という呼称を使い分けている。また、「情熱狩野大陸」の流れを汲む関係で、両者とも放送上の口調をいわゆる「タメ口」に統一している（ゲストを紹介するパートを除く）。
編成上は、初回（2018年10月20日）のみ、「プレオープン」扱いで土曜版の第2部として放送していた。第2回（同年11月12日）からは、「新装開店」扱いで、独立番組として編成している。コーナー構成は以下のとおりだが、ゲストを紹介するパートを除いて、バーの雰囲気で展開されるフリートークとして放送。そのため、タイトルコールを割愛するとともに、CM明けに流れるジングルで狩野がコーナー名とコーナーをさりげなく紹介する。
また、コーナー名をバーで提供されることの多いアルコールドリンクの名前、コーナーの順番を「～杯目」と表現。バーの雰囲気を醸し出すべく、金山やゲストが実際にアルコールドリンクを飲んでいるほか、全編にわたってジャズをBGMに流したり、乾杯を連想させるグラスの音を随所に入れたりしている。さらに、前述したジングルでも、バーのマスターやバーテンダーを連想させる表現を狩野の台詞に盛り込んでいる。
- オープニング
  - 狩野と金山が、阪神関連の話題、MBSテレビ・ラジオで2018年シーズンに放送した阪神戦中継や取材でのエピソード、（生放送の場合には）阪神関連を含む最新のスポーツニュースを「前ピン」風に語る。仙田や藪が（放送上）第1部の「ベースボールパークTIMES」に続いて、このパートにのみ登場することもある。
- 「1杯目：モスコミュール」
  - 狩野・金山にとって共通の趣味であるゴルフ談議を中心に、同級生ならではのトークを展開する。トークの流れによっては、狩野が「マスター」の役割を崩さない程度に、自身の現役選手時代や当時のチームメイトのエピソードをさりげなく披露することもある。
  - 「MBSラジオ　スペシャルウィーク」と重なっていた2018年12月15日放送分では、市川がこのパートから全編にわたって出演。高校野球の取材に関するエピソードや、MBSラジオの阪神戦中継で2016年から阪神側のベンチリポーターを務めるようになった経緯などを語った。当初の予定ではこの回だけのスペシャルゲストだったが、金山が翌週に高熱で体調を崩したため、22日放送分にも急遽金山に代わってオープニングから全編へ出演している。
- 「2杯目：ソルティドッグ」
  - 私生活で5人の子どもを育てている狩野と、2018年6月に第1子（長女）を授かったばかりの金山が、自身の体験などを交えながら育児について語る。
- 「3杯目：バーボン」
  - ゲストを「突然の珍客」に見立てたうえで、狩野・金山との間で、アドリブによる会話劇に挑戦。CMをはさんだ後に、通常の番組と同じ体裁でゲストを紹介する。ゲストはこのコーナーにのみ出演。ヨーロッパ企画に所属する俳優から、週替わりで1名が「珍客」に扮する。ただし、市川をゲストに迎えた回では、このパートを割愛している。
  - ゲストを迎えない場合には、直近の芸能ニュースなどをテーマに、狩野と金山が同級生トークを続ける。
- 「4杯目：オリジナルカクテル」
  - 「マスターが狩野以外の有名人（または特定の条件に該当する人物）で、オリジナルのカクテルを作る」という設定の下に、そのカクテルに付きそう（または似合いそう）な名前を狩野と金山が次々と考える。リスナーから名前のアイデアを受け付けたうえで、トークに反映させる場合もある。「バー」という設定からリスナー名やラジオネームを割愛する場合もあるが、アイデアが採用されたリスナーには、狩野のサイン入りコースターを進呈する。
  - エンディングでは、フリートークに割って入る格好で、狩野による謎めいた締め台詞を収録した音源を流している。

狩野・金山とも阪神の春季沖縄キャンプ取材で宜野座村に赴いていた2019年2月2日には、現地の特設スタジオからの生中継方式で放送。上記のコーナー名を沖縄風の名称（「オリオンビール」など）に変えるなどの趣向を凝らしながら、「3杯目」に阪神の藤本敦士 一軍内野守備走塁コーチ、「4杯目」に三ツ廣を迎えた。

###### 日曜日限定の企画
- 「Today's Sports Topix」（『ホームイン』時代から継承）
- 「八木裕の牛肉学（にくがく）」
  - 2017年度に放送された「神様の舌 八木裕の肉ナビ」のリニューアル版で、2018年11月11日から放送。毎月最終週以外は事前収録だが、「肉ナビ」時代と違って八木は試食せず、大正社長の濱門美喜男から牛肉の部位や食べ方などの「講義」を受けていた。毎月最終週のみ、「特別講義」と称して同社から提供された肉料理を出演者全員で生放送中に試食した。
- 「選手をお助け!八木えもん」
  - 八木があるキャラクターに扮して阪神のチーム全般や首脳陣・選手を評価するシリーズの第3弾。企画の趣旨や出演者の役割は過去のシリーズ企画（2016年度『ホームイン』：「選手を診察 八木クリニック」→ 2017年度：「選手を採点!八木ティーチャー!」）と変わらないが、『ドラえもん』シリーズで「ドラえもん」が「のび太」を助けるために四次元ポケットから秘密の道具を出すシーンにちなんで、評価の後に八木がアニメ版「ドラえもん」風の口調で「お助けアイテム」（評価した選手の課題の解決に役立ちそうな架空の道具）を紹介することが特徴。
  - 当コーナーのみ、八木を「八木えもん」、豊永を（「ドラミちゃん」にちなんで）「トヨミちゃん」と称する。2019年1月からは、「ドラえもん」の好物がどら焼きであることにちなんで「八木えもん」や「トヨミちゃん」が週替わりで違う風味のどら焼きを食べる演出も施されている。
  - 放送週によっては、事前収録によるインタビュー形式で、「八木えもん」が阪神の関係者を直々に評価した音源を中心に構成（対象者は原口文仁・北條史也両選手と清水雅治コーチ）。八木と近藤亨が2019年2月の阪神春季キャンプでの取材中に北條と清水へのインタビューを収録した模様は、GAORAとのコラボレーションによる前述のダイジェスト番組でも放送されている。

編成上は「DJ豊永の今日の1曲」というコーナーも設定されていたが、実際には放送されていない。

##### 2019年度
全曜日の共通企画として、twitter公式アカウントで「教えて!twitterアンケート」（三者択一方式によるアンケート）を実施。回答の一部を放送中に紹介していた。

###### 第1部「八木裕の耳で楽しむ八木講座」（17:59 - 20:00）
- 「八木スポトピックス」（18時台前半）
  - 野球に限らず、直近に報じられたスポーツニュースから、八木が気になった話題を紹介した。
  - 放送日にによっては、阪神の関係者をゲストに迎えることや、同球団の春季・秋季キャンプリポートを放送することがあった。2019年の「MBSラジオ　ドリームウィーク」と重なった同年12月14日放送分では、この年から阪神の一軍監督へ就任した矢野燿大が、当コーナー限定でスタジオに出演した。
- 「肉博士に聞いてみよう」（18:30頃）
  - 2018年度のナイターオフ・日曜版で放送されていた「八木裕の牛肉学」を継承したコーナーで、2019年日本シリーズ終了後の11月2日から放送。「 - 牛肉学」に続いてインタビューで登場する大正社長の濱門美喜男を、「肉博士」と称している。
  - 2019年11月以降の毎月最終週は、「八木裕の牛肉学」に続いて、「大黒千牛」ブランドの牛肉を使った肉料理を出演者全員で試食。リスナーからあらかじめ募集した牛肉関連の質問に対する濱門の回答を、豊永が紹介した。さらに、当コーナーのオリジナル企画として、リスナーから抽選で5名に「大黒千牛」ブランドの牛肉をプレゼント。本編のエンディングまでに牛肉関連の質問（最終回のみ濱門へのメッセージ）を添えて電子メールかFAXで応募することが条件で、本編のエンディング中に当選者を発表していた。
- 「仙田和吉のアナウンサー裏講座」（18時台後半→19時の時報明け）
  - 華やかに見えるアナウンサーの知られざる仕事の内情や、スポーツアナウンサーがスポーツ中継の実況へ臨む際の工夫などを、現役のスポーツアナウンサーである仙田が資料や愚痴を交じえながら披露した。仙田の休演時には、代理で出演するスポーツアナウンサーが担当するため、タイトルの氏名を変更。
  - twitterの公式アカウントでは、当コーナーの放送後に、リスナーの感想を三者択一（「タメになった!」「まぁまぁだなぁ」「知ったこっちゃない!」という選択肢から1つを選ぶ）方式で訊くアンケートを実施。番組の後半で、集計の結果、選択肢ごとの回答率、リスナーから寄せられた感想の一部を豊永が紹介する。また、テーマによっては、仙田がスポーツ中継の実況で実際に作成・使用している資料の画像を、放送に合わせて公式アカウントで公開することもあった。
- 「今日の野球クイズ!」（19時の時報明け→18:50頃）
  - 八木や現役のプロ野球選手でも間違えそうな公認野球規則から、具体例に即した三者択一方式のクイズを、豊永からリスナーに出題。電子メール・FAX・twitterで回答を受け付けてから、19:20頃に正解・総回答数・正答率を発表していた。回答が正解だったリスナーから、抽選で1名に八木のサイン入り色紙をプレゼント。
  - NPB一軍公式戦での実例を基に、選手名を「豊永選手」「仙田選手」に置き換えたうえで出題。豊永だけが正解を知っているため、正解を発表する前には、八木も自分なりの回答を披露した。ただし、公認野球規則や野球関連の書籍・サイトを見れば正解を容易に導き出せる問題でもあることから、出題の最後には、仙田がリスナーに向けて「カンニングは厳禁です」というコメントを必ず添えていた。
- 『MBSニュース』（19時の時報明け）
  - 土曜夜間～日曜早朝の宿直勤務に就く毎日放送アナウンサー（主に2019年入社の清水麻椰か野嶋紗己子）が担当。
- 「魔法でお助け!?ヤギー・ポッター」（19時台後半）
  - 八木があるキャラクターに扮して阪神のチーム全般や首脳陣・選手を評価するシリーズの第4弾。土曜日では初めての放送で、八木は当コーナーのみ「ヤギー・ポッター」（ハリー・ポッター風の魔法使い）、豊永真琴は「ハーマコトニー」（ハーマイオニー・グレンジャー風の魔女）として出演した。
  - シリーズの恒例である八木から首脳陣・選手へのアドバイスについては、この設定にちなんで、放送上「魔法（をかける）」と表現。「ヤギー・ポッター」は、ハリー・ポッターさながらに杖を振りながら、「魔法の呪文」風のアドバイスを送っていた。

エンディングでは、「教えて!twitterアンケート」と「仙田和吉のアナウンサー裏講座」のアンケート結果を、選択肢ごとの回答比率や主なツイートとともに豊永が紹介。第2部「ぶち藪れ!藪が歩く!やぶ～ら・ぶら歩き」の前振りを兼ねた八木から藪への呼び掛け（「今日はどこへ行っているのかな?藪く～ん」という決め台詞）で締めくくった後に、ECCの時報前CM→20時の時報をはさんで第2部を放送していた。ただし、藪は2018年度までと違って、生放送に登場しないことが多かった。
2019年11月以降は、毎月最終週のみ、「肉博士に聞いてみよう」の牛肉プレゼント当選者をエンディングで発表。放送の翌日（日曜日）午後に競馬の重賞競走中継を『GOGO競馬サンデー!』（MBSラジオの競馬中継）で放送する場合には、同番組の司会・実況を兼務している仙田が、当該競走の馬番連勝を対象に自身の予想を披露していた。

###### 第2部「ぶち藪れ!藪が歩く!やぶ～ら・ぶら歩き」（20:00 - 21:00）
基本として全編を事前収録で放送する商店街ロケ番組で、藪と三ツ廣が出演。関西地方の商店街へ毎回出向いたうえで、商店街の店舗を藪の気の向くままに次々と訪れながら、行く先々で出会った人々から阪神やプロ野球に関する想いを聞き出していた。三ツ廣が、「商店街マイスター 黒帯」と称して藪を案内。ナレーターを赤木→近藤亨が務める。番組では、2人をロケで招きたい商店街を募集していた。
その一方で、2020年の初回（1月4日）には、「番外編」扱いで全編生放送を実施。「わくわく藪ッチフォン　藪からお耳のお年玉　お年賀テレフォン祭」（電話での出演を希望するリスナーを第1部から募集した後に、藪がスタジオから次々と電話をつないだうえで、出演者全員に藪の書き初めが記された半紙を進呈する企画）や、三ツ廣による綱敷天神社（大阪市北区）からの初詣電話リポートを放送した。最終回（同年3月21日）も生放送で、過去のロケのダイジェスト音源を流しながら、「YABUデミー（ヤブデミー）賞」を決定した。

###### 日曜日限定の企画・コーナー
- 「スポーツ・キャッチアップ」（18時台前半）
  - 阪神タイガースを中心に、放送日までの1週間の主なスポーツニュースを、市川（最終回のみ近藤亨）がまとめて伝えていた。
  - 後半には、「豆スポ」と称して、野球以外のスポーツから毎回1つの競技をピックアップ。その競技の特徴、注目選手、意外なルールを紹介していた。
- 「DJカノK」（18:30頃）
  - テンションの上がる楽曲を狩野が選んだうえで、毎回1曲を放送。リスナーからも、楽曲のリクエストを受け付けていた。
  - 当初は狩野に「DJ（ディスクジョッキー）ケイスケFC」を名乗らせたうえで、同名のコーナーとして放送することを予定していた。しかし実際には、狩野が「HIRO-T」（放送開始前月の2019年9月でラジオDJを引退したヒロ寺平の通称）のような名義で出演することを希望したため、初回の放送で狩野の名義とコーナーの名称を「カノK（カノケイ）」に変更した。
- 「市川いずみの取材力!」（18時台後半）
  - ナイターイン版の阪神戦中継のベンチリポートなどで、スポーツ記者顔負けの取材力を誇る市川が、プロ野球・高校野球・大学野球の選手に関して東奔西走の末に集めてきた情報を伝える。
  - 2020年2月2日放送分では、阪神の同年春季キャンプの2日目に当たることから、当番組を「仙田和吉の取材力!」（仙田による一軍キャンプのリポート）に変更した。狩野と仙田が前日（1日）から一軍キャンプ地の宜野座村で取材していたことを背景に、同村内の特設スタジオと、市川が待機している毎日放送本社のラジオスタジオで全編にわたって二元生中継を実施したことによる。市川に代わって近藤亨が狩野のパートナーを務めた最終回では、「近藤亨の取材力!」として放送。
- 『MBSニュース』・『お天気のお知らせ』（19時の時報明け）
  - 日曜夜間～月曜早朝の宿直勤務に就く毎日放送アナウンサー（主に三ツ廣）が担当。
- 「カノウノルーツ」（19時台後半）
  - 2018年度の『番外編』で放送された「情熱狩野大陸」（後述）に続いて、狩野のルーツに迫っていた。
  - 2020年3月6日放送分では、スタジオに本格的なキーボードを設置。狩野が「小・中学生時代にピアノの弾き方をピアノ教室で学んでいた」という腕前を、放送中に「ねこふんじゃった」の早弾きで披露した。

この他にも、以下のように、週替わりで出演するスポーツアナウンサー（近藤亨か井上）がメインで進行するコーナーを、19時台の前半に設ける。2人はいずれも、狩野が休演する場合を除いて、以下のコーナーにのみ出演。
- 「近藤亨の細かい話で恐縮ですが…シーズン3」
  - 『ホームイン』時代に2シーズンにわたって放送されてきた企画を、3シーズン振りにレギュラーで復活。
- 「井上雅雄のわざトーク」 
  - 同じ世代（放送時点で「アラフォー」）である狩野と井上が、お互いに気になっている話題を「わざわざ」掘り下げながら、年下（いわゆる「ゆとり世代」）の市川を交えて熱く語り合う企画。コーナータイトルの「わざ」には「（放送開始時点では野球解説者への転身2年目の）狩野がトークのわざ（技）を磨く」という目標も重ねていた。
  - 当コーナーを放送する場合には、狩野と井上がプライベートで会食する雰囲気さながらに、狩野が年上の井上を「雅雄さん」、井上が年下の狩野を「恵輔」と呼ぶように設定。放送上は、スタジオのホワイトボードに書かれた3つのテーマから、関心の強いテーマをランダムに選びながらトークを展開する。ただし、直近に報じられたニュースを基にテーマを設定しているため、野球関連以外のトークが展開されることもあった。

エンディングでは、「教えて!twitterアンケート」の結果を、選択肢ごとの回答比率や主なツイートとともに市川（最終回のみ近藤亨）が紹介していた。

### MBSラジオ制作分（2021年度以降）

#### 概要
1958年3月1日からテレビ・ラジオ放送事業を兼営してきた毎日放送から、2021年4月1日付でラジオ放送事業・ラジオ放送免許を承継した「株式会社MBSラジオ」が、2021年度からナイターオフ期間に制作しているスポーツ情報番組。

##### 2021年度
土曜日は18:00  - 19:30に『MBSベースボールパーク土曜日 KAMEスポレディオ』（KAME＝亀山つとむの冠番組）、日曜日は2020年度と同じ放送枠（18:00 - 20:00）に『MBSベースボールパーク日曜日 KANOスポレディオ』（KANO＝狩野恵輔の冠番組）として生放送。『KAMEスポレディオ』の後枠（19:30 - 20:00）では、パシフィック・リーグ（パ・リーグ）関連の話題に特化した『Mラジ・パリーグレディオ』（「Mラジ」は株式会社MBSラジオの愛称）を編成している。

##### 2022年度
土曜日には『MBSベースボールパーク土曜日 我らMラジ・トライヨンズ』（「トライヨン」の由来は毎日放送のステーションキャラクター・らいよんチャンの阪神関連番組バージョンに当たる「とらいよん」）と銘打って、前年度から放送時間を30分拡大（18:00  - 20:00）。日曜日には、放送時間を前年度から35分短縮する一方で、2022年の『MBSベースボールパーク』テレビ・ラジオ中継のゲスト解説者から掛布雅之・鳥谷敬・岩本勉が週替わりでパーソナリティを務める体制に移行している。

##### 2023年度
土曜版の2部構成を維持する一方で、土曜日の放送時間を前年から5分、日曜日の放送時間を1時間短縮した。
また、前年度に両曜日で放送されていた企画の放送日を交換。土曜日の前半（18:00 - 19:30）には、掛布・鳥谷・岩本に加えて、能見篤史を週替わりのパーソナリティに迎えた。その一方で、前年度は土曜日に編成されていた『我らMラジ・トライヨンズ』を、『MBSベースボールパーク日曜日 我らMラジ・トライヨンズ』というタイトルで日曜日に放送している。

#### 放送時間

##### 2021年度
- 土曜日 18:00 - 19:30（2021年12月4日 - 2022年3月19日）
- 日曜日 18:00 - 20:00（2021年12月5日 - 2022年3月20日）
  - 2021年のNPBでは、新型コロナウイルス感染症流行の影響で前年から1年間延期されていた2020東京オリンピックの開催期間および前後（7月16日 - 8月12日）にレギュラーシーズンを休止したことに伴って、11月1日までシーズンを延長。クライマックスシリーズ（阪神・オリックスとも進出）を11月中旬、日本シリーズ（オリックスがブルーウェーブ時代の1996年以来25年振りに進出）を同月の下旬に開催した。このため、『プレミアムチャンネル』として編成していた2020年度に続いて、放送期間を例年より短い4ヶ月に設定している。

##### 2022年度
- 土曜日 18:00 - 20:00（2022年11月5日 - 2023年3月25日）
  - 19:30 - 19:53のみ事前収録のパートで、それ以外の時間帯は生放送。『MBSニュース』と『お天気のお知らせ』を、19時の時報明けに3分間組み込んでいる。
    - サブタイトルの「Mラジ・トライヨンズ」が「（毎日放送グループの本社がある大阪市北区）茶屋町から（実際には阪神が加盟している）セ・リーグへの新規参入を目指す」との設定に沿った架空の球団名であることから、生放送のパートのうち、18:00 - 19:30の時間帯を「チーム運営会議」と総称。この時間帯にレギュラーで出演する野球解説者やアナウンサーには全員、「Mラジ・トライヨンズ」における架空の肩書が付けられている（詳細後述）。
    - 事前収録のパートでは、「Mラジ・トライヨンズ」という設定に関係なく、「FAN FUNタイガース調査隊」を毎月第1・2週、「すきだ虎」（いずれも阪神タイガース関連の企画）を第3・4週に編成している。
- 日曜日 18:00 - 19:25（2021年12月5日 - 2022年3月26日）
  - NPBは2022年シーズンのスケジュール編成に際して、新型コロナウイルス感染症が日本国内で流行する前（2019年以前）の体制に戻した。オリックスが2年連続で進出した日本シリーズについても、遅くとも11月の第1週に終了することが確定していた（実際には10月30日に終了した）ため、放送期間を例年と同様の5ヶ月に設定している。

##### 2023年度
- 土曜日 18:00 - 19:55（2023年11月11日 - 2024年3月23日）
  - 事前に収録された企画を2部構成で放送。第1部（18:00 - 19:25）では、前年度に日曜日で放送されていた週替わり企画（全3本）を放送週ごと引き継ぐ一方で、『番外編』で随時放送されていた「バファローズ通信」を能見の冠企画『能見篤史のバファローズ通信』として新たに編成する。第2部（19:25 - 19:55）では、第1週と第2週に前年度と同じく「FAN FUNタイガース調査隊」、第3週と第4週に「ちっひー・バヤシのAREの時間」（前年度に放送されていた「虎子コーナー・すきだ虎」のリニューアル版）を放送。
  - 全体の放送時間が前年度より5分短縮されたのは、第1部を生放送で構成していた前年度まで19時の時報明けに内包していた「MBSニュース」「お天気のお知らせ」を、単独番組として19:55 - 20:00に編成したことによる。
- 日曜日 18:00 - 19:00（2023年11月12日 - 2024年3月24日）

##### 2024年度
- 土曜日 18:00 - 19:55（2024年11月9日 - 2025年3月）
  - 前年度の企画をほぼ踏襲しているが、2022年度から第2週の第1部に編成されていた『鳥谷敬のオフトーク』を『鳥谷敬のナイト・アカデミー』にリニューアル。また、前年度まで第2部扱いで隔週に放送されていた「FAN FUNタイガース調査隊」を、不定期の放送に移行している。
- 日曜日 18:00 - 19:55（2024年11月10日 - 2025年3月）
  - 放送時間を土曜版と統一させることによって、19時台の放送を2シーズン振りに再開。実際には2部構成による生放送で、『我らMラジ・トライヨンズ』を第1部（18:00 - 19:30）、松竹芸能所属のお笑い芸人やタレントから1名が出演する『徒然なる球に』（つれづれなるたまに）というラジオコラムを第2部（19:30 - 19:55）に編成している。

#### パーソナリティ
○：毎日放送のプロ野球解説者

◎：毎日放送のアナウンサー

●：『MBSベースボールパーク』のスタジオアシスタント

##### 2021年度
- 土曜日：亀山つとむ○、藪恵壹○、江間丈●、毎日放送のスポーツアナウンサー（週替わりで1名）
  - 江間は2021年から、市川いずみの後任扱いで『MBSベースボールパーク』のスタジオアシスタントを担当。当番組では藪と共に、「藪恵壹の野球酒場放浪記」（事前収録のロケコーナー）にのみ出演する。
  - 『Mラジ・パリーグレディオ』には、現役（投手）生活の大半をパ・リーグの球団（近鉄バファローズ）で過ごした太田幸司○をレギュラーパーソナリティとして、パ・リーグ球団のファンを公言している著名人（主にお笑い芸人やラジオパーソナリティ）が基本として2週交代でゲスト出演。事前に収録された「パ・リーグ楽屋噺」（雑談）で構成されていることから、藤林温子◎が「楽屋をこっそりと覗き込む」という設定で小声によるナレーションを入れている。なお、放送期間中には、太田以外に以下の人物が出演。MBSラジオのYouTube公式チャンネルでは、収録中のスタジオ動画を放送後から順次配信している。
    - 2021年12月4日・11日：石原祐美子（チキチキジョニーのメンバーでオリックスバファローズのファン）
    - 2021年12月18日・25日：かみじょうたけし（東北楽天ゴールデンイーグルスのファン）
    - 2022年1月8日・15日：笑福亭松喬（阪急ブレーブス時代からのオリックスファン）
    - 2022年1月22日・29日：コサック前田（ガガガSPのボーカル）
      - オリックスバファローズのファンであるばかりか、現役選手の一部に登場曲を提供している縁で出演。

    - 2022年2月5日・12日：かみじょうたけし
      - この2回については、太田に代わって森本栄浩◎が出演したため、高校野球で活躍したパ・リーグ球団の現役選手に関するトークを中心に展開。

    - 2022年2月19日・26日：赤木誠◎（オリックス主催試合のビジター地元局向け裏送り中継に太田とのコンビでたびたび出演）
      - 2月19日放送分の電話ゲスト：斉藤こずゑ（HBCラジオ『ファイターズDEナイト!』パーソナリティ）
      - 2月26日放送分の電話ゲスト：鬼橋美智子（RKBラジオ『ホークス花の応援団』シリーズのパーソナリティ）

    - 2022年3月5日・12日：ちゃらんぽらん冨好（埼玉西武ライオンズのファン）
      - この2回については、太田に代わって岩本勉（大阪府八尾市・北海道日本ハムファイターズ出身のHBCラジオ野球解説者）が出演。

    - 2022年3月19日の最終回では、森本栄浩◎・かみじょうたけし・市川いずみの3人で同年のパ・リーグ順位予想を披露した模様を放送。
    - 2022年度にはレギュラーで編成されていないものの、2023年1月1日（日曜日）には、太田・かみじょう・森本の出演による『Mラジ・新春パリーグレディオ』を19:00 - 19:25に放送した。
- 日曜日：狩野恵輔○、八木裕○、藤林温子◎、川地洋平◎
  - 藤林はスポーツアナウンサーではないが、「藤林虎子」という名義で阪神主催試合のテレビ中継に2020年から随時出演しているほか、2020年4月から2021年のレギュラーシーズン途中（9月20日）まで『タイガース全力応援宣言 MBSマンデーベースボールパーク』（通年で毎週月曜日の18:00 - 18:30に生放送）のパーソナリティを井上雅雄と共に担当。川地は2020年の入社で、2021年からスポーツアナウンサーとしても活動しているが、ナイターオフ期間限定で放送されるスポーツ情報番組へのレギュラー出演は初めてである。なお、八木は基本として「八木裕のヒッティングトレジャー」（事前収録コーナー）にのみ出演。

##### 2022年度
- 土曜日（「　」内は放送上の肩書）
  - 「Mラジ・トライヨンズ　チーム運営会議」：八木裕○（「オーナー」→「終身名誉オーナー」）、藪恵壹○（「GM」）、亀山つとむ○（「監督」）、狩野恵輔○（「ヘッドコーチ」）、近藤亨◎（「第1秘書」）、三ツ廣政輝◎（「第2秘書」）、金山泉◎（「第3秘書」）、川地洋平◎、大村浩士◎（いずれも「データ班員」）、かみじょうたけし（「広報」）
    - 放送上は、八木・藪・亀山・狩野から2名、近藤・三ツ廣から1名、川地・大村から1名が週替わりでスタジオに登場。当初は藪が「プロスカウト」との設定で出演することが告知されていたが、「役割を広げたい」という本人の希望で「GM」（ゼネラルマネジャー）に変更された。また、八木は2023年から日本ハムの一軍打撃コーチへ就任することが放送の開始前に決まったため、2023年1月14日放送分で「オーナー」を退任（出演を終了）。同日の「チーム運営会議」には、八木に加えて「GM」の藪と「監督」の亀山も同席した。ただし、八木が「オーナー」の退任に際して「何らかの事情で毎日放送の野球解説者へ復帰した場合のポスト」の新設を求めたことから、翌週（1月21日）以降の放送では八木を「終身名誉オーナー」という肩書で紹介している。
    - 大村は2021年の入社で、2022年からスポーツアナウンサーとしての活動を始めたことを背景に、MBSラジオがナイターオフ期間に編成するスポーツ情報番組に初めてレギュラーで出演。「秘書」役のアナウンサーについては、週替わりで1名が登場している。

  - 「FAN FUN タイガース調査隊」（基本として第1・2週に放送）：狩野恵輔○（「ヘッドコーチ」）、井上雅雄◎（「秘書」）、木﨑太郎（祇園）
    - 2022年ナイターイン期間の『番外編』から放送されている企画で、3人とも開始の当初から出演。ナイターオフ期間の放送では、「Mラジ・トライヨンズの一部門」との扱いで、「ライバル球団の阪神タイガースを調査する」との設定が加わっている。

  - 「すきだ虎」（基本として第3・4週に放送）：狩野恵輔○、藤林温子◎、川上千尋（NMB48）
    - 「虎子」（阪神ファンの女性）を代表する格好で、藤林と川上が出演。川上は放送期間中に、朝日放送ラジオでも毎週月曜日に『虎たまプレミアム!』（生放送による阪神情報番組）のパーソナリティを初めて務めているほか、2023年1月から『月刊タイガース』で「ちっひー（川上の愛称）虎の虫」というコラムを連載している。
    - 企画名の「すきだ虎」は、NMB48の楽曲『好きだ虫』（川上が初めてセンターポジションを任された曲）に由来。実際には、狩野が「チーム運営会議」より高い頻度で登場している。

この他にも、「チーム運営会議」と事前収録のパート（「FAN FUN タイガース調査隊」か「すきだ虎」を編成する時間帯）をつなぐ「影の声」として、金山泉◎が事前収録でナレーションやジングルを担当。「チーム運営会議」で「秘書」を務めていたアナウンサーは、事前収録のパートをはさんで、当日のエンディングパート（19:54以降の生放送）にも単独で出演している。
- 日曜日（いずれも週替わりで出演）
  - 『掛布雅之のA級ラジオ』：掛布雅之、近藤亨◎
  - 『鳥谷敬の鳥谷式ラジオ』：鳥谷敬、狩野恵輔○、井上雅雄◎
  - 『岩本勉のレディオ・マイドナ』：岩本勉、金山泉◎、河谷麻湖（石川テレビ出身・オフィスキイワード所属のフリーアナウンサー）

##### 2023年度
- 土曜日
  - 第1部（週替わりで放送されるパート＝18:00 - 19:25）
    - 第1週（『掛布雅之のA級ラジオ』）：掛布雅之○、近藤亨◎
    - 第2週（『鳥谷敬のオフトーク』）：鳥谷敬○、狩野恵輔○、井上雅雄◎
    - 第3週（ 『能見篤史のバファローズ通信』）：能見篤史○、石原祐美子（チキチキジョニー）、井上雅雄◎
    - 第4週（『岩本勉のレディオ・マイドナ』）：岩本勉、金山泉◎、河谷麻湖●

  - 第2部（19:25 - 19:55）
    - 第1週・第2週「FAN FUN タイガース調査隊」：狩野恵輔○、井上雅雄◎、木﨑太郎（祇園）
    - 第3週・第4週「ちっひー・バヤシのAREの時間」：川上千尋（NMB48）、藤林温子◎、狩野恵輔○
- 日曜日（「 　」内は「Mラジ・トライヨンズ」という設定の下での肩書）
  - 「GM」：藪恵壹○
  - 「監督」：亀山つとむ○
  - 「データ班」：近藤亨◎、三ツ廣政輝◎、川地洋平◎、大村浩士◎（週替わりでいずれか1名が進行を担当）
  - 「ヘッドコーチ」：狩野恵輔○（不定期で出演）
  - 「広報」：かみじょうたけし（同上）
  - 「トレーナー兼スタジアムアナウンサー」：市川いずみ
    - ピラティスのトレーナーとしても活動していることを踏まえて、「（実際に所属している）オフィスキイワードからのヘッドハンティングで入団した」という設定で出演。

  - 「滋賀県駐在のスカウト」：森本栄浩◎
    - 滋賀県の出身であることを踏まえて、高校野球を「ミーティング」で取り上げる回へ出演。

##### 2024年度
- 土曜日
  - 基本として18:00 - 19:55に週替わりで放送
    - 第1週（『掛布雅之のA級ラジオ』）：掛布雅之○、近藤亨◎、月替わりゲスト（阪神のファンであることを毎日放送グループの他番組で公言しているレギュラー出演者など）
    - 第2週（『鳥谷敬のナイト・アカデミー』）：鳥谷敬○、狩野恵輔○、井上雅雄◎、月替わりゲスト（各界の専門家）
    - 第3週（ 『能見篤史のバファローズ通信』）：能見篤史○、石原祐美子（チキチキジョニー）、井上雅雄◎
    - 第4週（『岩本勉のレディオ・マイドナ』）：岩本勉、金山泉◎、月替わりゲスト（パ・リーグに加盟する球団のファンを公言しているお笑い芸人など）

  - 不定期で19:25 - 19:55に1コーナー扱いで放送
    - 「FAN FUN タイガース調査隊」：狩野恵輔○、井上雅雄◎、木﨑太郎（祇園）
- 日曜日（「 　」内は「Mラジ・トライヨンズ」という設定の下での肩書）
  - 第1部（『我らMラジ・トライヨンズ』）
    - 「GM」：藪恵壹○
    - 「監督」：亀山つとむ○
    - 「ヘッドコーチ」：狩野恵輔○（不定期で出演）
    - 「データ班」：近藤亨◎、三ツ廣政輝◎、川地洋平◎、大村浩士◎（週替わりでいずれか1名が進行を担当）
      - 大村は第1回（2024年11月10日放送分）へ出演した際に、「初恋の相手だった」という幼馴染みの女性（幼稚園・小学校・中学校時代の同級生）と実際に結婚したことを発表した。

    - 「書記兼スタジアムDJ」：弘松優衣●
      - 2024年の6月からナイターイン版の一部曜日でスタジオアシスタントを務めていることを背景に、「（実際に所属している）オフィスキイワードからのヘッドハンティング」という設定で、ナイターオフ版にも2024年度から日曜版に参加。
      - 「書記」という肩書が付いているのは、第1部の最後に「弘松優衣の『今夜のエラー』」（当日の出演者による失言・迷言やリスナーから寄せられた失敗を取り上げる「ミーティング」）の進行を任されていることに関連していて、放送中には他の出演者のを一言一句をメモに書き留めている。

    - 「スカウト」：かみじょうたけし、清水綾音、にしね・ザ・タイガー（週替わりで出演）
      - いずれも松竹芸能に所属。清水は、関西地方の社会人野球事情に詳しいことを背景に、「かみじょうからのヘッドハンティング」という名目で2024年度から新たに加わっている。

  - 第2部（『徒然なる球に』）
    - 当日の第1部に登場していた「スカウト」が、単独で出演している。

#### 主な企画・コーナー

##### 2021年度

###### 土曜版『KAMEスポレディオ』
- 「今週のBG」
  - 亀山と並んで1990年代前半の阪神に新風を吹かせていた新庄剛志が、MLBを経て2004年から2006年の現役引退まで在籍していた北海道日本ハムファイターズで2022年シーズンから一軍監督を務めることを受けて、放送週に報じられた新庄ならではの行動や発言から3つのトピックスを取り上げるコーナー。コーナータイトルの「BG」とは、新庄が「監督」に代わる肩書として使用することを強く要望したあげく、NPBレギュラーシーズンの開幕直前に登録名としての使用がパ・リーグから認められた「BIGBOSS」（ビッグ・ボス）の略称である。
- 「藪恵壹の野球酒場放浪記」
  - 野球ファンの集まる居酒屋へ藪と江間が赴いて、居合わせたファンとの間で肩の凝らないトークを展開する企画。基本として事前収録で、18時台の後半に放送されていたほか、スポーツアナウンサーではない古川圭子◎がナレーションを入れていた。もっとも、2020年末から新型コロナウイルスへの感染が再び拡大していることを受けて数回で終了。終了後は、江間によるスタジオでの（野球以外のテーマを含めた）プレゼン企画に充てている。
- 「リスナー○○人に聞きました」
  - 『MBSベースボールパーク』twitter公式アカウントにおける四者択一式のアンケート調査との連動企画。コーナータイトルは往年の人気テレビ番組『クイズ100人に聞きました』（TBSテレビの制作で毎日放送が同時ネット）にちなんでいて、「○○」には回答に協力したtwitterユーザーの総数を入れていた。

###### 日曜版『KANOスポレディオ』
- 「KANOスポ アスリートーク」（18時台）
  - 新旧のアスリートや、アスリートを支える人々をゲストに迎えて、1時間近くにわたってクロストークを展開した。
  - 川地が進行を担当。川地がスタジオへ出演できない場合には、先輩のスポーツアナウンサー（井上雅雄など）が進行する。
- 「八木裕のヒッティングトレジャー」（19時台前半）
  - 2022年にプロ野球中継での実況デビューを目指している川地が、デビュー後の中継で八木とコンビを組むことを視野に、八木による阪神選手時代（1986 - 2004年）の活躍を伝えるラジオ中継（当時のタイトルは『毎日放送ダイナミックナイター』→『MBSタイガースライブ』）での実況音源や本人の話を聞きながら当時のプロ野球の実情を学ぶ。
  - 八木は、2016年度（『みんなでホームイン!』木曜日）から2020年度（『MBSベースボールパーク プレミアムチャンネル』日曜版第2部）まで、架空のキャラクターに扮して阪神のチーム全般や首脳陣・選手を生放送で評価するシリーズ企画を任されていた。当コーナーでは上記の趣向を施さず、事前に収録した内容を『MBSニュース』『お天気のお知らせ』に続いて放送していたが、最終回では八木が生放送に登場。狩野・藤林・川地と揃って、2022年のセ・パ両リーグにおける最終順位を予想し合った。
- 「狩野のオフィシャル・ヒゲ談議」
  - 2020年度の『プレミアムチャンネル』日曜版第1部で放送されていた「狩野のオフィシャル・ヒゲ談義」（後述）に、2019年度の日曜版で放送されていた「DJカノK」（前述）を編入。コーナータイトルは狩野のトレードマークである髭（ヒゲ）をOfficial髭男dismに重ねていて、Official髭男dismの楽曲『Cry Baby』（毎日放送で2021年4月から9月まで放送された『東京リベンジャーズ』テレビアニメ版のテーマソング）をオープニングで流している。
  - 実際にはOfficial髭男dism関連の話題までは扱わず、野球関連の話題もほとんど取り上げていないが、後半には狩野が「日曜日の夜にテンションが上がる」というポイントで選んだ楽曲を「DJカノK」に扮しながら紹介している。
- 「占いぬく子の館」
  - 「藤林温子（あつこ）の知人」と称する「占い師・ぬく子」が、毎回1人の著名人（または共演者）を名指ししながら、放送日から1週間の運勢を勝手に占う企画。2021年度の『MBSマンデーベースボールパーク』でエンディング間際に放送されていた「今日の虎子占い」に続いて、藤林本人が声色を変えながら占いの結果を述べているが、占う口調や内容は「今日の虎子占い」と異なる。

##### 2022年度

###### 「Mラジ・トライヨンズ　チーム運営会議」（18:00 - 19:30の生放送パート）
放送上「開かれた運営会議」とのコンセプトを掲げているため、リスナーからもアイデアや質問を放送中にメールで受け付けている。
- 「Mラジ・トライヨンズ　名刺交換会」（18時台のゲストコーナー）
  - 「Mラジ・トライヨンズがNPBの他球団から裏方（スタッフ）のヘッドハンティングを画策している」との設定に沿って、「裏方」に当たるNPB球団の関係者を招く（初回のゲストはロッテ球団職員の谷保恵美）。上記の設定を踏まえて、「『秘書』役のアナウンサーが、ゲストに対して『Mラジ・トライヨンズ』への移籍の意向を訊くものの、さまざまな理由で移籍を固辞される」という演出をコーナーの最後に施していることが特徴。
  - かみじょうを「広報」としてスタジオに迎えていた2023年の初回（1月7日放送分）では、オリックス主催試合のスタジアムDJを2014年シーズンから4年間務めていた平野智一が電話で出演。この時の2人のクロストークがSNSを中心に大きな反響を呼んだことから、MBSラジオでは同年2月5日の『MBSサンデー・カルチャーナイト』枠（20:30 - 21:00）で『MBSベースボールパーク超番外編　かみじょうたけしと平野智一のフランシスコカラバイヨ～!』（事前収録によるスピンオフ番組）を編成するに至った。
  - 八木が日本ハム一軍打撃コーチへの就任に伴って最後に出演した2023年1月14日放送分では、「名刺交換会」を休止したうえで、「いってらっしゃい八木さん!猛虎メモリーズ」という特別企画を編成。「Mラジ・トライヨンズ」という設定を離れた企画で、「猛虎」（阪神）の選手時代に関する質問をリスナーから募集したうえで、その一部に「オーナー」の八木・「GM」の藪・「監督」の亀山が答える趣向になっていた。
  - 2023年2月の阪神春季キャンプ期間中には、「トライヨンズによる偵察」という名目で、「名刺交換会」に代わって「阪神春季キャンプ　A.R.E.（アレ）便り」を放送。キャンプ地の沖縄県内（宜野座村・具志川市）へ取材に赴いている毎日放送のスポーツアナウンサー（レギュラーでは出演していない馬野など）が、「偵察部隊」と称してリポートを送っていた。
- 「任せろ!我ら新米データ班!」（19時の時報明けに編成されている『MBSニュース』『お天気のお知らせ』に続いて放送）
  - 阪神タイガースを「セ・リーグにおけるMラジ・トライヨンズのライバル球団」に見立てたうえで、毎日放送の若手スポーツアナウンサー（川地と大村）で構成する「データ班」が提示するセ・リーグ各球団のデータを、「チーム運営会議」の出席者（前述）が私見を交えながら分析する。
  - データは当該球団が2022年シーズンで実際に残したチーム・個人成績に基づいていて、川地と大村は週替わりで交互に出演。オープニングでは、当日の「秘書」（先輩アナウンサー）の私生活に関して独自に導き出したデータも紹介していた。

###### 事前収録のパート（19:30 - 20:00）
「ファンファンタイガース調査隊」は当該項で詳述。
- 「虎子コーナー・すきだ虎」
  - 藤林と川上が「虎子」の目線で阪神を熱く語るコーナーで、狩野（かのう）が「御意見番」として同席。狩野は、2人より上の世代（40代）でありながら、放送上「カーノー」とも呼ばれている。また、コーナーの途中には、川上が所属するNMB48の楽曲を放送。

###### 日曜版
放送上は以下の企画を、全編にわたって週替わりで放送。いずれの企画も、野球ファンが年々減っている日本の実情を背景に、野球ファンを増やすことを視野に入れている。
- 『掛布雅之のA級ラジオ』（基本として第1週＝2023年度にも毎月第1土曜日に放送）
  - 阪神に関するキーワードを毎回設定したうえで、そのキーワードにちなんだ話題を掛布と近藤で語り合う「掛布雅之のA級談議」を通じて、阪神や日本プロ野球の歴史を紐解く。企画のタイトルに盛り込まれている「A級」（えーきゅう）は、読み方の近い「永久」（えいきゅう）、「この番組のリスナーが『A級（見識が最高レベル）の野球ファン』になって欲しい」という掛布や制作サイドの願い、掛布が話を始める時の口癖である「ええ」を重ね合わせているという。
  - 掛布が阪神の現役選手時代に背番号31を一貫して着用していたことにちなんで、キーワードを31語設定。放送上は、1枚につき1語を記した紙を箱に31枚入れたうえで、その箱から掛布が引いた紙のキーワードに沿って「A級談議」を進める。掛布は基本として1回の放送中に紙を3度引いているが、第2回（2022年12月4日放送分）からは、リスナーからメールで寄せられたリクエストの一部もキーワードに反映させている。
  - 2023年には第1日曜日が1月1日（元日）であったことから、『掛布雅之・新春「虎」談議』と銘打って、前年（2022年）の12月24日（土曜日）に阪神競馬場（兵庫県西宮市）で収録されたトークイベント（他の出演者は亀山と市川いずみ）の音源を中心に放送した。このような事情から、『掛布雅之のA級ラジオ』は1月のみ第2週（8日）に編成。
  - 2022年度の放送を2023年3月5日に終えたが、掛布が熱弁を振るうことが相次いだため、放送で消化できたキーワードは15個にとどまった。
- 『鳥谷敬の鳥谷式ラジオ』（基本として第2週、放送上の略称は『トリラジ』）
  - 阪神を代表する遊撃手として10年以上にわたって活躍した後に、ロッテへの移籍（2020年）や現役引退（2021年）を経てパナソニック野球部のコーチを務めている鳥谷が、プロ野球を目指す子どもたちやアマチュアの選手に向けて独自の方法論（放送上の呼称は「鳥谷メソッド」）を語っていた。
  - リスナーからも鳥谷への質問や相談を受け付けていることから、その一部を狩野が読み上げたうえで鳥谷が回答する「回答　鳥谷式」というコーナーを中心に編成。リスナーの希望などによっては、狩野が「狩野メソッド」を基に回答することも想定している。なお、2023年1月のみ第3週（15日）に編成。3月12日に2022年度の放送を終えた。
- 『岩本勉のレディオ・マイドナ』（基本として第3週＝2023年度にも毎月第3土曜日に放送）
  - 日本ハムのOBとして、2022年から同チームの監督を務める「BIGBOSS」（2023年シーズンからの登録名は阪神選手時代と同じく本名の「新庄剛志」）を誰よりも知っていることを自認する岩本が、パ・リーグを含めたプロ野球の秘話を披露。タイトルの『レディオ・マイドナ』は、岩本が好きなザ・ビートルズの代表曲『Lady Madonna』（レディ・マドンナ）に、「まいど!」（大阪府八尾市出身の岩本が日本ハムの投手時代から挨拶代わりに使っている掛け声）を重ねている。
  - 2023年1月のみ、第4週（22日）に編成。3月19日に2022年度の放送を終えたが、河谷は翌週（25日）の土曜版最終回にも「Mラジ・トライヨンズのウグイス嬢候補」（スタジオゲスト）として出演している。
- 第4週以降は、以下の特集企画を編成していた。
  - 2022年11月第4週（11月27日）：『能見篤史の18年』（出演：能見篤史、狩野恵輔、井上雅雄）
    - 2005年に阪神へ入団した後に、コーチ兼任契約によるオリックスへの移籍（2021年）を経て、2022年限りで現役を引退・オリックスを退団した能見の18年にわたるプロ野球投手生活を振り返る特別企画。

  - 2022年12月第4週（12月25日）：『日本一になっても…夜はラジオと決めてます』（出演：田口壮、馬野雅行）
    - オリックス・バファローズの一軍外野守備走塁コーチとして2022年の「日本一」（日本シリーズ制覇）に貢献した田口が、同球団での現役引退直後にパーソナリティを務めた『with…夜はラジオと決めてます』（2012年度のナイターオフ番組）の火曜分を「一夜限りの生放送企画」として10年振りに復活。復活前と同じく、馬野がパートナーとして同席した。

  - 2023年1月第1週（1月29日）
    - 出演：新井良太（広島東洋カープの二軍打撃コーチで2022年までは阪神の一軍打撃コーチ）、糸井嘉男（阪神タイガースのスペシャルアンバサダーで2022年までは外野手として在籍）、狩野恵輔、井上雅雄、金山泉

  - 2023年2月第1週（2月26日）
    - 出演：金村暁（HBCラジオなどの野球解説者、日本ハム・阪神などの投手を経て2016年から2022年まで阪神の一軍投手コーチを歴任）、八木裕、金山泉、河谷麻湖
      - 金山・河谷とも前週（19日放送分）の『レディオ・マイドナ』に続いての出演で、阪神の春季キャンプ期間中に一軍キャンプ地の宜野座村で同番組と合わせて収録した金山から金村へのインタビュー音源を前半、八木が日本ハムの一軍打撃コーチとして受けた狩森康伸プロデューサーからのインタビュー音源を後半で放送。

    - 2023年3月最終週（3月26日）
      - 出演：能見篤史、狩野恵輔、井上雅雄

##### 2023年度
2022年度版と放送する内容の曜日を入れ替えているが、大きな差異はほとんどない。

###### 土曜版
第1部では、以下の企画を週替わりで放送。
- 『掛布雅之のA級ラジオ』（基本として第1週、前述） 
  - 上記のレギュラー版に加えて、2024年1月3日（水曜日）の20:00 - 21:00には掛布・能見・市川いずみの出演による『掛布雅之のA級ラジオスペシャル』を新春特別番組として放送した。
- 『鳥谷敬のオフトーク』（基本として第2週）
  - 鳥谷が前年度の日曜版（『鳥谷敬の鳥谷式ラジオ』）で披露していた「鳥谷メソッド」をベースに、収録までの1ヶ月間に報じられたニュースから、野球以外の話題も取り上げる。男性の出演者（いずれも40代の鳥谷・狩野・井上雅雄）は『鳥谷式ラジオ』と変わっていないが、「違う世代の女性の意見も聞きたい」との理由で、実際には以下の女性もスタジオに迎えている。
    - 第1回（2023年11月11日放送分）・最終回（2024年3月9日に生放送）：宮城弥生（タレント・俳優で現役の高校生、オリックス・宮城大弥投手の実妹）
    - 第2回（2023年12月9日放送分）：山崎香佳（毎日放送アナウンサー、先輩に当たる井上とスポーツ関連の番組で初共演）
    - 第3回（2024年1月13日に生放送）：川上千尋（NMB48）・藤林温子
      - 当初は川上だけをゲストに迎えることが告知されていたが、実際には藤林も飛び入りで出演。この日は、2023年内に収録済みの『FAN FUN タイガース調査隊』が後半に組み込まれていたため、井上のみ放送上土曜版の全編に登場していた。

    - 第4回（2024年2月10日放送分）：坂下真心（NMB48）
      - 鳥谷は放送週に組まれていた阪神春季キャンプ（沖縄県宜野座村・うるま市）の第2クール（2月6日 - 8日）に「臨時コーチ」として参加していたが、当番組の第4回については、参加の前に大阪のMBSラジオ本社スタジオで収録。

  - MBSラジオでは、上記のレギュラー版に加えて、鳥谷・狩野・井上の出演による『鳥谷敬のオフトークスペシャル』を2023年12月30日（土曜日）の16:25 - 17:25に「年末特別番組」扱いで放送した。
- 『能見篤史のバファローズ通信』（基本として第3週）
  - 『番外編』でオリックスファンの石原が出演している企画を、オリックスが2023年にパ・リーグで3連覇を果たしたことを機に、能見の冠企画としてレギュラー化。能見は現役時代に阪神と（オリックス）バファローズへ在籍していたが、この企画では「バファローズのOB」として、ラジオ番組のパーソナリティを初めてレギュラーで務めている。
  - 2023年度のナイターオフ版は、2024年3月16日まで放送。能見はパーソナリティと並行しながら、同年2月のオリックス春季キャンプ最終クールに、臨時コーチとして2日間参加していた。なお、2024年のプロ野球シーズン中も、出演者を変えずに『番外編』内で月に1回程度放送する予定。
    - MBSラジオでは、2023年12月31日（日曜日）の20:00 - 21:00に『オリックスナイト』（能見・井上雅雄・石原の出演による年末特別番組）を放送。編成上は「『2023スポーツ総決算』（18:00 - 21:00）の第2部」と扱われていて、この年にオリックスをパシフィック・リーグ3連覇に導いた選手から、頓宮裕真（リーグ首位打者）と杉本裕太郎（クライマックスシリーズMVP）が井上からのインタビューを受けた音源も放送された。
- 『岩本勉のレディオ・マイドナ』（基本として第4週、前述）

第2部では、以下の企画を放送。
- 『FAN FUN タイガース調査隊』（第1週・第2週、前述）
- 『ちっひー・バヤシのAREの時間』（第3週・第4週）
  - 前年度に第3週と第4週で放送されていた『虎子コーナー・すきだ虎』のリニューアル版で、「ちっひー」（川上千尋）・「バヤシ」（藤林）・「御意見番」（狩野）が揃って続投。コーナー名の「ARE」は、2023年から阪神の一軍監督に復帰した岡田彰布の口癖（優勝を意味する隠語）にちなんで「アレ」と読ませる。
  - 岡田の下で2023年に「A.R.E.」（Aim. Respect. Empower.）というチームスローガンを掲げながら、「アレ」（18年振りのセ・リーグ優勝）と「アレのアレ」（38年振りの日本シリーズ制覇）を実現させた阪神の話題を中心に、「ちっひー」と「バヤシ」が「虎子」（女性ファン）の視点から野球談議を繰り広げることを想定している。

###### 日曜版
「『Mラジ・トライヨンズ』のチーム運営に関する公開ミーティング」というコンセプトを前年度の土曜版第1部から踏襲する一方で、「ゲストのスカウティング」という裏設定を廃止したほか、ミーティングのテーマを時間帯ごとに「戦力や戦い方の考察」「マネジメント」「スタジアムグルメ」へ分割。さらに、「前年度に在籍していた『秘書』（近藤亨と金山）の解雇」という名目で、前年度に「秘書」が担っていた進行役を「データ班」の班員（三ツ廣、川地、大村）が週替わりで分担するようになった。
- ミーティング　その1：「考察　トライヨンズ」
  - （阪神を含む）NPB球団の戦力構成や2023年シーズンの戦い振りから、当日出演の「データ班員」が毎回1つのテーマを提示。そのテーマに対して、他の出演者が考察を巡らしながら意見を交わし合う。
- 休憩時間：「トライヨンズじゃんけん」
  - 18:30頃に放送されるミニ企画。同じ時間帯に他局で放送されている「国民的」なテレビアニメのエンディングさながらに、当日出演の「データ班員」がリスナーに向けてじゃんけんを2回仕掛ける。
  - 放送上は、「グー」「チョキ」「パー」の手を、ボールとグローブとバットに置き換えて表現。その一方で、2回のじゃんけんを終えた後には、「じゃんけんで大切なのは、勝ち負けではなく、勇気を持って何か（の手）を出すこと」というメッセージで締めくくっている。
- ミーティング　その2：「マネジメント　トライヨンズ」
  - 球場で応援するファンを増やすべく、NPB球団が実際に取り組んでいる施策について、出演者が意見を交わし合う。
- ミーティング　その3：「グルメ　ウマイヨンズ」
  - NPBの球団が本拠地に使用している球場内や、球場の周辺で味わえる飲食物（スタジアムグルメ）について、出演者が過去に実食した際の感想などを交えながら語り合う。

2024年2月のNPB春季キャンプ期間中には、「キャンプミーティング」と称して、阪神のキャンプやオープン戦のリポート（事前収録）を中心に構成。この期間には、近藤亨と金山も「人手不足による再雇用」という名目で進行役を務めている。同月25日には、「トライヨンズの終身名誉オーナー」である八木が、日本ハムの一軍打撃コーチとして「トライヨンズ監督」の亀山からインタビューを受けた際の収録音源を後半に放送。

##### 2024年度

###### 土曜版
第1部では、以下の企画を週替わりで放送。Zuttoiru（ずっといる：3人のボーカルで構成された男性グループ）の『YELLOW GROOVIN'』をテーマソングに採用しているほか、オープニングでは、当日の企画に出演している毎日放送のスポーツアナウンサーが提供クレジットのアナウンスを担当している。
- 『掛布雅之のA級ラジオ』（基本として第1週）
  - 「掛布雅之のA級談議」を続ける一方で、「掛布雅之にA級クエスチョン」というゲストコーナーを新設。MBSラジオで阪神のファンであることを公言している他番組のパーソナリティや、阪神の関係者から以下のゲストに迎えたうえで、ゲストから掛布への「A級クエスチョン」（阪神に関する質問）を軸にクロストークを展開している。
    - 第1回（2024年11月9日放送分）：森たけし（『森たけしのスカタンラジオ』のパーソナリティで元・読売テレビアナウンサー）
    - 第2回（2024年12月7日放送予定分）：赤木誠（2023年10月31日付で毎日放送を退職）
- 『鳥谷敬のナイト・アカデミー』（基本として第2週）
  - 「鳥谷メソッド」（前年度まで放送していた『鳥谷敬のオフトーク』のメインテーマ）のレベルアップを視野に、「知ってマスター」というコーナーを設置。鳥谷や狩野が個人的に知りたいことをテーマに、以下の専門家を月替わりでゲストに迎えている。ちなみに、『ナイト・アカデミー』というタイトルは、番組スタッフが提示した複数の候補から鳥谷自身が決定。
    - 第1回（2024年11月16日放送分＝テーマは「お金」）：いちのせかつみ（ファイナンシャルプランナー）
    - 第2回（2024年12月14日放送予定分＝テーマは「世相」）：中野雅至（阪神の大ファンであることを公言している行政学者）
- 『能見篤史のバファローズ通信』（基本として第3週）
  - オリックス・バファローズの関係者から、以下の人物がスタジオ収録やインタビューに出演。
    - 第1回（2024年11月23日放送分）：この年限りで現役を引退した安達了一（オリックス一軍内野守備・走塁コーチ）がゲストで出演
    - 第2回（2024年12月21日放送分）：この年限りで現役を引退したT-岡田（元・オリックス外野手）へのインタビューを別途収録したうえで放送する予定
- 『岩本勉のレディオ・マイドナ』（基本として第4週）

###### 日曜版
- 第1部：『我らMラジ・トライヨンズ』
  - 前年度（2023年度）まではチームの運営とスタッフの確保に終始していた「公開ミーティング」のテーマを、「選手の獲得」にも広げている。
  - ミーティング  その1：「トライヨンズにトライアウト」
    - 草野球のチームへ実際に参加している選手から、「Mラジ・トライヨンズへの入団希望者」を募集したうえで、希望者から毎回1名が電話で出演。その選手の球歴や、電話でのアピールなどを基に、「監督」の亀山が「入団」の可否を判断する。
    - 初回（2024年11月10日放送分）の「トライアウト」には、「データ班」の大村が兵庫県立加古川東高等学校硬式野球部のエースとして活躍していた時期の1年後輩（控え投手）に当たる男性が電話で出演していた。もっとも、第2回以降の「トライアウト」参加者の募集に際しては、「Mラジ・トライヨンズ」があくまでも架空の球団であることを「データ班」（大村などのアナウンサー）が強調している。

  - ミーティング  その2：「○○の松竹芸能ヘッドハンティング会議」（○○は当日に出演する「スカウト」の氏名や芸名）
    - 松竹芸能に所属している「スカウト」が、同僚に当たるお笑い芸人やタレントから、「ヘッドハンティング」と称して「Mラジ・トライヨンズ」に採用したい人物を紹介。その人物の経歴・長所・持ち味をひとしきり語った後に、「監督」の亀山・「書記」の弘松を交えた多数決によって「採用」の可否を決める。

  - ミーティング  その3：「弘松優衣の『今夜のエラー』」
    - 弘松が「ミーティング」の最中に取っているメモを基に、他の出演者による「エラー」（失言や珍言）を発生の時刻と合わせて紹介。ディレクターが放送中に気付いた弘松本人の「エラー」や、リスナーから寄せられた「エラー」に匹敵するエピソードも随時取り上げている。ただし、弘松を含む出演者の「エラー」が判明しても、当事者にはいわゆる「罰ゲーム」を課していない。
- 第2部：『徒然なる球に』
  - 当日の第1部に登場していた「スカウト」が、「球」（野球）をテーマにモノローグで臨むラジオコラム。コーナータイトルの由来になった『徒然草』（卜部兼好）の序段（書き出し）さながらに、インターネットでも取り上げられていないような「球」に関するエピソードを、23分近くにわたって自由に語る。

## 『MBSベースボールパーク プレミアムチャンネル』（2020年度）

### 概要
2019年度までの『MBSベースボールパーク』ナイターオフ版の放送枠を引き継ぎながら、YouTubeやSNSを意識した構成に一新。土曜日に3部構成で「今夜は藪恵壹／亀山つとむがヤル」（第1部）「バズヒロ政輝のエースで4番への道!!」（第2部）『MBSベースボールパーク』の中継出演者が2週単位で担当する冠企画（第3部）、日曜日に2部構成で「狩野恵輔のサンデー・キャッチャー」（第1部）「八木裕・三ツ廣政輝のハチミツアワー」（第2部）の順に放送した。
前述した事情から、テレビ・ラジオ兼営体制の「毎日放送」としては最後のナイターオフ期間向けスポーツ情報番組であった。

### 放送時間
- 土曜日 17:59 - 21:00（2020年12月5日 - 2021年3月27日）
  - 第1部（17:59 - 20:00）「今夜は藪恵壹／亀山つとむがヤル」
    - 18:20頃に『お天気のお知らせ』、19:00 - 19:03に『MBSニュース』を内包。

  - 第2部（20:00 - 20:30頃）「バズヒロ政輝のエースで4番への道!!」（2021年3月20日まで放送）
  - 第3部（20:30頃 - 21:00＝2週単位で編成）
    - 2020年12月5日・12月12日：「バズ森本のバズる高校野球ランキング」
    - 2020年12月19日・12月26日：「サイコーバズ山のバズるプロ野球実況」
    - 2021年1月2日・1月9日：「サイコーバズ山のバズるバレーボール」
    - 2021年1月16日・1月23日：「市川バズミのバズるランナーズハイ!」
    - 2021年1月30日・2月6日：「バズ永真琴のトリプルアクセル」
    - 2021年2月13日・2月20日：「市川バズミのバズるK-POPダンス」
    - 2021年2月27日・3月6日：「近藤バズルのバズるガンバ大阪」
    - 2021年3月13日・3月20日：「バズ井上のバズるプロレス」
      - 編成上は、第2部と第3部を1つの放送枠として構成。企画のタイトルが長いことから、1行に9文字まで表示できるラジオ番組表では、「プレミアム第2部」（または「プレミアム二部」）「プレミアム第3部」（または「プレミアム三部」）と略記されている。

    - 第1部は生放送。第2部と第3部は事前収録で、スタジオやロケ先で撮影した動画を、放送後に MBSラジオYouTube公式チャンネル内の特設ページ から順次配信する。
    - 2021年3月27日には、第2部・第3部を通じて「市川バズミ・サイコーバズ山のバズるスポーツ記者」を放送。
- 日曜日 17:59 - 20:00（2020年12月6日  - 2021年3月28日）
  - 第1部（17:59 - 19:00）「狩野恵輔のサンデー・キャッチャー」（前年度から1時間短縮）
    - 18:56 - 19:00に『MBSニュース』『お天気のお知らせ』を内包するため、実際には本編を18:56まで放送。

  - 第2部（19:00 - 20:00）「八木裕・三ツ廣政輝のハチミツアワー」

2020年初頭（『MBSベースボールパーク』2020年度ナイターオフ版放送期間の後半）から日本国内で新型コロナウイルスへの感染が拡大している影響で、NPBが同年のレギュラーシーズンと日本シリーズの期間を例年より遅らせたため、日本シリーズ終了後の12月第1週・第2週から放送を開始。前年度に続いて、火 - 金曜日の夕方・夜間にはスポーツ情報番組枠をレギュラーで設けないが、火曜日には『MBSヨル隊 金村義明のええかげんにせぇ〜!』の中でスポーツ関連の話題を取り上げていた。
『プレミアムチャンネル』としての放送は2020年度のみで、前述したように、2021年度には『MBSベースボールパーク土曜日』『MBSベースボールパーク日曜日』のタイトルを再び使用。ただし、土曜日は『プレミアムチャンネル』より放送時間を短縮している。

### パーソナリティ
○：毎日放送のプロ野球解説者

●：『MBSベースボールパーク』のスタジオアシスタント

土曜日には、藪と亀山が第1部のパーソナリティを交互に担当。日曜日には、前年度に編成していた「狩野恵輔のサンデー・キャッチャー」をパーソナリティごと第1部で継承する一方で、前年度に土曜日の第1部へ異動していた八木が第2部で出演を再開する。
スポーツアナウンサーでは、三ツ廣が土・日曜日を通じて第2部のパーソナリティを担当。土曜日の第3部では、他のスポーツアナウンサーによる冠企画を2週単位で放送する。前年度まで主に土曜日でナイターオフ限定番組のアシスタントを務めてきた豊永は、2020年度の上半期から土曜日の午後に『豊永真琴のMBSミュージックパーク』のパーソナリティを通年で担当する関係で、当番組では土曜日第3部（事前収録パート）への期間限定出演にとどめている。
- 土曜日：藪恵壹○／亀山つとむ○（隔週交代で第1部に出演）
  - スポーツアナウンサー：仙田和吉（第1部）、三ツ廣政輝（第2部：（放送上の名義は「バズヒロ政輝」）
    - 仙田は2021年3月31日付で毎日放送を退職するため、同月27日放送の2020年度最終回で、競馬中継以外の番組への出演を終了。

  - 第3部のパーソナリティ
    - 「バズ森本のバズる高校野球ランキング」（2020年12月5日・12月12日）：森本栄浩（放送上の名義は「バズ森本」）
    - 「サイコーバズ山のバズるプロ野球実況」（2020年12月19日・12月26日）：金山泉（放送上の名義は「バズ山泉」）・赤木誠
    - 「サイコーバズ山のバズるバレーボール」（2021年1月2日・1月9日）：金山泉（放送上の名義は「バズ山泉」）
    - 「市川バズミのバズるランナーズハイ!」（2021年1月16日・1月23日）「市川バズミのバズるK-POPダンス」（2月13日・2月20日）：市川いずみ（放送上の名義は「市川バズミ」）
    - 「バズ永真琴のトリプルアクセル」（2021年1月30日・2月6日）：豊永真琴（放送上の名義は「バズ永真琴」）
    - 「近藤バズルのバズるガンバ大阪」（2021年2月27日・3月6日）：近藤亨（放送上の名義は「近藤バズル」）
    - 「バズ井上のバズるプロレス」（2021年3月13日・3月20日）：井上雅雄（放送上の名義は「バズ井上」）
    - 「市川バズミ・サイコーバズ山のバズるスポーツ記者」（2021年3月27日）：市川いずみ・金山泉
      - 市川は、後述する事情から、『MBSベースボールパーク』関連番組への出演をこの企画で終了。

  - 「天の声」（事前収録のナレーション担当）
    - 第1部：野嶋紗己子（スポーツ担当ではないが「おっさんでも分かるブルペンデー的若者ワード」の出題役として出演）
    - 第2部・第3部：金山泉（「秘密結社 ベースボールパークのボス」と称して冒頭のナレーションを担当）

  - 『MBSミュージックパーク』ではスポーツアナウンサーが週替わりで豊永のパートナーを務めているため、放送週によっては、仙田以外のアナウンサーが同番組のパートナーを兼ねることがある。
  - 第1部のゲスト
    - 2020年12月19日：岩貞祐太（阪神タイガース投手）
    - 2021年2月6日：近本光司（阪神タイガース内野手、春季一軍キャンプ地の沖縄県宜野座村から電話で出演）

  - 第2部のゲスト（◆印の日には放送上第1部から出演）
    - 2020年12月5日・12月12日◆：亀山つとむ○
    - 2020年12月19日◆・12月26日：藪恵壹○
    - 2021年1月2日・1月9日：八木裕○
    - 2021年1月16日・1月23日：松本秀夫（以降、櫻井までは電話で出演）
    - 2021年1月30日・2月6日：山田透
      - 松本・山田はニッポン放送と契約しているスポーツアナウンサー（同局のOB）で、『MBSベースボールパーク』の阪神戦中継でも、同局が裏送り方式で制作する関東地方のビジターゲームを中心に実況・ベンチリポートを随時担当。

    - 2021年2月13日・2月20日：茅野正昌
    - 2021年2月27日・3月6日：櫻井浩二
      - 茅野・櫻井はいずれも、RKB毎日放送のスポーツアナウンサー。

    - 2021年3月13日・3月20日：藤井康雄

  - 第3部のゲスト
    - 2021年1月2日・1月9日：中田なおき
    - 2021年1月16日：中村友哉
    - 2021年2月13日・2月20日：平田璃乃（大阪市内のダンススクール「Uprise」講師）
    - 2021年2月27日・3月6日：山本悠樹（Jリーグ・ガンバ大阪MF）
    - 2021年3月13日・3月20日：長州小力
    - 2021年3月27日：遠藤礼（スポーツニッポン大阪本社阪神担当記者）
- 日曜日：狩野恵輔○・市川いずみ●（第1部）、八木裕○（第1部の終盤～第2部）
  - スポーツアナウンサー：三ツ廣政輝（第1部の終盤～第2部）
    - 2021年の初回放送（1月3日）では、第1部と第2部を編成上統合したため、市川・八木・三ツ廣が全編にわたって出演した（狩野のみ休演）。
    - 2021年2月7日放送分では、八木が阪神の春季一軍キャンプを取材していたため、狩野が第2部にも出演。八木は、一部のコーナーでキャンプリポートを担当した。
    - 市川は2021年3月21日放送分で、『MBSベースボールパーク』関連の生放送番組への出演自体を同日限りで終了すると発表。同年4月から早稲田大学大学院のスポーツ科学研究科（スポーツ医学専攻）へ進学することに伴って、活動の拠点を東京へ本格的に移すことを表明している。28日は、出演2年目となる『ワースポ×MLB』土・日曜版に臨む市川に代わって三ツ廣がオープニングから出演。

  - ゲスト
    - 2020年12月20日：糸原健斗（阪神タイガース内野手、第1部のみ）・原口文仁（阪神タイガース捕手、第2部のみ）
    - 2021年2月7日：藤浪晋太郎（阪神タイガース投手、春季一軍キャンプ地の沖縄県宜野座村から事前収録で第2部にリモート出演）
    - 2021年2月14日：青柳晃洋（阪神タイガース投手、春季一軍キャンプ地の沖縄県宜野座村から事前収録で第1部にリモート出演）
    - 2021年2月28日：森下暢仁（広島東洋カープ投手）

### 主な企画・コーナー

#### 土曜日限定の企画・コーナー
放送上の番組呼称は、『MBSベースボールパーク プレミアムナイト土曜日』。

##### 第1部
- 「藪／亀山的三大○○」（『お天気のお知らせ』の直後）
  - 藪や亀山が個人的に評価している「三大○○」（○○は「ストレートが速い投手」「打球の飛距離が長い打者」など）を語るコーナー。ゲストを招く場合には、「ゲストにとっての三大○○」をテーマに、クロストークを展開している。
- 「○○ファンが集う飲食店」（18時台後半）
  - 阪神ファンをはじめ、特定のファンが集う関西地方の飲食店を紹介するコーナーで、店主が電話を通じて出演。放送上の略称は「集店（あつみせ）」で、店舗の紹介にとどまらず、その店に集うファンの気質を探ることも目的に据えている。
  - 2021年3月には、藪の阪神投手時代のチームメイトが経営する飲食店も紹介。同月13日には中込伸・20日には川尻哲郎が電話で出演した。
- 「おっさんでも分かるブルペンデー的若者ワード」（『MBSニュース』の直後）
  - 2018年からMLBの数球団がオープナー戦術を採用したことをきっかけに、2019年から日本の野球界で「ブルペンデー」という新語が広まっていることにちなんだ企画。出演者（50代の藪・亀山・仙田）より若い年代のリスナーの獲得を視野に入れている。
  - 実際には、上記の3名（放送上は「おっさん」と総称）が知らなそうな「若者ワード」（バズワード）を、放送開始時点で24歳の野嶋が扮する「天の声」から「お題」として提示。「おっさん」が、「天の声」からのツッコミ・リアクション音源などを基に「お題」の意味を予想する。最後に、「お題」の意味とプロ野球実況への応用例を、「天の声」から発表する。
- 「メインレース これだけ覚えて帰ってください!」（19時台後半、放送翌日にJRAが重賞競走をメインレースとして開催する週にのみ編成）
  - 競馬中継の実況も担当する仙田が、有力馬や予想されるレース展開を紹介したうえで、自身の見解に基づく「買い目」を提示する。

##### 第2部
- 「バスヒロ政輝のエースで4番への道」
  - 明治大学軟式野球部の出身で、毎日放送への入社2年目（2019年）から阪神戦中継の実況陣と草野球チームに加わっている「バズヒロ政輝」（三ツ廣）を、実況アナウンサーや草野球の選手（投手兼外野手）としていっそう成長させるためのコーナー。「バズる」をキーワードに据えながら、ゲストに迎えるMBSラジオの野球解説者から「バズるピッチング」「バズるバッティング」「バズる守備」を教わる。
  - 放送期間の前半（2020年12月・2021年1月）は、「バッティング編」「ピッチング編」「守備編」「エクササイズ編」の順に、1編を2週にわたって放送。MBSラジオの公式YouTubeチャンネルでは、三ツ廣が解説者から指導を受けている動画を、放送後に順次配信していた。
  - 2021年1月16日放送分から、「実況編」として「全国縦断 バズるプロ野球実況」というシリーズ企画をスタート。ニッポン放送の出身で、『MBSベースボールパーク』にも同局制作分の裏送り中継などへ随時出演している松本秀夫・山田透をはじめ、ベテランのスポーツアナウンサーから実況の手ほどきを受けている。このシリーズでは、放送向けのトークに続いて、YouTube向け限定のトークを収録。YouTubeでの配信分では、放送済みの音源からCMと楽曲を割愛する代わりに、トークの全編を聴けるようになっている。

##### 第3部
- 「バズ森本のバズる高校野球ランキング」
  - 高校野球に詳しい「バズ森本」（森本栄浩）が、高校野球史上に残る選手・試合・シーンを、自身の見解に基づくベスト5方式で紹介。プロ野球ファンが集う店舗や、翌日（日曜日）にJRAが開催するメインレースなど、高校野球以外の話題も取り上げる。
  - 放送中のスタジオで撮影した動画をMBSラジオの公式YouTubeチャネルで放送後に配信する関係で、高校野球全国大会出場校（主に森本の地元・滋賀県からの出場校）の名前入りペナント（森本の私物）をスタジオの壁に貼ったり、森本が「茶屋町大学付属高校野球部主将・バズ森本」と称してオープニングで選手宣誓を披露したりするなどの趣向を凝らしていた。
- 「サイコーバズ山のバズるプロ野球実況」
  - 「バズ山泉」（金山）が、スポーツ実況の大先輩である赤木と共に、プロ野球実況の醍醐味を2週単位で語った。
- 「サイコーバズ山のバズるバレーボール実況」
  - 「バズるプロ野球実況」のバレーボール版で、堺ブレイザーズについて、「バス山泉」（スポーツアナウンサーとして取材や公式戦中継の実況を担当）と中田なおき（サポートスタッフとして活動）が時間の許せる限り語り尽くした。
- 「市川バズミのバズるランナーズハイ!」
  - 大阪桐蔭高校・青山学院大学の出身で、2020年の卒業後から大阪ガスの陸上競技部で活動する中・長距離走選手の中村友哉（大学生時代に箱根駅伝・2021年に大阪ガスの選手としてニューイヤー駅伝へ出場）に対して、「市川バズミ」（市川いずみ）が独占インタビューを敢行した模様などを2週にわたって放送。
- 「バズ永真琴のトリプルアクセル」
  - 「バズ永真琴」（豊永真琴）が、かねてから関心の高いフィギュアスケートの選手について、身振り手振りを交えながら語った。放送上は『豊永真琴のMBSミュージックパーク』に続いて出演しているが、全編生放送の『ミュージックパーク』と違って事前収録方式で登場。
- 「市川バズミのバズるK-POPダンス」
  - 市川がK-POPに合わせたダンスの踊り方を平田から学ぶ模様を、2週にわたって放送。
- 「近藤バズルのバズるガンバ大阪」
  - 前編の放送日（2021年2月27日）から同年のJリーグレギュラーシーズンが開幕することに合わせて、『GAMBA TV』（MBSテレビにおけるガンバの応援・情報番組）とのコラボレーション企画として編成。前年（2020年）のシーズン途中から新人ながらガンバのボランチに定着した山本悠樹を相手に、年に1回はガンバ公式戦のテレビ中継で実況する「近藤バズル」（近藤亨）と、『GAMBA TV』のチーフディレクターが電話でインタビューを実施した。
- 「バズ井上のバズるプロレス」
  - 毎日放送アナウンサーきってのプロレス通である井上が、リモート方式で出演する長州小力を相手に、プロレスに詳しくないリスナーでも共感できそうなプロレス談義を繰り広げた。

#### 日曜日限定の企画・コーナー
放送上の番組呼称は、『MBSベースボールパーク プレミアムナイト日曜日』。

##### 第1部
- 「狩野のオフィシャル・ヒゲ談義」
  - 「ヒゲ」がトレードマークになっている狩野が、週替わりのテーマに沿って「オフィシャルに談義」するコーナー。コーナータイトルはOfficial髭男dismにちなんでいるが、実際には「ヒゲ」以外のテーマについて真剣に談義している。
- 「ぐんまよいとこ　上毛クイズ」
  - 「群馬県出身者として群馬県から『ぐんま大使』へ委嘱されることを目指している」という狩野が、上毛（群馬県）にまつわるクイズを市川に1問出題したうえで、県内出身者ならではの解説を交えながら正解を発表する。
- 「いずみのスポーツ・ソムリエ」（2021年3月21日まで放送）
  - 「スポーツ・ソムリエ」に扮した市川が、直近のスポーツニュースから選んだ新鮮な話題や、かねてから暖めてきたスポーツの話題を紹介する。2020年初頭からの新型コロナウイルス感染拡大の影響で、市川によるプロ野球・学生野球関係者への直接取材が困難になっていることを背景に、2019年度の冠企画「市川いずみの取材力」をリニューアル。放送週によっては、当日開催のスポーツイベントを取材したスポーツアナウンサー（森本栄浩など）のリポートに充てることがあった。
  - 市川は当コーナーの最終回で、早稲田大学の大学院へ進学することに伴って、『MBSベースボールパーク』関連の番組を2021年3月で完全に降板することを初めて公表した。
- 「茶屋町ピラティススタジオ」（2020年12月12日から2021年3月21日まで放送）
  - ピラティス・インストラクターのライセンスを2019年に取得して以来、ピラティスのオンラインレッスンを開講している市川がかねてから希望していた企画をコーナー化。スタジオでも簡単に実践できるピラティスのポーズを、音声だけで伝えられる限り紹介していた。第2部パーソナリティの八木と三ツ廣も、当コーナーに参加。
  - 「いずみのスポーツ・ソムリエ」と共に終了。市川は、早稲田大学の大学院へ進学する目的として、ピラティスをスポーツの現場に応用する可能性を追求することを挙げていた。

##### 第2部
- 「日曜劇場・八木沢直樹」
  - 八木が架空のキャラクターに扮して阪神のチーム全般や首脳陣・選手を評価するシリーズの第5弾で、当企画では「八木沢直樹」（八木自身が『日曜劇場』におけるテレビドラマシリーズを熱心に視聴していた半沢直樹風のキャラクター）に扮する。ただし、評価の対象を阪神以外のNPB11球団にも拡大するほか、阪神がライバル球団に勝つための施策も提示。また、第4弾までの豊永に代わって、三ツ廣が『日曜劇場』版の渡真利忍（演 ：及川光博）のような役割でパートナー（評価対象の選手・球団における2020年シーズンの成績の紹介役）を初めて務める。キャッチフレーズも、『日曜劇場』における半沢直樹（演：堺雅人）の決め台詞にちなんで「これで、来（2021年）シーズン、○○返しだ!」。
  - 2021年2月7日には、八木による阪神一軍キャンプリポートを放送したため、三ツ廣と狩野がスタジオで進行。三ツ廣は、コーナーの設定に沿って、八木を「八木沢」と称していた。
- 「三ツ廣政輝の目指せ開幕戦・実況魂」
  - （放送開始の時点で）毎日放送では最も若いスポーツアナウンサー（阪神戦実況歴1シーズン半）の三ツ廣が、実況でコンビを組む機会の多い八木の協力を得ながら、阪神のレギュラーシーズン開幕戦の担当を任されるまでに実況のスキルアップを図るコーナー。三ツ廣が番組スタッフの設定する「NGワード」を避けながら、リスナーに分からないような描写で八木の動作を実況した後に、その動作をクイズとしてリスナーに出題する。
  - 回答の締切は番組の終盤（19:50頃）で、全編のエンディングに三ツ廣が正解を発表。正解したリスナーから抽選で3名に、八木と三ツ廣のサイン入り番組グッズを贈呈する。
- 「DJミッツのMy Recommend Number」
  - 三ツ廣が「DJミッツ」というキャラクターに扮するコーナーで、古今東西を問わず、自身の気に入っているNumber（楽曲）から毎週1曲を流す。 「DJミッツ」がイントロの時間ぴったりの楽曲紹介に挑むことが特徴。リスナーからも楽曲のリクエストを募集している。
- 「『バースの再来またキタでー』のコーナー」
  - 阪神がランディ・バース以降に獲得した外国人の長距離打者に対して、野球ファンが期待半分・面白半分で「（『NPB史上最高の助っ人』として名高い）バースの再来」と盛んに呼んでいるように、日本の球界にありがちなネタ（「あるあるネタ」）をリスナーから募集。コーナーの最後と放送前日の土曜版で「お題」を発表した後に、その「お題」に沿って寄せられた「あるあるネタ」の一部を三ツ廣が紹介したうえで。八木が5段階で評価する。評価の単位は「～ある」で、八木が「ある」と言った回数から三ツ廣が判断。「5ある」と評価された「あるあるネタ」を投稿したリスナーには、八木と三ツ廣のサイン入り番組ステッカーを進呈する。

## ナイターイン期間中の特別番組『MBSベースボールパーク番外編（みんなでホームイン!）』（2016年度以降）
毎日放送グループでは、2016年以降も「ホームイン with Tigers」を継続。MBSラジオでは、『番外編』を『MBSベースボールパーク番外編 みんなでホームイン!』へ改称するとともに、当番組（2015年度ナイターオフ版）の出演者・企画の一部を引き継いでいる。その一方で、増田が出演する場合に『号外ますだスポーツ』として放送するほか、『上泉雄一のええなぁ!』との合同特別企画に充てることもある。
なお、2015年までの『番外編』の内容については、当該項を参照。2018年度からは、タイトルを『MBSベースボールパーク番外編』へ戻している。

### 放送期間・出演者
◎：毎日放送のアナウンサー

○：毎日放送のプロ野球解説者

●：『MBSベースボールパーク』のスタジオアシスタント

＃：前年度のナイターオフ版でレギュラーを務めたお笑い芸人・タレント

#### 2016年
レギュラー出演者をほぼ固定していた2015年までの『番外編』から一転して、毎回出演者を入れ替えるため、2015年度ナイターオフ版のレギュラーでなかった人物（金村・森本尚太など）が出演することもあった。
日曜版
- 4月3日：近藤亨◎、市川いずみ●、藪恵壹○、かみじょうたけし＃
- 4月10日：井上雅雄◎、市川いずみ●、金村義明○、山田スタジアム＃
- 4月17日：金山泉◎、市川いずみ●、藪恵壹○、かみじょうたけし＃
- 4月24日・5月8日：近藤亨◎、市川いずみ●、太田幸司○、かみじょうたけし＃
- 5月15日：金山泉◎、市川いずみ●、安藤統男○、かみじょうたけし＃
- 5月29日：井上雅雄◎、豊永真琴●、金村義明○、かみじょうたけし＃
- 6月5日：金山泉◎、市川いずみ●、亀山つとむ○、金村義明○[85]、山田スタジアム＃[86]、森本尚太◎
- 2016年6月26日：近藤亨◎、市川いずみ●、太田幸司○
- 2016年7月3日：馬野雅行◎[87]、市川いずみ●、一枝修平○、藪恵壹○
- 2016年7月17日：森本栄浩◎、市川いずみ●、太田幸司○、かみじょうたけし＃
- 2016年9月25日（2016年版最終回）：馬野雅行◎、豊永真琴●、一枝修平○、太田幸司○、にしね・ザ・タイガー（松竹芸能所属のピン芸人）

平日版
- 2016年5月5日（こどもの日・木曜日）：金山泉◎、豊永真琴[88]●、亀山つとむ[89]○、かみじょうたけし＃、森本尚太◎
- 2016年7月21日（木曜日）[90]：金山泉◎、豊永真琴●、八木裕○、かみじょうたけし＃

#### 2017年
日曜版
- 4月9日：近藤亨◎、市川いずみ●、藪恵壹○、かみじょうたけし＃、宮前徳弘（毎日放送スポーツ局解説委員）
- 4月16日：金山泉◎、市川いずみ●、八木裕○、山田スタジアム＃
- 5月7日：赤木誠◎、市川いずみ●、藪恵壹○、かみじょうたけし＃
- 5月14日：井上雅雄◎、市川いずみ●、金村義明○、山田スタジアム＃
- 5月28日：近藤亨◎、市川いずみ●、八木裕○、山田スタジアム＃
- 6月4日：井上雅雄◎、市川いずみ●、金村義明○、かみじょうたけし＃
- 6月11日：近藤亨◎、市川いずみ●、藪恵壹○、かみじょうたけし＃
- 6月25日[91]：馬野雅行◎、市川いずみ●、亀山つとむ○、竹村美緒（オリックス・バファローズのスタジアムアシスタントMC）
- 7月2日：金山泉◎、市川いずみ●、八木裕○、山田スタジアム＃
- 7月16日：馬野雅行◎、市川いずみ●、亀山つとむ○、藪恵壹○[92]
- 9月17日：馬野雅行◎、市川いずみ●、八木裕○

平日版
- 6月22日（木曜日）：金山泉◎、豊永真琴●、八木裕○、山田スタジアム＃[93]

#### 2018年
日曜版
- 4月8日：仙田和吉◎、市川いずみ●、八木裕○
- 4月15日：近藤亨◎、市川いずみ●、藪恵壹○
- 4月29日：馬野雅行◎、市川いずみ●、太田幸司○
- 5月20日：金山泉◎、市川いずみ●、亀山つとむ○
- 6月3日：近藤亨◎、市川いずみ●、八木裕○、竹村美緒
- 6月10日・17日：金山泉◎、市川いずみ●、狩野恵輔○
- 6月24日：近藤亨◎、市川いずみ●、亀山つとむ○
- 7月15日：市川いずみ●
  - 当日はNPBオールスターゲームの予備日に充てられていたが、実際には前日（14日）に全日程（2試合）を終了したため、『番外編』を当初の予定どおりに生放送。市川が（『ベースボールパーク』ナイターイン版のスタジオ担当を除く）ラジオの生放送番組でパーソナリティを単独で務めたことは、この時が初めてであった。ただし、19:30 - 21:00に『ナジャ・グランディーバのレツゴーサンデー』を編成したため、18:59 - 19:30の短縮版で対応した。

平日版
- 4月27日（金曜日）：金山泉◎、豊永真琴●、藪恵壹○
- 6月11日（月曜日）：松本麻衣子◎[94]、亀山つとむ○、金子達仁、下薗昌紀
  - 2018 FIFAワールドカップの開幕を6月14日（木曜日）に控えていたことや、放送日（11日）が「MBSラジオ　スペシャルウィーク」の初日に当たることから、『MBSベースボールパーク番外編　今日は投げないんです!蹴るんです!スペシャル』（サッカーに特化した特別番組）として『MBSマンデースペシャル』（19:00 - 20:00）内で生放送。亀山は、『亀山つとむのスポーツマンデー!』（当日は18:10からの短縮生放送）に続いて出演した。

#### 2019年
毎日放送グループによる阪神応援キャンペーンが「タイガース全力応援宣言　ぶち破れ!2019 MBSがヤル」に変わったことから、放送や番組表での出演者の紹介に「ぶち破れ!（出演者の苗字かフルネーム）がヤル」というフレーズを使用。放送期間は例年より長く、編成上の事情から、日本シリーズの終了直後まで編成されている。
日曜版
2018年度のナイターオフ期間まで（ナイターイン期間でNPBのナイトゲーム中継を編成しない週を含む）毎週日曜日の21:55 -  22:00に単独番組として放送されていた『MBSニュース』・『お天気のお知らせ』を19:30前後に内包。『お天気のお知らせ』については、当日出演のアシスタント（主に市川）が伝える。
- 4月7日：金山泉◎、藤林温子◎、市川いずみ●、金村義明○
- 4月14日：近藤亨◎、市川いずみ●、八木裕○
- 4月21日・6月9日：馬野雅行◎、市川いずみ●、藪恵壹○
- 5月5日：金山泉◎、三ツ廣政輝◎（番組内の『MBSニュース』担当と兼務）、市川いずみ●、八木裕○
- 5月12日：森本栄浩◎、市川いずみ●、藪恵壹○、竹村美緒（オリックス・バファローズ特集のゲスト）
- 5月19日：井上雅雄◎、藤林温子◎、市川いずみ●、狩野恵輔○、かみじょうたけし
- 6月16日：「MBSラジオ　スペシャルウィーク」の最終日であることに合わせた特別編成で、2018年度のナイターオフ・土曜版と同様に2部構成で放送。
  - 第1部（17:59 - 20:00）「MBSベースボールパーク番外編」：金山泉◎、藤林温子◎、市川いずみ●、狩野恵輔○
  - 第2部（20:00 - 21:00）「茶屋町 KEISUKE BAR」：金山泉◎、狩野恵輔○、ナジャ・グランディーバ（ゲスト）
- 6月23日：森本栄浩◎、三ツ廣政輝◎（番組内の『MBSニュース』担当と兼務）、市川いずみ●、太田幸司○
- 7月14日：金山泉◎、藤林温子◎、市川いずみ●、亀山つとむ○
- 9月8日：近藤亨◎、市川いずみ●、山田スタジアム
  - 当初はヤクルト対巨人ナイトゲーム（神宮球場）中継（ニッポン放送制作分の同時ネット）の雨傘番組として設定されていたが、同カードが令和元年房総半島台風接近の影響で中止になったことから急遽生放送。
- 9月29日：井上雅雄◎、市川いずみ●、金村義明○

土曜版
- 9月28日：豊永真琴●、八木裕○

平日版
- 4月26日（金曜日）：森本栄浩◎、豊永真琴●、亀山つとむ○
- 5月3日（金曜日）：近藤亨◎、井上雅雄◎、藤林温子◎、豊永真琴●、狩野恵輔○（井上・藤林はスペシャルゲストとして出演）
- 6月10日（月曜日）：井上雅雄◎、狩野恵輔○
  - セ・パ交流戦および「MBSラジオ　スペシャルウィーク」の期間中に当たることから、この年のセ・リーグ開幕からセ・パ交流戦第1週までの公式戦を対象に、阪神の選手の活躍振りを「タイガース　ええとこばっかりプレイバック」（『亀山つとむのスポーツマンデー!』で毎週放送される前週の試合ダイジェストコーナー）用の実況ダイジェスト音源で振り返る『MBSベースボールパーク番外編～茶屋町いいねいいね倶楽部～』を『MBSマンデースペシャル』枠で放送。当日は、甲子園球場での対日本ハム3連戦（6月8日 - 10日）の予備日でもあったため、雨天中止分の同カードがナイトゲームとして組み込まれた場合には中継を優先する予定だった。
- 9月23日（月曜日・秋分の日）：市川いずみ●、狩野恵輔○
  - 『MBSベースボールパーク番外編～茶屋町いいねいいね倶楽部～』の第2弾として、（放送時点で去就は未発表ながら）阪神からの退団を表明している鳥谷敬や、この年限りでの現役引退を発表した阪神選手（ランディ・メッセンジャーと横田慎太郎）の特集を生放送。市川は、『亀山つとむのスポーツマンデー!』の本番を終えてから、30分間のインターバルを経て出演した。
- 10月14日（月曜日・体育の日）・21日（月曜日）：森本栄浩◎、市川いずみ●
  - いずれも、10月17日開催のNPBドラフト会議にちなんだ特集を『MBSマンデースペシャル』枠で放送。放送中には、この年のナイターオフ版土・日曜日（前述）と同様に、twitterの公式アカウントで三者択一方式のアンケートを実施した。
  - 市川は、9月23日放送分と同じく、『亀山つとむのスポーツマンデー!』に続いて出演した。森本は、14日放送分で高校球界の上位指名候補選手を取り上げた前半のみ、「シゲ森本」名義で登場。
  - 阪神がセ・リーグのクライマックスシリーズで巨人とのファイナルステージ（東京ドーム）に進出していたことから、14日に第5戦がナイトゲームとして発生した場合には、ニッポン放送制作分中継の同時ネットに充てる予定だった。しかし、前日（10月13日）の第4戦でステージ敗退が決まったため、当番組の生放送に切り替えた。
- 10月24日（木曜日）：近藤亨◎、豊永真琴●、大西将太郎（立命館大学体育会ラグビー部バックスコーチ、元ラグビー日本代表）、アッパレード木尾（高校生時代にラグビー選手として東京都選抜チームへ入った経験を持つ「ラグビー大好き芸人」）
  - 当日は日本シリーズ・巨人対ソフトバンク第5戦（東京ドーム）の中継（ニッポン放送制作分のNRNナイター）の同時ネットを予定していたが、前日（23日）の第4戦で決着したため、あらかじめ休止を決めていたナイターオフ期間限定の自社制作番組枠（18:00 - 22:00）で急遽生放送。ラグビーワールドカップ2019の決勝トーナメント期間中であることにちなんだ「集まれ!ラグビー大好き座談会」（大西や木尾をスタジオに招いての座談会）や、「ベースボール隠し撮りパーク」（MBSラジオが制作する阪神戦中継のマイクテストにおける出演者同士のやり取りをスタジオ側でひそかに収録した音源を初めて放送する企画）などのコーナーを設けることによって、長丁場の生放送に備えた。
- 10月25日（金曜日）：近藤亨◎、かみじょうたけし（スタジオゲスト）、河内一朗（大阪府堺市出身のRakuten.FM TOHOKUDJ）、石原祐美子（チキチキジョニー）、松原タニシ（いずれも電話ゲスト）
  - 本来は日本シリーズの移動日であったが、前日（24日）と同様に、ナイターオフ期間限定の自社制作番組枠（18:00 - 21:00）で生放送。トークのテーマを記した複数の籤を「トークボックス」（抽選箱）に入れたうえで、かみじょうが引いた籤に沿ってトークを展開した。
  - 「石井GM」（楽天野球団の石井一久ゼネラルマネジャー）に関するトークパートでは、楽天ファンのかみじょうと番組やイベントでたびたび共演している河内が電話で出演。「松竹芸能」に関するトークパートでは、本来は上記放送枠前半（18:00 - 20:00）のレギュラー番組『MBSヨル隊　ナジャ・グランディーバのレツゴーフライデー』で相方（岩見真利）と共にナジャ・グランディーバのパートナーを務める石原と、兵庫県西宮市内のライブイベントに出演中だった松原（いずれも松竹芸能におけるかみじょうの後輩芸人）が相次いで登場した。
- 10月28日（月曜日）：近藤亨◎、亀山つとむ○
  - 2019年にNPB12球団へ入った新人選手の一軍における活躍を振り返る特集を、『MBSマンデースペシャル』枠で生放送。亀山は、『亀山つとむのスポーツマンデー!』に続いて出演した。
  - MBSラジオでは、日本シリーズが第4戦で決着した影響で、プロ野球の中継を伴わない『ベースボールパーク』名義の番組を、24日の『番外編』から（26日・27日のナイターオフ版をはさんで）5日連続で編成。近藤は、26日（土曜日）のナイターオフ版を除く4日間にわたって登場した。

#### 2020年
日本国内で年頭から新型コロナウイルスへの感染が拡大していることを背景に、例年より放送期間を延長。NPBがレギュラーシーズンの開幕を当初予定の3月20日（金曜日）から延期した一方で、MBSラジオが前日（3月19日＝木曜日）で2019年度のナイターオフ編成を終了していたため、NPBの日程再調整を経て6月19日（金曜日）にレギュラーシーズンを開幕するまで毎週日曜日の18:00 - 21:00に『番外編』を放送していた。3月20日から4月24日までの期間には、金曜日（レギュラーシーズン中は非NRN系プロ野球中継の担当日）にもレギュラーで放送。5月26日（火曜日）から開幕前日（6月18日）までの期間には、火 - 木曜日18:00 - 21:00の放送枠にも『番外編』を随時編成していた。
上記の事情から、NPBはレギュラーシーズンを6月19日から11月中旬までの期間に再設定。MBSラジオでは、阪神の公式戦をレギュラーシーズン最終戦（11月11日の対DeNA戦＝甲子園でのナイトゲーム）まで可能な限り中継するかたわら、6月21日・7月26日・10月11日・10月18日・11月1日・11月8日（いずれも日曜日）に『番外編』を放送した。
その一方で、NPBが日本シリーズの開催期間を11月21日（土曜日）以降に設定したため、MBSラジオでは2020年度ナイターオフ編成の開始日を期間終了後の12月1日（火曜日）にまで遅らせた。さらに、巨人とソフトバンクの対戦による日本シリーズ中継の同時ネットを全試合実施していたが、シリーズが11月25日（水曜日）の第4戦（福岡PayPayドーム）で決着した。このため、阪神のレギュラーシーズン終了後からナイターオフ編成開始までの期間にも、11月12日（木曜日）・13日（金曜日）・15日（日曜日）・26日（木曜日）・27日（金曜日）・29日（日曜日）に『番外編』を放送している。

#### 2021年
日曜版
- 4月4日：森本栄浩◎、八木裕○、かみじょうたけし#
- 4月11日：金山泉◎、亀山つとむ○
- 4月17日：森本栄浩◎、藤井康雄、かみじょうたけし#
- 5月2日：金山泉◎、川地洋平◎、狩野恵輔○
  - 入社3年目の川地が初めて出演。当日は阪神対広島のデーゲーム（甲子園球場で14:00開始、競馬中継優先の編成を日曜日の午後に組むMBSラジオでは近藤亨の実況で報道素材向けの収録のみ実施）が本番のスタート（17:59）と同時に終了したため、他局のテレビ中継で解説を担当していた狩野は、放送の途中（18:55）から参加した。
  - 20時台には川地を交えて、「茶屋町 KEISUKE　BAR」を2年振りにオープン。新型インフルエンザ等対策特別措置法に基づく緊急事態宣言（新型インフルエンザ等緊急事態宣言）が日本政府から大阪府・兵庫県・京都府（いずれもMBSラジオの放送対象地域内）に発出されていたことや、以上3府県が放送日の時点で（実在するバーを含めた）飲食店に対して酒類の提供の自粛を求めていたことを踏まえて、狩野・金山・川地は演出上ノンアルコールビールで乾杯してから本編のトークに臨んでいた。
- 5月9日：井上雅雄◎、川地洋平◎、大畑大介
  - 3人ともアマチュアスポーツの選手（井上と大畑はラグビー・川地はハンドボールと水球）経験者であることを踏まえて、通常の日曜版と違って、前年（2020年）からのいわゆる「コロナ禍」で苦境に陥っている学生スポーツを特集。当事者である学生や保護者からメッセージを募集したうえで、3人の経験談を交えながら紹介した。
- 5月16日：森本栄浩◎、太田幸司○、チキチキジョニー（岩見真利・石原祐美子）
  - 令和3年大相撲五月場所中日（8日目）直後の生放送であったことから、前年（2020年11月1日放送分）の『番外編』に続いて、大相撲ファンのチキチキジョニーがゲスト出演。
- 5月30日（セ・パ交流戦スペシャル）：井上雅雄◎、藤林虎子（藤林温子）◎、狩野恵輔○、ちゃらんぽらん冨好
- 6月6日（セ・パ交流戦スペシャル）：藤林虎子（藤林温子）◎、三ツ廣政輝◎、伊織（からし蓮根）、秋定（滝音）
  - 2020年9月に結婚した藤林と伊織が、『ベースボールパーク』シリーズの番組としては結婚後初共演。
- 6月13日（セ・パ交流戦スペシャル）：近藤亨◎、掛布雅之、松村邦洋、かみじょうたけし
  - この日まで楽天生命パーク宮城で楽天対阪神の3連戦が組まれていることにちなんで、阪神ファンの松村と楽天ファンのかみじょうがゲストで出演。
- 6月20日：金山泉◎、ちゃらんぽらん冨好、かみじょうたけし、藤井康雄
- 6月27日：三ツ廣政輝◎、川地洋平◎、藪恵壹○
- 7月18日：井上雅雄◎、藤林虎子（藤林温子）◎、狩野恵輔○
- 7月25日：赤木誠◎、太田幸司○、豊永真琴●
  - 2005年の阪神セ・リーグ優勝を回顧する企画を前半に放送した関係で、スポーツアナウンサーではないにもかかわらず、毎日放送の代表として9月29日（木曜日）深夜の優勝祝賀会を取材した高井美紀◎も電話で出演した。中盤には、オリックスが2014年以来7年振りにレギュラーシーズンをパシフィック・リーグの首位で折り返したことにちなんだ企画を放送。
- 8月8日：井上雅雄◎、西村麻子◎、大畑大介、山田幸代
  - 大畑と同じ京都産業大学の出身で、日本出身者として初めてのプロラクロス選手である山田をスタジオに迎えて、この日で閉幕する2020東京オリンピック関連の企画を放送。さらに、野球競技の日本代表チームが前日（8月7日）にMBSラジオで急遽中継を放送した決勝（横浜スタジアムでの対アメリカ代表チーム戦）での勝利によって金メダルを獲得したことを受けて、投手コーチの建山義紀（『MBSベースボールパーク』のゲスト解説者で大畑とは東海大学付属大阪仰星高校時代の同級生）が電話で急遽出演した。後半には、学生時代に国民体育大会の女子短距離種目で優勝するなど、「（陸上の短距離走では）日本一足の速い女性アナウンサー」との異名を持つ西村が電話で出演。
- 8月22日：金山泉◎、真中満、山田スタジアム
  - 「3日前（8月19日）に突然出演のオファーを受けた」という山田が2年振り、ニッポン放送の野球解説者として同局制作・首都圏開催分の阪神ビジターゲーム中継で解説を随時担当している真中が初めてスタジオに登場。
- 10月3日：藪恵壹○、豊永真琴●、山田スタジアム
  - 放送中には、松本秀夫がリモート中継でゲスト出演。
- 10月24日：太田幸司○、豊永真琴●、ちゃらんぽらん冨好
- 10月31日：近藤亨◎、豊永真琴●
  - 第49回衆議院議員総選挙の投・開票日で、20:00から開票特別番組を放送する関係で、放送枠を17:59 - 19:00に編成。
- 11月7日：太田幸司○、豊永真琴●
  - 阪神はレギュラーシーズン2位でクライマックスシリーズ（CS）へ進出。11月6日（土曜日）からのファーストステージ（甲子園）で、レギュラーシーズン3位の巨人と対戦していた。7日の第2戦までは14:00開始のデーゲームであったため、MBSラジオでは同日に『GOGO競馬サンデー!』の放送枠を13:00 - 13:59、『番外編』の放送枠を18:00 - 21:00に設定したうえで、13:59から第2戦を自社制作で中継した。実際には中継を17:50まで延長したことに伴って、通常は16:30 - 18:00の時間帯に編成しているスポンサー付き事前収録番組5本と『MBSニュース』を放送枠のスライド方式で順次放送したため、『番外編』では19:20 - 21:00の短縮生放送で対応した。
- 11月14日：森本栄浩◎、豊永真琴●、山田スタジアム
  - MBSラジオでは、オリックスがパ・リーグの優勝チームとして臨んだCSファイナルステージ（11月10日＝金曜日から最長で15日＝月曜日まで）全試合（京セラドーム大阪でのナイトゲーム）を自社制作で中継することに伴って、14日に第5戦、15日に第6戦が発生した場合の中継で、『番外編』をセ・リーグのCSファイナルステージ（神宮球場でのヤクルト対巨人戦）中継（ニッポン放送制作）に次ぐ予備番組（第2予備）扱いで編成していた。実際にはオリックスが12日（金曜日）の第3戦でステージ突破（日本シリーズへの進出）を決めたため、13日（土曜日）に設定していた第4戦の中継枠で『豊永真琴のMBSミュージックパーク　延長スペシャル』、14日から16日まで設定していた中継枠で『番外編』を生放送。
- 11月28日：太田幸司○、かみじょうたけし、石原祐美子（チキチキジョニー）、竹村美緒
  - 日本シリーズの第7戦が発生した場合には自社制作による中継を関西ローカル向けに予定していたが、日本シリーズが前日（27日）の第6戦（いずれもほっともっとフィールド神戸）で決着したことに伴って、第7戦向けの基本中継枠（17:59 - 21:00）で生放送。

平日版
- 5月3日（月曜日・憲法記念日）：近藤亨◎、豊永真琴●、渡辺裕薫（シンデレラエキスプレス）
  - MBSラジオでは当初、ヤクルト対阪神戦（明治神宮野球場で17:30開始のナイトゲーム）中継を、試合途中の17:45から放送する予定だった。しかし、新型インフルエンザ等緊急事態宣言が同球場のある東京都内に5月11日まで発出されたことに伴って、当該試合の開催が宣言解除後まで延期。MBSラジオでは中継を予定していた放送枠[95] を通常編成に戻したため、「MBSマンデースペシャル」枠（19:00 - 20:55）に『番外編』の生放送（渡辺がリスナーに鑑賞を勧めたい「スポ根映画」特集）を組み込んだ。
- 5月5日（水曜日・こどもの日）：近藤亨◎、亀山つとむ○、代走みつくに
  - 阪神戦を含めたNPBの公式戦がすべてデーゲームとして組まれていたことから、MBSラジオではヤクルト対阪神のデーゲーム（神宮）を自社制作で中継（実況：金山、解説：金村）。
- 5月6日（木曜日・NPBレギュラーシーズンの予備日でナイトゲームを開催せず）：三ツ廣政輝◎、八木裕○
- 6月7日（月曜日「セ・パ交流戦スペシャル」）：井上雅雄◎、藤林虎子（藤林温子）◎、狩野恵輔○、建山義紀
  - 『MBSマンデースペシャル』枠（19:00 - 20:55）での生放送で、井上と藤林は『MBSマンデーベースボールパーク』に続いて出演。翌8日（火曜日）から札幌ドームで日本ハム対阪神の3連戦が組まれていることにちなんで、両球団のOBで大阪府出身の建山をゲストに迎えた。
- 6月17日（木曜日・交流戦とリーグ戦の合間でNPBのナイトゲームを開催せず）：三ツ廣政輝◎、藪恵壹○
- 7月23日（金曜日・放送中に2020東京オリンピックの開会式を実施）：豊永真琴●、ちゃらんぽらん冨好、森脇健児
- 8月5日（木曜日）：江間丈●、武川智美◎、川地洋平◎
  - 市川に代わって2021年から『MBSベースボールパーク』火 - 木曜日のスタジオアシスタントを務める江間と、スポーツ担当ではないが川地の新人研修責任者であった武川が初めて出演。この日の放送枠は17:53 - 20:50で、本来江間がパーソナリティを務める『ベースボールパークEXトラ!』（木曜分）をあらかじめ編成しなかった。
- 8月5日（木曜日）：江間丈●、武川智美◎、川地洋平◎
- 8月10日（火曜日・『MBSベースボールパーク番外編～GAORAテニスの盛り・ラジオスペシャル～』として放送）：辻野隆三（元・プロテニス選手）、宮地弘太郎（日本テニス協会強化本部ナショナルチーム・ユニバーシアード男子ヘッドコーチ、大阪体育大学テニス部監督）、鍋島昭茂（山陽放送出身のスポーツアナウンサー）
  - 『GAORAテニスの盛（も）り』（毎日放送グループのGAORAがYouTubeの公式チャンネルで2021年3月から定期的に配信している動画コンテンツ）からのスピンオフ番組
- 9月13日（月曜日）：豊永真琴●、藤林虎子（藤林温子）◎、前田春香◎
  - 『MBSマンデースペシャル』枠（19:00 - 20:00）での生放送で、藤林は『MBSマンデーベースボールパーク』に続いて出演。前田は2021年に毎日放送へ入社したアナウンサーで、スポーツ関連の番組に初めて登場した。
- 10月22日（金曜日）：豊永真琴●、八木裕○、近藤亨◎、かみじょうたけし
  - ヤクルト対広島戦（神宮）中継（ニッポン放送制作分）の雨傘番組として設定されていたが、この試合が雨天で中止されたことに伴って急遽生放送。
- 10月27日（水曜日）：八木裕○、近藤亨◎
  - 阪神は前日（26日）の対中日戦（甲子園）でレギュラーシーズンの全日程を終了。シーズン2位でクライマックスシリーズ（CS）へ進出することが確定した。このため、阪神の出場いかんにかかわらず全試合で中継を放送する日本シリーズの終了まではナイターオフ編成へ移行せず、月曜以外で阪神戦の組まれていない日に『番外編』を編成。
- 10月28日（木曜日）：亀山つとむ○、三ツ廣政輝◎
- 10月29日（金曜日）：狩野恵輔○、井上雅雄◎、藤林虎子（藤林温子）◎、木﨑太郎（祇園）
  - 9月27日で放送を終了した『MBSマンデーベースボールパーク』のレギュラー出演者（狩野・井上・藤林）が、MBSラジオ制作の番組としてはおよそ1ヶ月振りに再集結。
- 11月2日（火曜日＝2部構成で17:54 - 21:50に生放送）：下埜正太、下薗昌記、勝勇太（毎日放送制作スポーツ局プロデューサー、いずれも第1部のみ出演）、近藤亨◎、豊永真琴○（いずれも第2部のみ）
  - 第1部（17:54 - 21:00）では、この年の10月1日に創設30周年を迎えたガンバ大阪と関連の深い人物（下埜はJ:COM関西で放送される『ガンバEX』のMC、下薗はガンバを長年取材しているサッカーライター、勝は『ガンバTV』のプロデューサー）を集結させたうえで、「緊急!ガンバ大阪サミット」を放送。進行役の下埜は、FM大阪や朝日放送ラジオの番組でもパーソナリティを務めているが、MBSラジオが制作する番組への出演は初めてだった。第2部（21:00 - 21:50）では、レギュラーシーズンにおける阪神の名場面を『MBSベースボールパーク』での中継同録音源で振り返る企画を、近藤・豊永の進行で放送。
- 11月3日（水曜日・文化の日＝2部構成で17:45 - 21:50に生放送）：かみじょうたけし（第1・2部とも出演）、森脇健児、石原祐美子（チキチキジョニー、いずれも第1部のみ）、金山泉◎（第2部のみ）
  - 20:00頃を境に、第1部をかみじょうの進行による「ファウルラインギリギリ　松竹パ・リーグまつり　オールスター感謝祭風2021」、第2部を「NPBドラフト会議総括スペシャル」として編成。第1部には（かみじょうを含めた）松竹芸能所属の芸人のみの出演で、石原が応援するオリックスバファローズの25年振りパ・リーグ優勝を記念した徹底分析企画や、森脇が10月19日に『オールスター感謝祭2021年秋』（TBSテレビ制作・全国ネットの生放送による特別番組）内の「ミニマラソン30周年記念レース」（東京ドイツ村から生中継）へ参加した際のエピソードを語る企画、かみじょうが『番外編』へ出演する際のメイン企画「かみじょうたけしの楽天情報局」の特別編などを放送した。
- 11月4日（木曜日）：森本栄浩◎、太田幸司○、チキチキジョニー
  - 『石井亮次と福島暢啓のフダンギダンギ。』の2時間スペシャルを南日本放送との相互ネット方式で17:54 - 20:00に組んだ関係で、この日のみ放送枠を20:00 - 21:50に編成したうえで、大相撲関連の話題を中心に放送。
  - 森本は前月末日（10月31日）付で毎日放送を定年で退職したが、翌11月1日から5年間の専属嘱託契約による「シニアスタッフ」として同局への勤務を続ける関係で、4日以降の『番外編』にも退職前と同じく「MBSアナウンサー」との肩書で出演。
- 11月8日（月曜日）：豊永真琴●
  - 阪神と巨人によるCSファーストステージ（前述）が前日（7日）の第2戦で決着しなかった場合には、8日に第3戦（18:00開始のナイトゲーム）が発生するため、MBSラジオでは第3戦の中継も予定していた。しかし、阪神が第1戦からの2連敗によってステージ敗退が決まったことを受けて、19:00 - 20:55に生放送。
- 11月9日（火曜日）：八木裕○、金山泉◎、山田スタジアム
- 11月15日（月曜日）：近藤亨◎、豊永真琴●
  - 『MBSマンデースペシャル』枠（19:00 - 20:55）で生放送。当初はセ・パ両リーグにおけるCSファイナルステージ第6戦の雨傘番組として編成されていたが、両リーグとも、ファイナルステージが12日（金曜日）の第3戦で決着した。
- 11月16日（火曜日）：金山泉◎、なおき
- 11月17日（水曜日）：岩本勉（大阪府八尾市出身のHBCラジオ野球解説者で元・日本ハム投手）、近藤祐司（『GAORAプロ野球中継』で日本ハム主催試合の実況を担当しているフリーアナウンサー）
  - 両日ともセ・パ両リーグにおけるCSファイナルステージの予備日に設定されていたが、上記の事情で第4戦以降の試合が発生しなくなったことに伴って、17:54 - 21:00に生放送。17日放送分では、GAORAのYouTube公式チャンネルからスタジオ動画のサイマル配信を実施した。
- 11月18日（木曜日）：三ツ廣政輝◎、前田春香◎、江間丈●
  - 特別編成のため、20:00 - 21:00に『番外編』、21:00 - 21:50に江間のみの出演で『ベースボールパークEXトラ!』を生放送。
- 11月19日（金曜日）：赤木誠◎、豊永真琴●
  - MBSラジオで翌日（20日）から日本シリーズの中継を全試合放送することを背景に、『日本シリーズを90.6倍　いや1179倍　 楽しくラジオで聞く方法!!』（「90.6」は同局におけるワイドFM放送・「1179」はAM放送の周波数と同じ数字）と銘打って、前日に続いて20:00 - 21:00に生放送。
- 11月22日（月曜日）：近藤亨◎、亀井希生◎
  - 当日が日本シリーズの移動日に設定されていることから、『MBSマンデースペシャル』枠（19:00 - 20:55）で生放送。亀井は近藤の先輩アナウンサーで、1991年の毎日放送入社以来スポーツ中継を担当していないが、JNN・JRN加盟局の優秀なアナウンサーを表彰するアノンシスト賞で2019年度に近藤と揃って「グランダ・プレミオ」（大賞）を受賞している。
- 11月26日（金曜日）：藤林虎子（藤林温子）◎、三ツ廣政輝◎、伊織（からし蓮根）、秋定（滝音）
  - 日本シリーズの予備日に設定されているため、セ・リーグ側のホームゲーム（特例によって東京ドームで組まれた第3 - 5戦）が何らかの事情で順延した場合には、ニッポン放送がNRN向けに制作する試合中継の同時ネットを『番外編』の放送枠（17:54 - 21:00）で実施することを予定していた（実際には第5戦まで当初のスケジュール通りに消化）。
- 11月29日（月曜日）：太田幸司○、赤木誠◎、安藤統男、伊東正治、美藤啓文
  - 『MBSマンデースペシャル』枠（19:00 - 20:55）で2部構成による生放送。前半では、日本シリーズの第7戦が発生した場合に関西ローカル向けの中継で実況を予定していた赤木と、解説を予定していた太田がシリーズを振り返る企画に充てた。
  - 後半では、毎日放送で1988年までスポーツアナウンサーとして活動していた三宅定雄がこの年の8月に83歳で永眠したことを受けて、在職中の実況音源などを交えた追悼特集を編成。赤木と太田に加えて、赤木の先輩（毎日放送OB）の伊藤・美藤（いずれも在職中はスポーツアナウンサーで三宅の部下）がスタジオで一堂に会した。また、毎日放送での解説活動を2019年シーズン限りで勇退していた安藤が、活動初期の1985年・1986年にテレビ・ラジオの野球中継で1歳年上の三宅とたびたび共演していた縁から電話で出演。
  - MBSラジオでは11月30日（火曜日）から2021年度のナイターオフ編成を本格的に適用するため、2021年内の『番外編』は11月29日放送分で終了。

4月29日（木曜日・昭和の日）には、阪神戦を含めたNPBの公式戦がすべてデーゲームとして組まれていたが、MBSラジオではナイトゲームの基本中継枠（18:00 - 21:00）に『番外編』やNRNナイターの予備番組（ニッポン放送制作）を編成しなかった。MBSラジオが「～想いつなぐ～MBSラジオ SDGsの日」として（東海ラジオが制作するバンテリンドーム ナゴヤの中日対阪神デーゲーム中継の相互ネット枠に充てた13:59 - 18:00を除く）5:00から24:00までの時間帯にSDGs関連の特別企画・特別番組を断続的に放送することを背景に、ナイトゲームの基本中継枠を「ヤマヒロ・森ちゃん・NMB48のSDGsでクイズダービー」（18:00 - 20:00）と「茶屋町SDGs学園」（20:00 - 22:00、いずれも生放送の特別番組）を編成したことによる。
土曜版
- 7月24日：森本栄浩◎、藪恵壹○、チキチキジョニー
  - 前年まで随時出演していた市川いずみが、早稲田大学大学院の夏季休暇を利用して高校野球関連の取材で帰郷していたことから、「ゲスト」扱いでオープニングから19時台の前半まで急遽出演。市川に代わってチキチキジョニーが登場した後半では、放送の前週まで開催されていた令和3年大相撲名古屋場所関連のトピックに特化していた。
- 10月30日：近藤亨◎、藪恵壹○
- 11月6日：森本栄浩◎、藪恵壹○、かみじょうたけし
  - 阪神と巨人によるCSファーストステージ第1戦（前述）がデーゲームで開催されたことを受けて、第1戦を振り返る企画を前半、この年のセ・パ両リーグにおける新人王の有力候補選手を藪が100点満点で評価する企画を後半に放送。

2020東京オリンピックの開催期間中（7月23日 - 8月8日）には、NPBがレギュラーシーズンを休止する一方で、NPBの全球団が「エキシビションマッチ」（有観客の練習試合）を連日編成。MBSラジオでは阪神が関与するナイトゲーム9試合を中継したが、試合を開催しない日（前述した8月5日など）には、通常編成しない土曜日を含めて『番外編』を随時放送した。この期間には日本の民放ラジオ全局がオリンピック関連の事前収録番組（民放ラジオ統一番組）を毎日3回（午前帯：「東京2020オリンピックリポート」、夕方・夜間帯：「東京2020オリンピックハイライト」）放送することを決めているため、『番外編』では曜日を問わず、19:45頃から「東京2020オリンピックハイライト」の夜間分を（平日には10分間、土・日曜日には5分間）内包していた。

#### 2022年
日曜版
- 4月3日：近藤亨◎、亀山つとむ○、木﨑太郎（祇園）
- 4月10日：金山泉◎、ヒロ寺平、大田紳一郎（doaのメンバー兼B'zのサポートメンバー）
  - この年の阪神春季安芸キャンプでピラティスが初めて導入されたことに関する質問がリスナーから寄せられたことを受けて、「ピラティスインストラクター」としてキャンプで実際にピラティスを指導していた市川も、 19時台の前半に放送された「ファンファンタイガース調査隊」（後述）にのみ登場。また、「野球と音楽の融合を図る」という名目でB'zファンの金山が持ち込んだ企画の第1弾として、大田がゲストに招かれた。
- 4月17日：三ツ廣政輝◎、八木裕○、辻（ニッポンの社長）
- 5月1日：金山泉◎、川地洋平◎、小杉竜一（ブラックマヨネーズ）
  - 前述した金山の持ち込み企画の第2弾として、B'zと巨人のファンであることを公言している小杉がゲストで出演。
- 5月8日：藪恵壹○、山田スタジアム、高山トモヒロ（ケツカッチン）
- 5月22日：井上雅雄◎、狩野恵輔○、建山義紀（日本ハム・阪神OB）、里崎智也（ロッテOB）、木﨑太郎（祇園）
  - セ・パ交流戦の開幕を2日後（5月24日）に控えていたことから、阪神が交流戦で対戦する球団（前半：楽天→ロッテ→西武、後半：日本ハム→ソフトバンク→オリックス）の傾向と対策を、電話を通じて里崎（前半）と建山（後半）に訊く企画を19時台に編成。
- 5月29日：近藤亨◎、八木裕○、隣人（橋本市民球場・中村遊直）
- 6月5日：井上雅雄◎、金山泉◎、三ツ廣政輝◎、狩野恵輔○、豊永真琴●、岩本勉、木﨑太郎（祇園）
  - 岩本は3日連続で、毎日放送グループの関西ローカル向け生放送番組・生中継にゲスト出演。この日の夕方まで甲子園球場で開催されていた阪神対日本ハム3連戦では、3日のナイトゲームでテレビ中継、4日のデーゲームでラジオ中継の解説を務めていた。
- 6月12日：近藤亨◎、井上雅雄◎、掛布雅之、松村邦洋、かみじょうたけし、木﨑太郎（祇園）
  - 『番外編』における掛布・松村・かみじょうの共演が1年振りで、松村・かみじょうの持ちネタに「掛布のモノマネ（声帯模写）」が含まれていることから、「三人の掛布さん」（リスナーから寄せられた相談に掛布本人と掛布になり切った松村・かみじょうが乗る企画）を前年に続いて生放送。
- 6月19日：井上雅雄◎、金山泉◎、藪恵壹○、狩野恵輔○、木﨑太郎（祇園）、バッテリィズ（エース・寺家剛）
- 7月10日（第26回参議院議員通常選挙の投・開票日）：近藤亨◎、太田幸司○、豊永真琴●、山田スタジアム
  - 17:59から21:00まで放送を予定していたヤクルト対阪神戦中継（ニッポン放送がMBSラジオへの裏送り向けに制作）の雨傘番組として設定していたが、ヤクルトの一軍に帯同している選手・首脳陣から24名が新型コロナウイルスに感染していることが当日の午前中までに判明したことを受けて、試合の開催が取り消されたため急遽生放送。MBSラジオでは、当該試合の開催によって上記の中継が発生した場合にも、試合の展開にかかわらず21:00で中継の放送を終了させる方針を当初から打ち出していた（自社制作による選挙特別番組『厳選!選挙ジャーナル』の生放送を21:00から始めることに伴う措置）。
- 8月21日：井上雅雄◎、金山泉◎、川地洋平◎、藪恵壹○、狩野恵輔○、木﨑太郎（祇園）
  - 新型コロナウイルスへの感染が8月10日に確認されていた金山が、この日の生放送パートから（テレビを含めた）番組への出演を再開。また、三ツ廣から真田ナオキ（ヤクルトファンの演歌歌手）へのインタビュー企画（事前収録）を組み込んだ。
- 8月28日：森脇健児、石原祐美子（チキチキジョニー）、コブラ（風穴あけるズ）、シンバルモンキー（ゲスト）、
  - パ・リーグに加盟する球団のファンであることを公言している松竹芸能所属の芸人だけで、「松竹パ・リーグ祭り」を生放送。
- 10月9日：森本栄浩◎、太田幸司○、山田スタジアム
  - 当日はセ・パ両リーグとも、クライマックスシリーズ（CS）ファーストステージ第2戦をデーゲームで開催。セ・リーグではレギュラーシーズン3位の阪神が2位のDeNAと横浜スタジアムで対戦したため、MBSラジオでは、競馬中継の放送枠を短縮したうえで13:59から自社制作によるテレビ（毎日放送）との同時生中継を実施した。
  - 当初の予定では『番外編』を18:00から放送することになっていたが、実際にはDeNA対阪神戦を17:00まで中継した後に、本来は16:30 - 18:00の時間帯に編成されている事前収録のレギュラー番組5本と『MBSニュース』『お天気のお知らせ』『MBS交通情報』を17:00から順次放送した。このため、『番外編』については、放送枠を当初の予定から30分短縮することを前提に18:30から生放送。
- 10月16日：太田幸司○、豊永真琴●、かみじょうたけし
  - 日本シリーズ（MBSラジオで全試合の中継を放送）への進出チームが前日（15日）までにオリックスとヤクルト（いずれも2年連続）で決まったことを受けて、セ・パ両リーグのCSファイナルステージに進出した阪神・オリックスの戦い振りを回顧する特集を前半（阪神は18時台・オリックスは19時台）、日本シリーズ関連の特集を後半に生放送。

土曜版
- 10月1日：近藤亨◎、豊永真琴●
  - 阪神の公式戦が最初から組まれていなかったため、17:59 - 21:00に生放送。当日の午後には『豊永真琴のMBSミュージックパーク』が放送されていたが、このような日に編成されることの多い『MBSミュージックパーク 延長スペシャル』ではなく、『番外編』として扱われた。
  - この日開催の薄暮試合（横浜スタジアムのDeNA対巨人戦＝17:00開始）が阪神のクライマックスシリーズ（CS）進出、ナイトゲーム（ベルーナドームの西武対ソフトバンク戦＝18:00開始）がオリックスによるパ・リーグ連覇の可能性を大きく左右する状況にあったため、実際には両試合の途中経過をはさみながら「セ・リーグの球団に所属する選手の登場曲特集」を中心に放送した。なお、セ・リーグでは巨人の敗戦によって、阪神のCS進出（レギュラーシーズン3位と4年連続Aクラス入り）が確定。パ・リーグでは、優勝マジック1のソフトバンクが延長11回の末に西武にサヨナラ負けを喫したため、2位のオリックスにも連覇の可能性が残った。
    - MBSラジオでは前日（9月30日）に、オリックス対ロッテのナイトゲーム（レギュラーシーズンにおけるオリックスのホーム最終戦）を京セラドーム大阪から自社制作（実況：赤木誠◎、解説：太田幸司○、オリックス側のベンチリポート：三ツ廣政輝◎という陣容）で中継。この試合は能見篤史（2004 - 2020年に投手として阪神→2021年から投手コーチ兼任でオリックスに在籍していた左投手）の引退試合でもあったが、MBSラジオでは編成上の事情で試合後の引退セレモニーまで中継できないことから、引退セレモニーのダイジェスト音源を収録したうえで『番外編』で放送することを試合終了後に告知していた。翌10月1日の『番外編』では、能見が引退セレモニーで引退の挨拶を披露したシーンを収めた音源を、レギュラーシーズンにおける現役最終登板（8回表無死の登板で安田尚憲から空振りで三振をマーク）の実況同録音源と合わせて18:30前後に放送している。

平日版
- 5月30日（月曜日）：赤木誠◎、太田幸司○、豊永真琴●、ちゃらんぽらん冨好
  - 『MBSマンデースペシャル』の拡大枠（19:00 - 20:55）に編成。当日はロッテ対阪神戦（ZOZOマリン）の予備日でもあったため、同カードのナイトゲームが発生した場合には、文化放送制作分の中継（実況：土井悠平、解説：笘篠誠治）を裏送り方式で17:59から放送する体制を講じていた。実際には、当該カードの3試合が前日（5月29日）までに全て消化されたことに伴って、上記の陣容で『番外編』を生放送。
- 6月6日（月曜日）：太田幸司○、豊永真琴●、森脇健児、石原祐美子（チキチキジョニー）
  - 『MBSマンデースペシャル』の拡大枠（19:00 - 20:55）に編成。当日は阪神対日本ハム戦（甲子園）の予備日でもあったため、同カードのナイトゲームが発生した場合には、MBSラジオで制作する中継を17:59から放送する体制を講じていた。実際には、当該カードの3試合が前日（6月5日）までに全て消化されたことに伴って、上記の陣容で『番外編』を生放送。
- 7月18日（月曜日・海の日）：太田幸司○、豊永真琴●
  - 自社制作でマツダスタジアムから中継していた広島対阪神戦が、中継開始直後の18:01に雨天で中止することが発表されたことを受けて、20:55まで急遽生放送。当初はスタジオアシスタントの豊永のみ、19時台から太田とのコンビで進行した。当該試合では中継へ入る前に開始時間を当初予定の18:00から遅らせる措置が取られていたが、太田が『番外編』の放送中に語ったところによれば、この措置が出た時点でMBSラジオのスタッフから「試合中止で『番外編』の放送が発生した場合に備えての自宅待機」を求められていたという。
- 9月19日（月曜日・敬老の日）：太田幸司○、豊永真琴●

阪神は10月1日にレギュラーシーズンの3位とクライマックスシリーズ（CS）への進出を確定させたうえで、10月2日に甲子園球場での対ヤクルト戦（MBSラジオでは競馬中継を優先する関係でレギュラーシーズン中に中継を放送できない日曜日のデーゲーム）でレギュラーシーズンを終了。MBSラジオでは毎日放送時代から、対戦のカードを問わずCSのファイナルステージ（同月12日＝水曜日に開幕）と日本シリーズ（同月22日＝土曜日に開幕）の中継を全試合（ナイトゲーム）で放送しているため、（阪神による進出の有無を問わず）日本シリーズが終了するまでの期間には『番外編』を以下のように連日編成している。
- 10月4日（火曜日、17:54 - 21:00）：金山泉◎、亀山つとむ○
- 10月5日（水曜日、17:54 - 21:00）：三ツ廣政輝◎、八木裕○
- 10月10日（月曜日・スポーツの日、19:00 - 20:55）：井上雅雄◎、藤林温子◎、狩野恵輔○、木﨑太郎（祇園）
  - 当初は10月6日（木曜日）の19:00 - 21:00に放送を予定していたが、10月2日（日曜日）の18:00 - 21:00に編成されていた『カベポスターのMBSヤングタウンNEXT』がオリックス対楽天のナイトゲーム中継（両チームのレギュラーシーズン最終戦で楽天生命パークから自社制作で放送）に急遽差し替えられたことを受けて、同番組の放送枠を6日の19:00 - 21:55に移動。ちなみに、オリックスはこの試合での勝利などによって、パ・リーグの2連覇を達成した。
  - 阪神は10月10日にセ・リーグのCSでDeNAとのファーストステージ第3戦（横浜スタジアムでのデーゲーム）に勝利したことによって、このステージを突破した。MBSラジオではセ・リーグに限ってCSファーストステージの全試合を自社制作で中継していたが、この日の『番外編』を前日（10月9日）までに収録していたため、『番外編』では阪神のファーストステージ突破に関する話題を扱えなかった。
- 10月11日（火曜日、17:54 - 21:00）：三ツ廣政輝◎、亀山つとむ○
  - セ・リーグはこの日を、CSファーストステージの予備日に設定。第2戦で決着が付かないまま、前述した第3戦が中止された場合には、第3戦をナイトゲームとしてこの日に組み込む関係で、MBSラジオでは『番外編』の放送枠をナイトゲーム中継に充てることを予定していた。
- 10月17日（月曜日、19:00 - 20:55）：太田幸司○、豊永真琴●
  - セ・パ両リーグともこの日にCSファイナルステージ第6戦が発生する可能性があったが、阪神は14日（金曜日）の第3戦でステージの敗退、オリックスは15日（土曜日）の第4戦で突破を確定させたことで第6戦自体が消滅したため、雨傘番組から昇格。太田・豊永とも前日（16日）の『番外編』から2夜連続の出演で、前日から一転して、3日後（10月20日）に開催を控えているNPBドラフト会議関連の企画を中心に構成している。
- 10月18日（火曜日、17:54 - 21:00）：金山泉◎、亀山つとむ○
- 10月19日（水曜日、17:54 - 21:00）：森本栄浩◎、三ツ廣政輝◎、藪恵壹○
- 10月20日（木曜日、17:54 - 21:00）：近藤亨◎、市川いずみ、山田スタジアム
  - NPBドラフト会議で2巡目以降の指名の時間帯に放送枠を組んでいたため、アマチュア選手の事情に詳しい市川が、『番外編』の全編へおよそ2年振りに出演。山田陽翔（近江高等学校投手）の指名が予想されていたことから、滋賀県出身の森本栄浩による同校（彦根市）からの中継リポートを放送中に組み込んだ（実際には山田が5巡目で西武から指名）。
- 10月24日（月曜日、19:00 - 20:55）：近藤亨◎、亀井希生◎
- 10月28日（金曜日、17:54 - 20:55）：藪恵壹○、亀山つとむ○、豊永真琴●
  - オリックスとヤクルトが10月22日（土曜日）から対戦していた日本シリーズでは、セ・リーグ側のホームゲーム（実際には第1・2・5・6戦）に屋外球場（ヤクルトの本拠地である神宮球場）を使用したため、日曜日に組まれている第2・6戦の中継（ニッポン放送制作）の雨傘番組に『番外編』を設定。24日が予備日に当たることから、第1戦か第2戦が雨天で中止された場合には、中止分からの振り替え試合の中継枠に充てることを予定していた。実際には第1戦・第2戦とも予定通りに開催されたため、24日に『番外編』を生放送。28日は日本シリーズの移動日に設定されているため、シリーズの継続・終了にかかわらず『番外編』を放送することが決まっていた。
- 10月31日（月曜日、19:00 - 20:55）：赤木誠◎、太田幸司○、ちゃらんぽらん冨好、かみじょうたけし
  - 日本シリーズの対戦成績が第5戦の時点でオリックス・ヤクルトとも2勝2敗1分で並んでいたため、10月30日（日曜日）の第7戦で決着が付かない場合には、31日に延長無制限の第8戦（いずれも神宮球場）が発生する可能性があった。実際にはオリックスが第7戦でシリーズ制覇を決めたものの、MBSラジオでは中継終了の直後（30日の深夜）に優勝記念の特別番組を編成できなかったため、31日の『番外編』で事実上代替。ちなみに、MBSラジオがNRN向けに制作した日本シリーズ中継では、25日（火曜日）の第3戦（京セラドーム）で赤木が実況・太田が解説を担当した。
- 11月3日（木曜日・文化の日、16:00 - 18:10）：かみじょうたけし、石原祐美子（チキチキジョニー）、ノブヨシ日本代表（風穴あけるズ）、池水龍三（コンチェルト）
  - 2019年以来3年振りに復活した『MBSラジオ秋まつり』の第2部扱いで、「松竹パ・リーグ祭り」として生放送。MBSラジオでは10月31日から2022年度のナイターオフ編成期間に入ったため、2022年内の『番外編』を11月3日放送分で終了させた。

##### 備考
毎日放送グループがこの年から「Fan Fun（ファンファン）タイガース」（阪神に対するファン参加型の応援キャンペーン）を始めたことに伴って、阪神を中心に取り上げる回（主に日曜版）では、「ファンファンタイガース調査隊」というコーナーを放送。「ファンファンタイガース調査隊員」（井上雅雄、狩野、木﨑、毎日放送の制作スポーツ局員、MBSラジオのスタッフなど）が、阪神ファンのリスナーや木﨑以外の芸人から寄せられた質問に沿って関係者への取材を担当している。放送上は井上・狩野・木﨑の3人が揃うことを前提に置いているため、3人のうちスタジオからの生放送へ参加できない人物が電話で出演することや、3人が揃った状況でこのコーナーのみ事前に収録することや、いずれか2人が生放送へ登場することもある。なお、前述したように、ナイターオフ期間には『MBSベースボールパーク』の土曜版へ内包。
2021年までは日曜日に（阪神戦を含めた）ナイトゲームが1試合でも組まれていればカードを問わず中継する体制を講じていたニッポン放送では、この年から自社で中継を放送するカードや時期を絞り込む方針に転換。ナイトゲーム中継の基本放送枠では、野球関連以外で関東ローカル向けの自社制作番組を定期的に編成している。阪神のビジターゲームが関東圏の球場で開催される場合には中継を引き続き制作しているが、2021年まで定着していたMBSラジオとの相互ネット方式ではなく、基本としてMBSへの裏送り（事実上の独占中継）方式で制作。阪神戦以外で日曜日にJRNラインでの中継が可能なカードについても、主にデーゲームとして組まれている。
また、レギュラーシーズンの開幕から7月3日までの日曜日には阪神戦が（MBSラジオでは競馬中継を優先する編成方針のために基本として中継を放送できない）デーゲームとして組まれることが多く、ナイトゲーム中継が実際に発生した日は4月24日しかなかった。MBSラジオでは、このような事情から、阪神が関与しないナイトゲーム中継を日曜日に放送する機会が大幅に減少。5～7月でNPBのナイトゲームが最初から一切組まれていない日曜日には、『番外編』の放送を見送ったり『番外編』の放送時間を短縮したりする一方で、自社制作で野球と無関係の特別番組を『MBSサンデーカルチャーナイト』（ナイターオフ期間限定の特別番組枠）に準ずる方式で以下のように編成することが相次いだ。ただし、特別番組ではいずれも、『ベースボールパーク』日曜ナイトゲーム中継のスポンサーが付いていなかった。
- 5月8日：『namiと夜遊びK-POP～Spice in your heart～』（2021年度に日曜日の深夜で放送されていたレギュラー番組『namiと夜遊びK-POP』からの派生番組）を20:00 - 21:00に編成した関係で、日曜版の放送時間を18:00 - 20:00に短縮。
- 5月15日：日曜版を放送しない一方で、本来は日曜版のフルバージョンを放送する時間帯に以下の番組を編成。
  - 18:00 - 19:55『日本一明るい経済電波新聞番外編・SDGsフォーラム』（毎週日曜日の午前中に放送されている『日本一明るい経済電波新聞』から派生した公開収録方式のシンポジウム）
  - 19:00 - 19:55『kento fukaya presents 「The Idol」 襲来』（kento fukayaがパーソナリティを務めた特別番組）
  - 19:55 - 20:00『MBSニュース』『お天気のお知らせ』（ナイトゲームの中継日には中継カードの5回裏終了後・日曜版の放送日には19:30前後に挿入）
  - 20:00 - 21:00『きたみなのラヂオを作る会』（「きたみな」こと令和喜多みな実がパーソナリティを務めた特別番組）
- 5月22日：『馬野雅行 鉄学の道　臨時急行　第1回関西鉄道好きサミット』（MBSラジオで2021年4月からポッドキャスト向けに配信されている「馬野雅行 鉄学の道」から派生した地上波初の特別番組で同月19日に収録）を20:00 - 21:00に編成した関係で、日曜版の放送時間を18:00 - 20:00に短縮。
- 6月26日：日曜版を放送しない一方で、以下の番組を編成。
  - 18:00 - 19:00『裏方兼聞ROCK!』（2021年度ナイターオフ期間の火 - 木曜日20時台にレギュラーで放送されていた同名番組の特別版）
  - 19:00 - 20:55『お笑いライブハウス「楽屋A」ラジオ選抜芸人の逆襲』（2022年5月オープンのお笑いライブスペース「楽屋A」に所属するメンバーから6月12日開催の「ラジオ特番争奪ライブ」で勝ち残った総勢7組・13名の芸人が出演した特別番組）
  - 20:55 - 21:00『MBSニュース』『お天気のお知らせ』
- 7月3日：日曜版を放送しない一方で、以下の番組を編成。
  - 18:00 - 18:30『林ゆめの教えて!エコノミスト』（『週刊エコノミスト』と連動しながら関西地方のスタートアップ企業のビジネスや展望を紹介する特別番組）
  - 18:30 - 20:55『茶屋町怪談　女性怪談作家スペシャル』
  - 20:55 - 21:00『MBSニュース』『お天気のお知らせ』

NPBでは、6月13日（月曜日）から16日（木曜日）までの4日間をセ・パ交流戦の予備日に設定していた。実際には交流戦の全日程を当初の予定に沿って12日（日曜日）に消化できたため、MBSラジオでは13日の夜間を通常編成に変更。ただし、同日の『MBSマンデースペシャル』枠や、14日から16日までのナイトゲーム中継基本放送枠（17:54 - 21:00）では『番外編』を放送しなかった。7月10日以降の日曜日には、阪神戦が屋外球場でのナイトゲームとして組まれている場合に、『番外編』を阪神戦中継の雨傘番組に設定している。

#### 2023年
日曜版
- 4月2日：金山泉◎、亀山つとむ○、かみじょうたけし、新浜レオン（ゲスト）
- 4月23日（3部構成で17:59 - 20:55に放送）
  - 第1部（18:02 - 19:10の生放送パート）：近藤亨◎、太田幸司○
    - 当日の阪神（バンテリンドーム ナゴヤでの対中日）戦・オリックス（京セラドーム大阪での対西武）戦を含むNPBデーゲーム5試合の結果、ナイトゲーム（神宮球場で18:00に開始のヤクルト対巨人戦）の速報、「今週のタイガース」、「今週のオリックス」を放送していた。
    - この日以降の日曜版では、報道以外のスタジオからの生放送パートを第1部と全編の終盤（後述する第3部終了後の時間帯）に限定。その一方で、前年（2022年）までの日曜版に続いて、レギュラーシーズンの終盤までは阪神主催公式戦ペアチケットのリスナープレゼント企画を実施している。このような事情から、第1部に出演するスポーツアナウンサーは、第1部の時間帯でプレゼントを告知。第3部の放送が終了するまでにリスナーからの応募を受け付けたうえで、終盤の生放送パートで当選者を発表している。

  - 第2部（19:10 - 19:40の事前収録パート）「ファンファンタイガース調査隊」：井上雅雄◎、狩野恵輔○、木﨑太郎（祇園）
  - 第3部（19:40 - 20:50の事前収録パート）「阪神盛り上がっているけどJリーグも盛り上がれ! 大阪ダービー（5月3日にパナソニックスタジアム吹田で組まれているガンバ大阪対セレッソ大阪戦）の直前スペシャル」
    - 安田理大（2022年限りで現役を引退したガンバOB）、東（ダブルヒガシ：セレッソサポーターの代表）、北村（丸亀じゃんご：京都サンガサポーターの代表）
- 5月7日（3部構成で17:59 - 21:00に放送）
  - 第1部（18:02 - 19:20の生放送パート）：金山泉◎、太田幸司○
    - 当日はNPBの公式戦がすべてデーゲームで組まれていたが、マツダスタジアムで予定されていた広島対阪神戦の雨天中止を受けて、オリックス（京セラドーム大阪での対西武）戦を含む全3試合の結果を伝えたうえで「今週のセ・リーグ」「今週のパ・リーグ」を放送した。
    - 第1部の終了後の19:20 - 19:25に、「MBSニュース」と「お天気のお知らせ」をセットで放送。この日以降の日曜版では、「お天気のお知らせ」を内包する場合に、第1部と全編の終盤に出演するスポーツアナウンサーが天気予報を伝えている。

  - 第2部（19:25 - 19:55の事前収録パート）「ファンファンタイガース調査隊」（出演者は前述）
  - 第3部（19:55 - 20:55の事前収録パート）「恵理子とかみじょう　初球セーフティバント!!番外編」：小川恵理子、かみじょうたけし
    - 2021年からRadiotalkで定期的に配信されている『恵理子とかみじょう　初球セーフティバント!!』からのスピンオフ番組で、地上波のラジオでは初めての放送。
- 5月14日（3部構成で17:59 - 21:00に放送）
  - 第1部（18:02 - 18:50の生放送パート）：近藤亨◎、豊永真琴●
    - 当日の阪神（甲子園球場での対DeNA）戦・オリックス（京セラドーム大阪での対ソフトバンク）戦を含むNPBデーゲーム5試合の結果、ナイトゲーム（神宮球場で18:00に開始のヤクルト対中日戦）の速報、「今週のタイガース」を放送。

  - 第2部（18:55 - 19:25の事前収録パート）「ファンファンタイガース調査隊」（出演者は前述）
    - 「MBSニュース」「お天気のお知らせ」については、第2部終了後の19:30 - 19:35にセットで内包していた。

  - 第3部（19:35 - 20:55の事前収録パート）：金山泉◎、小杉竜一（ブラックマヨネーズ）
    - 2人とも自他共に認めるB'zの大ファンであることから、前年（2022年）の『番外編』でも放送されていたB'z関連の企画を編成。
- 6月4日（2部構成で17:59 - 21:00に放送）
  - 第1部（17:59 - 19:05の生放送パート）：三ツ廣政輝◎、豊永真琴●、山田スタジアム
    - 当日の阪神（甲子園球場での対ロッテ）戦・オリックス（バンテリンドーム ナゴヤでの対中日）戦を含むセ・パ交流戦全6試合の結果を伝えた後に、リスナーから募集していたメッセージの一部を紹介。

  - 第2部（19:05 - 20:55の事前収録パート＝5月中に収録）「号外　オリックス・バファローズ通信」：井上雅雄◎、能見篤史○、岡田圭右（ますだおかだ）、石原祐美子（チキチキジョニー）
    - 放送の時点でオリックスに在籍していた現役選手から、比嘉幹貴投手（石原がかねてから「大ファン」と公言しているチーム最年長選手）・山岡泰輔投手・中川圭太内野手に向けて能見と井上がインタビューに臨んだ音源（インターネット上の「MBS NEWS」サイトからの配信用動画と合わせて京セラドーム大阪内で別途収録）を織り交ぜながら放送。「MBSニュース」「お天気のお知らせ」については、第2部の序盤（19:30 - 19:35）にセットで内包していた。
- 6月11日（19:12 - 21:00に生放送）：川地洋平◎、太田幸司○、豊永真琴●、山田スタジアム
  - 当日にデーゲームで開催されたセ・パ交流戦5試合の結果や、翌日（6月12日）から設定されている「MBSラジオ　ドリームウィーク」に関する特別企画の概要を伝える一方で、「MBSニュース」と「お天気のお知らせ」を19:29 - 19:32に内包（天気予報の担当は豊永）。
  - 17:59 - 19:12には、2022年度ナイターオフ期間の日曜版で月に1回放送されていた『鳥谷敬の鳥谷式ラジオ』（詳細前述）を3ヶ月振りに編成した（鳥谷敬○、狩野恵輔○、井上雅雄◎の出演で2023年5月に収録）。
- 6月18日（17:59 - 21:00に生放送）：近藤亨◎、掛布雅之○、松村邦洋、かみじょうたけし
  - 「MBSラジオ　ドリームウィーク」の最終日に編成。セ・パ交流戦全6試合（いずれもデーゲーム）の結果を18時台に伝えてから、前年（2022年）に続いて「三人の掛布さん」などの特別企画を放送する一方で、「MBSニュース」「お天気のお知らせ」を19:30から3分間内包していた。
  - 松村には翌19日（月曜日）以降のスケジュールとの兼ね合いで、新大阪駅から東海道新幹線（東京駅に向けて21時台の前半に発車する最終列車）に乗って18日中に帰京することが求められていたため、放送上は20:45頃まで出演。
- 10月1日（「オリックス優勝おめでとう!3連覇決定試合を流しちゃうぞスペシャル」とのサブタイトルで17:59 - 21:00に放送）：赤木誠◎、太田幸司○
  - オリックスが9月20日（月曜日）の対ロッテ戦（京セラドーム大阪でのナイトゲーム）での勝利によって、パ・リーグでの3連覇を達成したことを記念した特別企画の第1弾。赤木の実況・太田の解説で収録されていたこの試合での実況音源を、編集によって「1回表～3回裏」「4回表～7回表」「（オリックスが勝利を決定付けた）7回裏～8回裏」「9回表～中嶋聡への優勝監督インタビュー」の4本に分割したうえで、生放送による赤木・太田の補足と「MBSニュース」「お天気のお知らせ」（上田崇順が担当）を音源の切れ目に交えながらダイジェスト方式で流した。MBSラジオではこの試合の中継が阪神対巨人戦（甲子園でのナイトゲーム）NRNナイター向け中継の第4予備カードに設定されていた関係で、オリックス3連覇達成の瞬間をリアルタイムで伝えられなかったことによる。
  - 赤木は、毎日放送で60歳（2018年）の正社員定年後に結んでいた「シニアスタッフ」としての契約期間（5年間）を10月31日付で満了。オリックス戦の実況音源を流す前には、10月1日開催のデーゲーム5試合の結果・ナイトゲーム1試合の経過を生放送で伝えていた。
- 10月8日（2部構成で17:59 - 21:00に放送）
  - 第1部（18:02 - 19:25の生放送パート）：三ツ廣政輝◎、太田幸司○
  - 第2部（「長谷川穂積のパウンドフォーパウンドラジオ」の第2弾を19:35 - 20:55に放送）：井上雅雄◎、狩野恵輔○、長谷川穂積
- 10月15日（17:59 - 21:00に生放送）：近藤亨◎、太田幸司○、山田スタジアム、かみじょうたけし、ちゃらんぽらん冨好
  - 当日はセ・パ両リーグともクライマックスシリーズ（CS）ファーストステージの第2戦が組まれていたため、クライマックス・セ（広島対DeNA戦＝マツダスタジアムでのデーゲーム）の結果・経過を伝える一方で、クライマックス・パ（ロッテ対ソフトバンクの第2戦＝ZOZOマリンスタジアムでのナイトゲーム）の速報を放送中に随時挿入。
- 10月22日（事前に収録した企画を2部構成で18:00 - 21:00に放送）
  - 第1部（「MBSフットボールパーク　Jリーグ30周年記念・人物列伝」＝18:00 - 19:30）：ダブルヒガシ東、森島寛晃
    - Jリーグ30年の歴史に大きな足跡を残した関西地方の関係者と、セレッソ大阪サポーターの東による対談シリーズの第1弾。セレッソも12月で設立から30周年を迎えることから、放送時点での代表取締役社長で、『亀山つとむのかめ友 Sports Man Day』（MBSラジオで2009年4月から7年間にわたって毎週月曜日の夕方に生放送）の「かめ友」（レギュラーパートナー陣）に名を連ねていた森島がゲストで登場した。

  - 第2部（「恵理子とかみじょう　初球セーフティバント!!ミュージック」＝19:30 - 21:00）：小川恵理子、かみじょうたけし
    - 「恵理子とかみじょう　初球セーフティバント!!番外編」の第2弾で、2人のターニングポイントになった楽曲や、Radiotalkでのリスナーからあらかじめ募集していたリクエスト曲をエピソードと共に放送。
- 12月24日（「MBSサンデー・カルチャーナイト」枠で20:00  - 21:00に放送）：赤木誠、太田幸司○、豊永真琴◎
  - 赤木が10月31日の毎日放送退社（「シニアスタッフ」としての契約期間満了）をもって野球中継の実況担当を退いたことを受けて、1983年から（正社員定年後の「シニアスタッフ」時代を含めた）41シーズンにわたった赤木のスポーツアナウンサー生活を振り返る目的で、例年は編成しないプロ野球のオフシーズンに放送。

平日版
- 7月14日（金曜日＝2部構成で17:54 - 20:00に放送）
  - 第1部（生放送パート）：三ツ廣政輝◎、河谷麻瑚●、藤林温子●◎、川上千尋（NMB48）
  - 第2部（事前収録パート）「ファンファンタイガース調査隊」（出演者は前述）
    - NPBの一軍公式戦が最初から一切組まれていないことを受けて放送。20:00 - 20:55には、川村卓也（Bリーグコメンテーター）と能政夕介（Bリーグ公式映像の実況アナウウンサー）の出演による『川村卓也のババババスケ!』（Bリーグの魅力を伝えるMBSラジオ制作の特別番組）を編成している。
- 7月21日（金曜日＝17:54 - 20:55に生放送）：三ツ廣政輝◎、亀山つとむ○、河谷麻瑚●
  - この日はNPBオールスターゲーム第2戦（マツダスタジアム）の予備日に設定されていたが、第2戦が前日（20日）に開催されたことを受けて放送。
- 10月2日（月曜日＝「バファローズ通信」とのサブタイトルで19:00 - 20:55に放送）：井上雅雄◎、能見篤史○、石原祐美子（チキチキジョニー）、竹村美緒
  - 前日の日曜版（前述）に続いて、オリックスのパ・リーグ3連覇達成記念企画として編成。当日は広島対阪神戦（マツダスタジアム＝広島のレギュラーシーズン最終戦および広島・一岡竜司投手の引退試合）の予備日に設定されていたが、同カードが前日にデーゲームとして開催されたことを受けて放送。
  - 実際には9月29日（金曜日）に収録されていたため、放送の時間帯には、MBSラジオが『HBCファイターズナイター』（HBCラジオ）への裏送り向けに制作したオリックス対日本ハム戦（京セラドーム大阪でのナイトゲーム）の生中継（実況：赤木、日本ハム側リポーター：近藤亨）で能見が解説。この試合では、竹村も『J SPORTS STADIUM 野球好き』の中継でリポートとインタビューを担当していた。
- 10月6日（金曜日＝17:54 - 20:55）：金山泉◎、岩本勉○、河谷麻瑚●、ちゃらんぽらん冨好
  - 2022年度ナイターオフ期間の日曜版で月に1回放送されていた『岩本勉のレディオ・マイドナ』（詳細前述）を、およそ半月振りに編成。
- 10月10日（火曜日＝17:54 - 20:55）：大村浩士◎、藪恵壹○、亀山つとむ○
  - 2023年のレギュラーシーズン前半戦における阪神の戦い振りを、リスナーや藪・亀山からのリクエストに応じながら『MBSベースボールパーク』の中継実況音源で回顧する企画を中心に構成。当日はNPBレギュラーシーズン最後の試合（楽天モバイルパーク宮城の楽天対ロッテ戦）がナイトゲームで組まれていたことから、この試合の途中経過を随時挿入した。なお、亀山は19:00頃から出演。
  - 10月17日（火曜日）にも、上記の出演者が阪神のレギュラーシーズン後半戦を振り返る『番外編』を17:54 - 20:30に放送。当日はセ・リーグのCSファーストステージ（広島対DeNA戦）の予備日に設定されていたが、広島による第1戦からの2連勝によって15日の第2戦（前述）で決着したため、予備日分のナイトゲーム中継枠を『番外編』の生放送に振り替えた。さらに、予備日の消滅を受けて、『川村卓也のババババスケ!』の第2弾を『番外編』の後枠（20:30 - 21:55）で放送。
- 10月11日（水曜日＝『MBSベースボールパーク番外編　MBSビクトリーパーク』というタイトルで19:00 - 21:55に生放送）：井上雅雄◎、狩野恵輔○、能見篤史○、松村邦洋
  - 外野手として2014年から2019年まで阪神へ在籍した後に、2017年に発症した脳腫瘍によって2023年7月18日に永眠した横田慎太郎（享年28歳）への追悼企画として、阪神への入団記者会見から永眠の前日まで横田に接してきた遠藤礼（『スポーツニッポン』大阪本社の阪神番記者）に対する井上のインタビュー（事前収録）を21時台に放送。
- 10月13日（金曜日＝『MBSベースボールパーク番外編　ミスタータイガースにARE聞きたいねんスペシャル』というタイトルで17:54 - 20:00に生放送）：近藤亨◎、掛布雅之（ミスタータイガース）○、松村邦洋
- 10月16日（月曜日＝19:00 - 20:55に生放送）：川地洋平◎、太田幸司○、豊永真琴●
  - 当初は、セ・リーグCSファーストステージ第3戦中継の雨傘番組として設定されていた。しかし、ファーストステージが第2戦で決着したことを受けて、前述した10月17日と同様に『番外編』の生放送に変更。中継が発生した場合に中継の終了直後から放送する予定だった18時台の定時番組3本（いずれもスポンサー付きの事前収録番組）についても、放送枠を通常の時間帯（『番外編』の前）に戻している。
  - 当日はパ・リーグCSファーストステージ（ロッテ対ソフトバンク）の第3戦がナイトゲームとしてZOZOマリンスタジアムで組まれていたため、放送中にはこの試合の途中経過を随時挿入。
- 10月23日（月曜日＝19:00 - 20:55に生放送）：近藤亨◎、太田幸司○、豊永真琴●
  - 当初は、セ・リーグCSファイナルステージ第6戦中継の雨傘番組として設定されていた。しかし、ファイナルステージで阪神が第1戦からの3連勝によって日本シリーズへの進出を決めたほか、パ・リーグの同ステージでもオリックスが第4戦（10月21日）での勝利によってステージを突破。このような事情から、両リーグのファイナルステージを実況のダイジェスト音源と共に振り返る企画を中心に流していた。MBSラジオでは中継を見送っていたパ・リーグのファイナルステージで、放送の翌週（10月31日）に毎日放送を退社する赤木が実況していた第1戦（セ・リーグ同ステージ中継の予備待機）と第4戦（報道素材として収録）の実況音源も放送。
- 10月24日（火曜日＝2部構成で17:54 - 21:00に生放送）
  - 第1部（「中日ドラゴンズ事件簿2023」と銘打って17:54 - 20:45に放送）：亀井希生◎、近藤亨◎
  - 第2部（20:45 - 21:00）：三ツ廣政輝◎
- 10月25日（水曜日＝2部構成で17:54 - 21:55に放送）
  - 第1部（「関西ドラフト最前線2023」と銘打って17:54 - 21:15に生放送）：金山泉◎、かみじょうたけし
    - NPBドラフト会議の開催を翌日に控えていることを踏まえて、2人が1年間に取材・接触していた関西地方の選手から、指名の有力候補を「高校生」「大学生」「社会人」の順に若干名紹介。

  - 第2部（21:17 - 21:55）：三ツ廣政輝◎、田畑実和
    - オリックス・バファローズの「うたリポ」（歌えるスタジアムリポーター）として知られる田畑に対して、三ツ廣が事前収録のインタビューに臨んだ音源を放送。

  - 当初の予定では、24日・25日ともセ・リーグCSファイナルステージの予備日に充てられていた。
- 10月30日（月曜日＝19:00 - 20:55に生放送）：太田幸司○、豊永真琴●、山田スタジアム
  - 当日は日本シリーズの移動日に当たることから、前日までの試合（第1戦・第2戦）を振り返る企画などを放送。
- 11月6日（月曜日＝「MBSベースボールパーク番外編　38年ぶりのAREのAREスペシャル」として19:00 - 20:55に生放送）：金山泉◎、藪恵壹○、豊永真琴●、山田スタジアム
  - 阪神が前日（11月5日）の日本シリーズ第7戦（京セラドーム大阪での開催分）で「AREのARE」（セ・リーグ優勝からのシリーズ制覇）を1985年以来38年振りに達成したことを受けて緊急生放送。
  - 日本シリーズが第7戦でも決着しない場合には、第8戦（京セラドームでのナイトゲーム）が11月6日に発生する関係で、第8戦の中継に切り替えることを告知。この場合には、金山が第8戦のラジオ中継で実況・藪が解説を担当することが予定されていた。

6月5日（月曜日）は阪神対ロッテ戦（甲子園）の予備日に設定されていたため、2日（金曜日）から組まれていた同カードが4日までに全て消化されていた場合には、金山・豊永・冨好・かみじょうの出演による『番外編』の生放送を19:00 - 20:55に予定していた。しかし、2日に予定されていた第1戦の雨天中止に伴って、5日には2日予定分の阪神戦を17:59から関西ローカル向けに中継（『番外編』を中継の雨傘番組として設定）した（中継の実況担当は金山）。
祝日版
- 9月18日（月曜日・敬老の日＝19:15 - 20:55に生放送）：川地洋平◎、亀山つとむ●、山田スタジアム
  - 阪神が9月14日（木曜日）の対巨人戦（甲子園球場のナイトゲーム）での勝利によって、18年振りのセ・リーグ優勝を決めたことを受けて編成。MBSラジオではこの試合の中継をNRNナイター向けに制作していたが、編成上の事情から『MBSベースボールパーク』での中継終了後に優勝記念特別番組を放送できなかったため、この試合と祝勝会を出演者とリスナーが回顧することを主眼に置いていた。
  - MBSラジオでは19;00から生放送を始めることを想定していたが、当日の14:00から甲子園球場で組まれていた阪神対DeNAのデーゲーム中継を17:53まで放送した関係で、17:43から19:00までの時間帯にレギュラーで編成されているスポンサー付き事前収録番組（全5本）で放送枠の完全スライドを実施。この措置を受けて、当日の『番外編』では放送開始時間を当初の予定から15分遅らせるとともに、放送枠を通常より15分短縮することで対応している。
- 11月3日（金曜日・文化の日＝16:00 - 20:55に3部構成で放送）
  - 第1部（『MBSベースボールパーク番外編　松竹パ・リーグ祭り』を16:10 - 17:54に生放送）：かみじょうたけし、石原祐美子（チキチキジョニー）、池永龍三（コンチェルト）、今成亮太（野球解説者）
    - 当日に長居公園（大阪市東住吉区）で開催の「MBSラジオ秋まつり2023」と連動した特別番組（10:00 - 17:54）の第2部扱いで、MBSラジオの本社スタジオから放送。出演者は放送の時点で全員、松竹芸能に所属している。プロ野球選手時代の前半をパ・リーグの球団（日本ハム）で過ごした後に阪神で現役生活を終えた今成も、引退後の2023年10月からタレント活動のマネジメント業務を同社へ委託。
    - 実際には、16:41頃から『三井ダイレクト損保 presents 強くてやさしい金曜日』（TBSラジオ制作）『MBS交通情報』『お天気のお知らせ』を順次挿入。『お天気のお知らせ』は、通常の金曜日夕方分（『福島のぶひろの、金曜でいいんじゃない?』内の16時台）を担当している前田智宏（毎日放送報道情報局の気象情報部と契約している気象予報士）がMBSラジオのスタジオから伝えるのではなく、日本気象協会関西支部の職員が中継で出演した。通常は金曜分を『金曜でいいんじゃない?』内の17:30前後に「企画ネット方式のストレートニュース」として放送している『ネットワークトゥデイ』については、放送時間を17:15頃に繰り上げたほか、『松竹パ・リーグ祭り』の出演者とニュース担当のアナウンサーによるクロストークを実施。さらに、レギュラー番組の『住之江競艇レース結果・地震防災メモ』『Mラジこどもスマイル!』（いずれも事前収録番組）を17:36以降に内包したため、本編は17:36で終了している。

  - 第2部（生放送パート）：三ツ廣政輝◎、河谷麻瑚●
  - 第3部（「恵理子とかみじょう　初球セーフティバント!!ミュージック」）：小川恵理子、かみじょうたけし
    - 当日は日本シリーズの予備日で、第5戦までの試合が前日（11月2日）までに当初のスケジュールどおりに開催されたことから、甲子園球場開催分（第3 - 5戦）の雨天順延に伴う振り替え試合がナイトゲームとして組み込まれる可能性があった時間帯に第2部と第3部を放送。日本シリーズが4日（日曜日）の第7戦までに決着しない場合には、前述した事情から、2023年シーズンの『番外編』を3日の放送をもって終了する予定になっていた。

##### 備考
レギュラーシーズン中で阪神のナイトゲームが最初から組まれていない日曜日には、月に1回のペースで『夕凪カベポスター』（生放送による2022年度ナイターオフ期間のレギュラー番組）を18:00 - 20:00、『MBSヤングタウンNEXT』（2021年度以降のナイターオフ期間で火 - 木曜日にレギュラーで編成されている生放送番組）を20:00 - 20:55にセットで編成（4月16日・5月21日・6月25日・7月2日・8月27日・9月10日が該当）。日曜日の阪神戦がデーゲームで組まれていた6月までは、両番組を編成しない週にも、以下のような「制作営業番組」を放送することがあった。
- 4月9日（阪神は甲子園球場のデーゲームでヤクルト／オリックスは京セラドーム大阪のデーゲームで日本ハムと対戦）
  - 18:00 - 19:00『武川智美・テンダラー浜本の韓ドラ沼の世界にハマっちゃわナイト 第三夜』
  - 19:00 - 20:00『えつことさんぽ～見て歩いて出会って・春の東大阪編』
    - 「えつこ」（大阪府東大阪市出身の毎日放送アナウンサー・上田悦子）による散策ロケ番組の第1弾

  - 20:00 - 20:55『上泉雄一のええなぁ!世界の展望スペシャル第2弾～アメリカ・中東・中国の展望～』
    - 『上泉雄一のええなぁ!』（放送の時点では平日の早朝に編成）から上泉と石田英司（水・金曜日コメンテーター）が出演したほか、前嶋和弘が「アメリカ」、高橋和夫が「中東」、福島香織が「中国」の事情と展望を解説。

  - 20:55 - 21:00『MBSニュース』『お天気のお知らせ』（『夕凪カベポスター』と『MBSヤングタウンNEXT』をセットで編成する日にも放送）
- 5月28日（セ・パ両リーグの公式戦全6試合をデーゲームとして編成）
  - 18:00 - 19:00『京都の話はあのねのね』
    - 京都市出身の原田伸郎（あのねのね）にとって思い出深い京都の名所に秘められた魅力と歴史を、MBSラジオとKBS京都でレギュラー番組を持つ梅山茜（四国放送出身のフリーアナウンサー）および、京都を知り尽くした若林亮（株式会社らくたび代表取締役）とのトークを通じて紹介する特別番組。

  - 19:00 - 20:00『BALLISTIK BOYZのDing Ding Dongラジオ』
    - BALLISTIK BOYZのメンバーから、日髙竜太と深堀未来が出演。

  - 20:00 - 20:55『kento fukayaの冴えない青春』
    - 前年（2022年）に続くkento fukayaの冠番組で、バッテリィズのエースをゲストに迎えて生放送。バッテリィズは、前週（5月21日）に放送された『MBSヤングタウンNEXT』にも、「マンスリーパーソナリティ」扱いで出演していた。

  - 20:55 - 21:00『MBSニュース』『お天気のお知らせ』

#### 2024年
日曜版
- 3月30日（3部構成で18:00 - 21:00に放送）
  - 第1部（生放送パート＝『MBSベースボールパーク番外編　我らMラジ・トライヨンズも番外編』というタイトルで18:00 - 20:00に編成）：大村浩士◎、藪恵壹○、かみじょうたけし
    - 前週（3月23日）まで放送されていた2023年度ナイターオフ版（「我らMラジ・トライヨンズ」）の設定を引き継ぎつつ、当日の午後に開催されたセ・パ両リーグの公式戦6試合（いずれもレギュラーシーズンの開幕カード第3戦）をテーマに据えた「Today's Baseball Meeting」と、第96回選抜高等学校野球大会（当日の午後にMBSラジオ・毎日放送・GAORAで生中継を実施した報徳学園高等学校対高崎健康福祉大学高崎高等学校の決勝戦をもって閉幕）を振り返る「センバツ高校野球ミーティング」で構成。その一方で、19:40からは『MBSニュース』（担当は上田崇順）と『お天気のお知らせ』（担当は大村）を5分間放送した。

  - 第2部（事前収録パート＝『MBSフットボールパーク　ガンバ大阪スペシャル』というタイトルで20:00 - 20:50に編成）：仙石幸一、下薗昌記
  - 第3部（生放送パート＝『カフを上げても1人ミーティング』と称して20:54 - 21:00に編成）：大村浩士◎
- 4月7日（3部構成で18:00 - 21:00に放送）
  - 第1部（生放送パート＝18:00 - 20：00に編成）：近藤亨◎、太田幸司○、山田スタジアム
    - 19:31からは、『MBSニュース』（担当は大村）と『お天気のお知らせ』（担当は近藤）を5分間放送。

  - 第2部（事前収録パート＝20:15 - 20:50に編成）：赤木誠（放送上の肩書は「毎日放送OB」）、村瀬秀信（ノンフィクション作家）
    - 村瀬が2024年に発表した『虎の血 阪神タイガース、謎の老人監督』（プロ野球の経験が皆無にもかかわらず60歳だった1955年に阪神の一軍監督を務めていた岸一郎をめぐる評伝）に関する特集企画を編成。村瀬がMBSラジオの番組へ出演することは、この企画が初めてであった。

  - 第3部（生放送パート＝20:54 - 21:00に編成）：近藤亨◎
- 4月14日（3部構成で18:00 - 21:00に放送）
  - 第1部（生放送パート＝18:00 - 19:15に編成）：金山泉◎、太田幸司○
    - 19:20からは、『MBSニュース』（担当は大村）と『お天気のお知らせ』（担当は金山）を5分間放送。

  - 第2部（『岩本勉のレディオ・マイドナ』を19:25 - 20:50に編成）：岩本勉、金山泉◎、ちゃらんぽらん冨好、かみじょうたけし
  - 第3部（生放送パート＝20:54 - 21:00に編成）：金山泉◎
- 4月21日（18:00 - 19:00に生放送）：太田幸司○、豊永真琴◎
  - この日から、阪神のナイトゲームが最初から組まれていない日曜日のうち、月に1度は他球団のナイトゲームの有無を問わず『ギャロップの「ぎゃ!」』（2023年度のプロ野球オフシーズンに編成されていた「不惑のMラジ」火曜枠の番組）を19:00 - 21:00に編成[99][100]。当該週では、日曜版を全編生放送の1時間バージョンで編成している。
- 5月5日（2部構成で18:00 - 21:00に放送）
  - 第1部（『我らMラジ・トライヨンズ』を18:00 - 19:25に生放送）：大村浩士◎、藪恵壹○、かみじょうたけし
    - 巨人対阪神戦（東京ドーム）とオリックス対日本ハム戦（京セラドーム大阪）がデーゲームで組まれていたことを受けて、この日唯一のナイトゲーム（神宮球場でのヤクルト対中日戦）速報を兼ねた「Today's Baseball Meeting」と、藪がセ・リーグ6球団、かみじょうがパ・リーグ6球団におけるレギュラーシーズン序盤の戦い振りを5点満点で評価する「プロ野球開幕1ヶ月ミーティング」で構成。

  - 第2部（4月24日に収録された『能見篤史のバファローズ通信』を19:30 - 21:00に編成）：井上雅雄◎、能見篤史○、石原裕美子（チキチキジョニー）
    - 井上が4月24日（水曜日）にオリックス対西武戦（京セラドーム大阪）をNRN向けに取材することを踏まえて、当日の試合前にドーム内の放送席で収録。試合前練習に参加していたオリックスの選手から、宮城大弥投手と紅林弘太郎内野手へのインタビューも実施していた。
      - MBSラジオでは当日にDeNA対阪神ナイトゲーム（横浜）の中継をニッポン放送からの裏送り方式で放送していたが、オリックス対西武戦については予備カードの設定が見送られていたため、他局への裏送り向けを含めて中継を制作していない。

    - 第1部と第2部の合間（19:25 - 19:30）には、『MBSニュース』（担当は藤林温子◎）と『お天気のお知らせ』（担当は大村）を挿入。2023年度のナイターオフ版におけるレギュラー企画（毎週日曜日の『Mラジ・トライヨンズ』と毎月第3土曜日の『バファローズ通信』）の2本立て編成は、この日が初めてであった。
- 5月12日（2部構成で18:00 - 20:55に放送）
  - 第1部（前週に収録された『長谷川穂積のバウンドフォーパウンドラジオ』の第5弾を18:00 - 19:30に放送）：井上雅雄◎、狩野恵輔○、長谷川穂積
  - 第2部（事前に収録された『川村卓也のババババスケ!』を19:30 - 20:55に放送）：川村卓也、能政夕介
    - 『MBSニュース』と『お天気のお知らせ』は、セット編成の単独番組として20:55 - 21:00に放送。
- 5月26日（17:59 - 19:00に放送）：井上雅雄◎、北條史也（阪神→三菱重工West硬式野球部内野手）、坂下真心（NMB48）
  - 19:00 - 20:00には『MラジJO1特番! あなたのもとへHITCHHIKER』、20:00 - 20:55には『MBSヤングタウンNEXT』（5月分）、20:55 - 21:00には『MBSニュース』と『お天気のお知らせ』をセットで編成。
- 6月2日（19:00 - 20:55に生放送）：大村浩士◎、太田幸司○、山田スタジアム
  - この日のNPBでは、一軍公式戦（セ・パ交流戦）の全6試合をデーゲームで開催。このデーゲームをもって、阪神・日本ハム以外の10球団が交流戦の第2カードを終えたため、交流戦の序盤における各球団の戦い振りを阪神・オリックスを中心に回顧している。
- 6月9日（2部構成で17:59 - 20:55に放送）
  - 第1部（17:59 - 19:30に生放送）：井上雅雄◎、亀山つとむ○、木﨑太郎（祇園）
    - 当日にデーゲームで開催されたセ・パ交流戦全6試合の結果を18時台に伝えたほか、通常は亀山に代わって狩野が同席する「Fan Funタイガース調査隊」を19時台に放送。

  - 第2部（事前に収録された『川村卓也のババババスケ!』を19:30 - 20:55に放送）：川村卓也、能政夕介、飯尾文哉（Bリーグ・大阪エヴェッサの選手）
- 6月16日（17:59 - 21:00に生放送）：近藤亨◎、掛布雅之○、松村邦洋、かみじょうたけし
  - 「MBSラジオ　ドリームウィーク」の最終日に当たることから、年に1度の恒例企画である「三人の掛布さん」を中心に構成。19:30からは、『MBSニュース』（担当は大村）と『お天気のお知らせ』（担当は近藤）を5分間放送した。松村は過去の「三人の掛布さん」と同じく、生放送の終盤（20:50頃）に退席したうえで、新大阪駅発東京駅行の東海道新幹線最終便で帰京。
- 10月8日（17:59 - 21:00に生放送）：三ツ廣政輝◎、太田幸司○、豊永真琴●、かみじょうたけし
  - 楽天がパ・リーグのレギュラーシーズンを3位で終えることが前日（10月7日）までに決まっていることを条件に、東北放送の制作で同時ネットを予定していた楽天対オリックス（楽天モバイルパーク宮城）のナイトゲーム中継が、楽天の4位確定（同月1日）に伴って消滅したことを受けて急遽編成。もっとも、楽天ファンのかみじょうが出演していたことから、実際にはこの試合の速報を放送中に随時挿入していた。
  - 20時台には、この年限りでの現役引退を表明していたT-岡田（オリックス外野手）・青木宣親（ヤクルト外野手）に関する特集を放送。MBSラジオでは両選手の引退試合を中継していながら、試合後に組まれていた引退セレモニーの生中継を見送っていたが、この特集では引退セレモニーの報道素材音源から両選手による挨拶の音源を特別に流している。
- 10月13日（19:30 - 20:55に生放送）：近藤亨◎、太田幸司○、ちゃらんぽらん冨好、山田スタジアム
  - 当日は、阪神がセ・リーグのレギュラーシーズン2位で臨むクライマックスシリーズ（CS）ファーストステージ（DeNAとのデーゲーム）第2戦が甲子園球場で組まれていた。MBSラジオではこの試合を14:00から中継したが、実際には中継を18:00まで延長。その関係で、日曜日の16:30以降に編成されているレギュラー番組（事前収録のスポンサー付き番組4本、通信販売関連の番組1本、本来は17時台に組まれている『お天気のお知らせ』『MBSニュース』）を、90分遅れ（放送枠の完全スライド方式）で順次放送していた。このような事情から、『番外編』では放送時間を当初の予定（18:00 - 20:55）から90分短縮した。なお、阪神は前日（10月12日）の第1戦に続いて敗れたことによって、ファーストステージ突破の可能性も日本シリーズ2連覇の可能性も完全に消滅した。

平日版
- 6月3日（月曜日＝『岩本勉のレディオ・マイドナ』を19:00 - 20:55に生放送）：金山泉◎、岩本勉、ちゃらんぽらん冨好、かみじょうたけし
  - NPBはこの日を、ロッテ対阪神戦（ZOZOマリンスタジアム）の予備日に設定。5月31日（金曜日）から6月2日（日曜日）までの3連戦で少なくとも1試合が中止された場合には、振り替え開催分のナイトゲームが18:00から組み込まれることになっていたため、MBSラジオではこの試合を文化放送からの裏送り方式で17:59から中継することを予定していた。実際には、3試合とも成立したことによって予備日自体が消滅したため、「振り替え試合も中止になった場合の雨傘番組」に設定していた『番外編』の生放送に切り替えている。
  - 『岩本勉のレディオ・マイドナ』としてはナイターオフ版を含めても初めての生放送だが、冨好は他のスケジュールとの兼ね合いで19:27頃から出演。
- 6月10日（月曜日＝『岩本勉のレディオ・マイドナ』を19:00 - 20:55に生放送）：近藤亨◎、岩本勉、ちゃらんぽらん冨好、森脇健児
  - NPBはこの日を、阪神対西武戦（甲子園）の予備日に設定。6月7日（金曜日）から9日（日曜日）までの3連戦で少なくとも1試合が中止された場合には、振り替え開催分のナイトゲームが18:00から組み込まれることになっていたため、MBSラジオではこの試合を17:59から自社制作で中継することを予定していた。実際には、3試合とも成立したことによって予備日自体が消滅したため、前週に続いて『レディオ・マイドナ』を生放送。
- 7月18日（木曜日＝3部構成で17:54 - 21:00に放送）
  - 第1部（生放送パート＝17:54 - 18:15）：河谷麻瑚●
  - 第2部（事前に収録された『能見篤史のバファローズ通信』を18:15 - 19:30に放送）：井上雅雄◎、能見篤史○、石原裕美子（チキチキジョニー）
    - 能見は放送上、オリックスの本田仁海投手・西野真弘内野手へのインタビュー（6月25日に京セラドーム大阪で組まれていたソフトバンクとの試合前に収録された）パートにのみ出演。

  - 第3部（事前に収録された『川村卓也のババババスケ!』を19:30 - 21:00に放送）：川村卓也、能政夕介、ニコラス武（早稲田大学の米式蹴球部員）
    - NPBがこの日に一軍の公式戦を一切組んでおらず、雨天で中止になった試合の予備日にも設定していないことを受けての自主編成。河谷は、第1部で阪神タイガースの情報を伝えた後に、21:00から『MBSベースボールパークEXトラ!』（本来はナイトゲーム中継の後座番組）のフルバージョン（21:55までの生放送）でパーソナリティを務めている。
- 10月9日（水曜日＝事前収録番組の2部構成で17:54 - 21:00に放送）
  - 第1部（『やったるで!エヴェッサラジオ』＝17:54 - 19:30）：能政夕介、合田怜（大阪エヴェッサ選手）、牧隼利（大阪エヴェッサ選手）
  - 第2部（『長谷川穂積のパウンドフォーパウンドラジオ』＝19:30 - 21:00）：長谷川穂積、井上雅雄◎、狩野恵輔○
- 10月10日（木曜日＝17:54 - 21:00に2部構成で生放送）
  - 第1部（スタジオパート＝17:54 - 19:00）：藪恵壹○、弘松優衣●
  - 第2部（公開生放送パート＝19:00 -21:00）：掛布雅之○、藪恵壹○、近藤亨◎、森たけし
    - セ・リーグのCSファーストステージが10月12日（土曜日）から組まれていることを踏まえて、『タイガースファンの皆様！秋（あき）らめないで！クライマックスシリーズを906倍 いや1179倍楽しませます』[101]と銘打った公開生放送を、「ちゃプラステージ」（毎日放送本社M館1階）から実施している。なお、本番後（21:00以降）に「スペシャルアフタートーク」（上記の出演者による「ちゃプラステージ」内でのオフエアイベント）を開催。
      - 公開生放送の実施に際しては、観覧席のうち30席を「プレミアムシート」（藪・森のサインボールプレゼントなどの特典が付いた有料席）に設定したうえで、「プレミアムシート」のチケットを9月27日からイープラスで発売。また、複数のスポンサーからのインフォマーシャル（生CM）のパートを随所に設けていて、かつて読売テレビのアナウンサーだった森がこのパートを進行していた。ちなみに森は、阪神の大ファンであることを同局への入社後から公言しているが、ラジオの公開生放送へ参加することはこの日が初めてだった。
- 10月16日（火曜日＝17:54 - 21:00に生放送）：太田幸司○、森本栄浩◎、かみじょうたけし
  - 当日はセ・リーグCSファーストステージの予備日に設定されていたため、雨天中止分などの振替試合がナイトゲームとして発生した場合には、この試合の生中継を優先することになっていた。実際には、ファーストステージが第2戦（10月13日）で終了したため、当初の予定に沿って『番外編』を生放送。
- 10月16日（火曜日＝17:54 - 21:00に生放送）：太田幸司○、森本栄浩◎、かみじょうたけし
  - 当日はセ・リーグCSファーストステージの予備日に設定されていたため、雨天中止分などの振替試合がナイトゲームとして発生した場合には、この試合の生中継を優先することになっていた。実際には、ファーストステージが第2戦（10月13日）で終了したため、当初の予定に沿って『番外編』を生放送。
- 10月22日（火曜日＝『岩本勉のレディオ・マイドナ』を17:54 - 21:00に生放送）：岩本勉、赤木誠、金山泉◎、ちゃらんぽらん冨好
- 10月23日（水曜日＝17:54 - 21:00に生放送）：亀山つとむ○、岩本勉、井上雅雄◎、松村邦洋
  - NPBでは両日とも、セ・リーグCSファイナルステージ・巨人対DeNA戦の予備日に設定。MBSラジオでは、ファイナルステージの全試合（東京ドームでのナイトゲーム）でニッポン放送制作分中継の同時ネットを実施していた。もっとも、このステージが10月21日（月曜日）の第6戦で決着したことを受けて、中継のネット受けを予定していた時間帯に『番外編』を生放送。
- 10月24日（木曜日＝「ドラフト会議スペシャル」として17:54 - 21:00に生放送）：藪恵壹○、金山泉◎、山田スタジアム、かみじょうたけし
  - 当日は2024年のNPBドラフト会議の開催日で、放送中に2巡目以降の指名が執り行われたことから、阪神を中心に指名の速報を随時挿入。19時台の後半には東京に滞在していたかみじょう、20時台の後半には神戸国際大学附属高校を取材していた森本栄浩◎が電話で出演した。
- 10月28日（月曜日＝「今夜は秋の夜長のドラ談議」というサブタイトルで19:00 - 20:55に放送）：近藤亨◎、亀井希生◎
  - 当日が2024年日本シリーズの予備日に当たることから、亀井が学生時代から応援している「ドラ」（中日ドラゴンズ）に特化した企画の第4弾を、日本シリーズ開幕の前日（10月25日）に収録したうえで放送。
- 11月1日（金曜日＝17:54 - 21:00）
  - 第1部（生放送パート＝17:54 - 19:40）：太田幸司○、近藤亨◎、山田スタジアム
    - 当日が2024年日本シリーズの移動日に当たることを踏まえて編成。

  - 第2部（事前収録による「野球好きミュージシャン」へのインタビューパート＝19:40 - 21:00）：武市和希（ロックバンド「mol-74」のヴォーカル・ギター・キーボード担当）、真田ナオキ

土曜版
- 11月2日（事前収録の「恵理子とかみじょう　初球セーフティバント!!」を『豊永真琴のMBSミュージックパーク　延長スペシャル』の後半に放送）：小川恵理子、かみじょうたけし
  - 当日は2024年日本シリーズの第6戦（DeNA対ソフトバンクのナイトゲーム）が横浜スタジアムで組まれていたため、MBSラジオではニッポン放送制作分中継の同時ネットを予定していた。このような事情から『豊永真琴のMBSミュージックパーク　延長スペシャル』を「2部構成の雨傘番組」として設定していたが、第6戦の雨天順延が決まったことを受けて、『延長スペシャル』を17:59 - 21:00に放送することになった。ちなみに、『延長スペシャル』の前半は生放送で、豊永真琴○と近藤亨◎が出演。

祝日版
- 4月29日（月曜日＝昭和の日、19:00 - 20:55に生放送）：太田幸司○、豊永真琴●
  - 当日の18:00からネット受けを予定していた広島対阪神ナイトゲーム中継（RCCの制作でマツダスタジアムから放送）の雨傘番組で、この試合の雨天中止が早々に決まったことから、MBSラジオ本社スタジオからの生放送に切り替えた。
- 5月6日（月曜日＝子どもの日の振替休日、19:00 - 20:55に生放送）：太田幸司○、豊永真琴●、山田スタジアム
  - MBSラジオの制作で当日の18:00から予定していた阪神対広島ナイトゲーム中継（甲子園）の雨傘番組で、この試合の雨天中止に伴って生放送。前後の時間帯にレギュラーで編成されている収録番組については、前週（4月29日）に続いて、スポンサーの有無にかかわらず本来の時間帯で放送された。
- 7月15日（月曜日＝海の日、19:00 - 20:55に生放送）：金山泉◎、太田幸司○、山田スタジアム
  - 当日のNPBでは、巨人対阪神戦（東京ドーム）を「14:00開始のデーゲーム」、DeNA対広島戦（横浜）を「17:45開始の薄暮試合」、（ベルーナドームの西武対オリックス戦を含む）4カードを「18:00開始のナイトゲーム」として編成。MBSラジオでは巨人対阪神戦を13:55以降に自社制作で中継した一方で、他の5試合については、途中経過を『番外編』の中で伝えるだけにとどめた。
- 9月16日（月曜日＝敬老の日、19:15 - 20:55に生放送）：太田幸司○、豊永真琴●、山田スタジアム
  - NPBの一軍公式戦全6試合がデーゲームとして組まれたことに伴う編成。MBSラジオでは、阪神対ヤクルト戦（甲子園）を自社制作（毎日放送テレビとのサイマル方式）で13:55以降に中継していた。
  - 当初は『番外編』を19:00から放送することが告知されていたが、実際には阪神戦のラジオ中継を17:53まで延長。その関係で、『ネットワークトゥデイ』（デーゲーム中継に伴って17:40から3分間放送する予定だった単独番組扱いのニュース）および、月曜日で17:43 - 19:00の時間帯に編成されているレギュラー番組5本（いずれも事前収録のスポンサー付き番組）が、当初の予定から13 - 15分遅れで順次放送されていた。さらに、月曜日には21時台にも事前収録のレギュラー番組が3本編成されていることから、『番外編』では放送時間を当初の予定から15分短縮している。
- 9月23日（月曜日＝秋分の日の振替休日、19:00 - 20:55に生放送）：太田幸司○、豊永真琴●、山田スタジアム
  - NPBの一軍公式戦のうち、セ・リーグの全3試合がデーゲームとして組まれたことに伴う編成。MBSラジオでは、阪神対巨人戦（甲子園）を自社制作で13:55から17:38まで中継していた。
  - 当初は豊永と山田のみで進行することが告知されていたが、実際には太田も全編にわたって出演した。
    - 当日は、オリックス対ソフトバンク戦が京セラドーム大阪で18:00から開催。この試合では、MBSラジオがRKBラジオへの裏送り向けに中継の制作を予定していて、太田が解説・森本栄浩が実況を担当することになっていた。ところが、ソフトバンクがパ・リーグの優勝マジック2でこの試合に臨むことが前日（9月22日）に確定したため、RKBでは実況アナウンサー（茅野正昌）と解説者（浜名千広）を京セラドーム大阪へ急遽派遣。MBSから技術協力とベンチリポーター（近藤亨）の派遣を受けたうえで、この試合の北部九州ローカル向け中継を自社で制作することを決めたため、太田による『番外編』への出演が可能になった。なお、ソフトバンクはこの試合でオリックスに勝利した結果、4年振りのパ・リーグ優勝を自力で決めている。
- 10月14日（月曜日＝スポーツの日、19:00 - 20:55に生放送）：太田幸司○、豊永真琴●、山田スタジアム
  - 当日は、2024年のパ・リーグCSファーストステージ第3戦（エスコンフィールド北海道での日本ハム対ロッテ戦）をデーゲームとして開催。MBSラジオではこの試合の中継を放送しない代わりに、試合の経過と結果を『番外編』の中で伝えていた。
- 11月4日（月曜日＝文化の日の振替休日）
  - 『MBSラジオ秋まつり2024第2部　MBSベースボールパーク番外編　松竹パ・リーグ祭り』（MBSラジオ本社のスタジオから16:00 - 17:43に生放送）：かみじょうたけし、小川恵理子、今成亮太、にしね・ザ・タイガー
    - 通常編成では『金村義明のええかげんにせぇ〜!』内で放送されている「ポチッとMini枠」（月曜分）「MBS交通情報」（17時台）「ネットワークトゥデイ」を内包。

  - 『MBSベースボールパーク番外編』（19:00 - 20:55に生放送）：太田幸司○、馬野雅行◎、豊永真琴●
    - 毎日放送正社員としての定年を2025年7月に控えている馬野が、2024年9月14日の『MBSベースボールパーク』（甲子園球場での阪神対広島デーゲーム中継）をもって野球中継の実況を勇退したことを受けて、本人の実況を同録音源と共に振り返る企画を中心に放送。
    - 当日は2024年日本シリーズの予備日に設定されていたが、日本シリーズが前日（11月3日）の第6戦で決着。この結果を受けて、MBSラジオが11月5日（火曜日）から2024年度のナイターオフ編成へ本格的に移行したため、2024年シーズンにおける『番外編』の放送が事実上終了した。

##### 備考
2023年度と同様に、レギュラーシーズン中で阪神のナイトゲームが最初から組まれていない日曜日の夜間には、『ギャロップの「ぎゃ」』と『MBSヤングタウンNEXT』を原則として月に1回ずつ放送。『MBSヤングタウンNEXT』の放送枠は20:00 - 21:00で、『番外編』では、少なくともいずれか一方の番組を放送する日に放送時間の調整（全編生放送方式での短縮）か休止で対応している。さらに、両番組と並行しながら、以下の「制作営業番組」も随時放送。「不惑のMラジ」では『ギャロップの「ぎゃ」』を生放送番組として編成しているが、『ギャロップの「ぎゃ」』を単独番組として上記の放送枠へ組み込み場合には、放送の前に収録することがある（前述した4月21日放送分が該当）。
- 4月28日（NPBの全6試合をデーゲームで編成）
  - 「『ありがとう浜村淳です』50周年記念公演」のダイジェスト番組（18:00 - 20:00）
    - 4月15日（月曜日）に「SkyシアターMBS」（MBSメディアホールディングスが3月24日からJPタワー大阪内で運営している劇場）で開かれた「SkyシアターMBSオープニングシリーズ　ありがとう浜村淳です50周年記念公演・世紀半ば・道半ば・今日のあなたにありがとう!」の収録音源を、2時間に編集したうえで放送[103]。ちなみに、『ありがとう浜村淳です』は平日でのレギュラー編成を放送50周年の節目（2024年3月）で終えたが、翌4月以降も週1日（土曜日）限定で生放送を続けている。

  - 『MBSヤングタウンNEXT』（20:00 - 21:00、パーソナリティ：豪快キャプテン）
- 5月19日（NPBの全6試合をデーゲームで編成）
  - 『ナイチンゲールダンスの絶対ラジオやったほうがいいよ』（18:00 - 19:00）
  - 『ギャロップの「ぎゃ」』（19:00 - 20:55）
- 6月23日（NPBの全6試合をデーゲームで編成）
  - 『空前メテオの唾は青』（18:00 - 19:00）
  - 『ギャロップの「ぎゃ」』（19:00 - 20:55）
- 6月30日
  - NPBが編成している6試合のうち、（神宮球場でのヤクルト対阪神戦を含む）5試合をデーゲームで開催。ロッテ対オリックス戦（ZOZOマリンスタジアム）のみナイトゲームであったが、ラジオ中継自体が最初から予定されていなかったため、試合の時間帯に以下の番組を編成。
    - 『中西正男のエラいすんまへん…。』（18:00 - 20:00）
      - 2023年度ナイターオフ期間の『不惑のMラジ』で、水曜枠に編成されていた生放送番組。2024年度のナイターイン編成では、『ギャロップの「ぎゃ!」』と同じパターンで、月1回の放送へ移行している。ちなみに、移行後の初回は4月27日（土曜日）の19:00 - 21:00に生放送。

    - 『MBSヤングタウンNEXT』（20:00 - 21:00）
- 7月14日
  - 6月30日と同様の事情から、以下の番組を編成した。ちなみに当日は、中日対阪神戦（バンテリンドーム ナゴヤ）が14:00開始のデーゲーム、ロッテ対オリックス戦（ZOZOマリンスタジアム）が17:00開始の薄暮試合として組まれていた。
    - 『ごぶごぶフェス2024 たっぷり聞かせますラジオ』（18:00 - 20:00）
      - 『ごぶごぶ』（毎日放送のオールロケ番組）にレギュラーで出演している浜田雅功（ダウンタウン）が2023年に『ごぶごぶラジオ』（MBSラジオでの関連番組）で発案したことがきっかけで、2024年5月11日（土曜日）・12日（日曜日）に万博記念公園もみじ川芝生広場特設ステージで開催された「ごぶごぶフェス2024」（野外型の音楽フェス）のMBSラジオにおけるダイジェスト版。『ごぶごぶラジオ』のレギュラー出演者（浜田、ライセンス、どりあんず、ゲラゲラ星人）が一堂に会した収録番組で、テレビでは6月29日（土曜日）に、毎日放送が『ごぶごぶ』のレギュラー放送枠（1時間）を2時間に拡大したうえでダイジェスト版を編成していた（他のTBSテレビ系列局の一部でも後日に遅れネット方式で放送）。

    - 『MBSヤングタウンNEXT』（20:00 - 21:00、パーソナリティ：清川雄司、やました）
- 8月18日
  - オリックス対日本ハム戦（京セラドーム大阪）が13:00開始、中日対阪神戦（バンテリンドーム ナゴヤ）が14:00開始のデーゲームとして組まれていた。MBSラジオでは、編成上の事情からいずれの試合も中継しない一方で、以下の番組を18:00以降に放送。
    - 『中西正男のエラいすんまへん…。』（18:00 - 20:00）
    - 『MBSヤングタウンNEXT』（20:00 - 21:00、パーソナリティ：うただ）
      - 朝日放送ラジオでは、ナイトゲームの中継枠を17:55以降の時間帯に編成。文化放送の制作によるNRNナイター（神宮球場のヤクルト対広島戦中継）をメインカード、同局制作のDeNA対巨人戦（横浜）中継を第1予備カード、東北放送制作の楽天対西武戦（楽天モバイルパーク宮城）中継を第2予備カードに設定していた。実際には、ヤクルト対広島戦の中継を放送。

### 主な企画・コーナー
ナイターオフ版から「ウィークリータイガース」（2015年度・2017年度）「スポーツのアナ」（2015 - 2017年度）「特集・ボールパーク」（2018年度）を継承するものの、プロ野球シーズンに合わせて、放送当日までの阪神の戦い振りを振り返る内容で放送する。
日曜日にプロ野球のデーゲームを開催している場合には、オープニングでアナウンサーが全試合の途中経過・結果を報告。また、2015年までの『番外編』に続いて、19:00頃には当日出演のスポーツアナウンサー（日曜版）や豊永（平日版）がスタジオから「MBS交通情報」を伝える。ちなみに、市川が日曜版のアシスタントを務めていた時期には、市川が日曜版内の交通情報も担当。
阪神のデーゲームが18:00以降も続いている場合には、2017年度まで、報道用素材収録・他局への裏送り中継用の実況を関西ローカル向けの中継に切り替えたうえで、試合終了まで放送してから本編に入っていた。2018年度からは、このような措置を講じずに、本編の中でスタジオから途中経過と結果を伝える。
2020年度には、「朝刊三冠王」（放送日の朝刊・インターネットの配信記事からスポーツ関連の話題を3項目紹介するコーナー）を番組の序盤、「思い出ボールパーク」（プロ野球に関する思い出のシーンをテーマにリスナーからのメッセージを紹介するコーナー）を番組の中盤以降に共通企画として組み込んでいる。

#### 出演者がメインで進行する企画
2015年度のナイターオフ版に続いて、番組の後半には、当日の出演者がメインで進行する企画を放送する。

##### 2016年度
- 「ヤブー知恵袋」：2015年度のナイターオフ版から一転して、阪神の戦い振りの検証に主眼を置く。また、藪の好きな楽曲を1曲ずつ紹介したうえで、その曲の一節を流すことでコーナーを締めくくる。
- 「カメのお・告・げ」：亀山が「枚方リトルリーグ」の監督として少年野球世界大会で優勝した経験を持つことにちなんで、2015年度ナイターオフ版で定期的に放送していた「教えて!カメ先生」（少年野球の選手・保護者から寄せられた野球に関する質問に答える企画）を中心に構成。亀山が今後歌ってみたい楽曲の一節を流すことで、コーナーを締めくくる。
- 「金村義明の今だから言えるプロ野球講座」：近鉄バファローズ・中日ドラゴンズ・西武ライオンズでのプレーを経験した金村が、『80年代パ・リーグ 今だから言えるホントの話』（当番組の開始直前に東京ニュース通信社から発売した自身の著書）で取り上げきれなかった秘話（近鉄選手時代の経験談・当時のチームメイトにまつわるエピソードなど）を紹介。「幸司・たけしの言いたい放談」と同様に、テーマが書かれた紙を抽選箱から引いた後に、そのテーマに沿ったトークを展開する。
- 「DJモトオのコーナー」：安藤の人生を彩った洋楽から、共演者やリスナーにお勧めしたい複数の楽曲を、折々のエピソードを交えながら複数のパートにわたって紹介する。前述した「DJモトオの今週の1曲」に続いて、安藤が選曲も担当。パートが始まるたびに、「ミスター・ロンリー」をBGMに流しながら、当日出演のスポーツアナウンサーが『JET STREAM』（TOKYO FM制作、MBSの地元・大阪地区ではFM OSAKAで放送）調の口上を述べた後に本編へ入る。
- 「一枝修平の多事争論」：かつてMBSラジオで放送された『熱血!!タイガーススタジアム』（2006 - 2008年度ナイターオフ版）内で、一枝をはじめ、当時のMBS野球評論家が日替わりで担当していた評論企画を一枝バージョンで復活。

この他にも、プロ野球実況の修業を兼ねて2016年からオリックスの取材・報道用素材向け実況を担当する森本尚太が、「俺の『俺のオリックス』」（森本が注目する同球団選手の紹介企画）にのみ出演。パシフィック・リーグ（パ・リーグ）の東北楽天ゴールデンイーグルスファンを公言するかみじょうが出演する場合には、「パ・リーグもみんなでホームイン!」（2015年までの『番外編』で放送されてきた「MBSベースボールパ・リーグ」の後継企画）や「俺のイーグルス」（かみじょうが注目する楽天の選手を紹介する企画）も組み込んでいた。

##### 2017年度
- 「ヤブー知恵袋」：2016年度に続いて、阪神の戦い振りを検証していた。
- 「楽天ボーイかみじょうの今日の楽天的ひとこと」：楽天の戦い振りや選手を深く掘り下げるほか、かみじょうがこのシーズンから「文春オンライン」上で連載しているコラムの内容や、楽天の本拠地・仙台で制作される同球団関連の番組へ出演した際のエピソードを随時紹介していた。
- 「選手を診察 八木クリニック」：2016年度ナイターオフ版で八木が阪神の選手・チームに向けてひねり出した“処方箋”をベースに、放送時点までの当該選手のプレー・成績から“処方箋”の効果を検証する企画「八木クリニック 処方箋検証スペシャル」と、特定の選手を改めて“診察”する「選手を再診察 八木クリニック」の2部構成で放送。後者では、阪神以外の球団で一軍に台頭している若手選手も“診察”の対象に加える[105]。
- 「金村さん、事件です!」：2016年度ナイターオフ版・日曜日に続いて、金村が出演する場合に放送。ただし、2017年度プロ野球シーズン中のトピックにちなんだ事件的エピソードを取り上げるほか、金山以外のアナウンサーも随時パートナーを務めた。

この他にも、以下のように、『番外編』オリジナルの企画を随時放送していた。
- 「宮前見る前男前」：宮前が『ちちんぷいぷい』（MBSテレビ平日午後の情報番組）で2016年10月から毎週金曜日に「スポーツのおっちゃん」名義で担当している「フレフレスポーツ! 宮前見る前」から派生した企画。1985年に毎日放送へ入社した後に、全国向けスポーツ中継（プロ野球・選抜高校野球・2007年世界陸上大阪大会・世界バレーなど）のディレクター・プロデューサーやスポーツ局の記者を歴任した宮前が、過去に取材したスポーツ関係者の「男前（器量の大きさを感じるような）」エピソードを語っていた。
- 「金山泉のなんでもサイコーランキング」：放送時点まで阪神が消化した公式戦を対象に、同球団の歴史を加味しながら金山が独断で選んださまざまなジャンルのランキングを、『MBSベースボールパーク』の実況音源とともに紹介した。タイトルおよび企画趣旨の「ランキング」にちなんで、テーマソングには、かつてMBSテレビでも放送された『ザ・ベストテン』（TBS制作）のオープニングテーマ曲（作曲：服部克久）を使用。
- 「あんなこと、こんなこと、あかぎまこと」：赤木が出演する場合に、「スポーツのアナ」枠の企画として放送。2017年度で毎日放送への入社37年目、スポーツ中継に携わって35年目の赤木が、プロ野球を中心にスポーツ中継・取材でのエピソードや思い出話を語っていた。

##### 2018年度
- 「プロ野球チップスのコーナー」：日曜版の20時台後半に放送。市川と当日出演の解説者が「プロ野球チップス」（カルビー）を食べながら、各自で開封した袋に付いている「プロ野球カード」の選手名やプロフィールを披露していた。
- 「情熱狩野大陸」：2018年度ナイターオフ・土曜版第2部『茶屋町 KEISUKE BAR』の母体になったフリートーク企画で、互いに同い年の金山と狩野が共演した回に放送。

##### 2019年度
- 「私、藤林虎子が電話します!!」：『ミント!』（2019年4月からMBSテレビが平日の夕方に放送中の総合情報番組）の月曜日で藤林が担当している「ぶち破れ! 私、藤林虎子になります!!」（藤林による阪神関係者・ファンへの取材を中心に構成される阪神応援・情報コーナー）からのスピンオフ企画で、日曜版に放送。同年に井上・狩野と並んで「タイガース全力応援宣言　ぶち破れ!2019 MBSがヤル」（毎日放送グループによる阪神の応援キャンペーン）のキャンペーンキャラクターへ起用された藤林が、「虎子（TORACO＝阪神を熱心に応援する女性ファン）」の目線に近付くべく、先輩格の女性ファンから電話を通じて「虎子」になるための心得などを聞いた。
- 「あの素晴らしい野球をもういっちーど」：プロ野球や高校野球の取材経験が豊富な市川が出演する場合に放送。市川が過去の取材でとりわけ印象に残った選手・監督のエピソードを披露する。市川の愛称（いっちー）や「あの素晴らしい愛をもう一度」（加藤和彦と北山修が連名で発表したフォークソング）にちなんだコーナータイトルを、同曲のメロディに乗せて市川がタイトルコール代わりに歌うことが特徴。
- 「三ツ廣政輝（みつひろ　まさき）のまさに気になるトピックス」：2019年からスポーツアナウンサーとしての活動を始めた三ツ廣が、『MBSニュース』の後に本編へ出演する場合に放送。プロ野球について自身が気になるトピックス（主に阪神二軍の状況）を取材した成果を報告するとともに、実況・ベンチリポート・ヒーローインタビュアーを担当した中継でのエピソードを紹介した。

## 年末年始の特別番組
- 2015年12月30日（水曜日）には、年末特別番組として、10:30 - 17:43に『MBSベースボールパーク みんなでスポーツ総決算!』を編成。生放送のスタジオパートには、2015年度『ホームイン』のレギュラー陣から藪・亀山・山田スタジアム（山スタ）・かみじょう・豊永（15時台まで）・市川（16時台以降）が登場。スポーツアナウンサーからは、レギュラー陣最年少の金山（11時台まで）と、非レギュラー組で50代の馬野雅行（12時台 - 15時台）・森本栄浩（16時台以降）が出演した。また、『いっしょにええなぁ!』から上泉、『MBSベースボールパーク番外編』日曜版からちゃらんぽらん冨好も登場。企画ごとにキーワードを設けたうえで、以下の企画を放送した。
  - オリックス・バファローズ 福良淳一監督が誓う2016年シーズン（11時台前半） - 事前収録のインタビュー企画で、スポーツアナウンサーとしてオリックス・ブルーウェーブの現役選手時代の福良を取材していた上泉が、インタビュアーを担当。
  - 大畑大介（MBSテレビの全国高校ラグビーハイライト番組キャスター）のラグビー講座（11時台後半） - 第95回大会を開催中の東大阪市花園ラグビー場第1グラウンド放送席からの生中継で、森本栄浩と市川も出演。
  - 〜江本孟紀・松村邦洋・増田英彦　歳末ビッグ3スペシャル対談〜「2016阪神タイガースを10倍楽しく聴く方法!」（12時台）- 事前収録による対談企画。　
  - “レジェンド”山本昌（2015年で現役を引退した元中日ドラゴンズ投手）が語る32年のプロ野球人生 - 事前収録のインタビューで、山本昌と同学年かつ名前が「マサ」つながりの馬野がインタビュアーを担当。
  - 山田哲人（兵庫県宝塚市・履正社高校出身の東京ヤクルトスワローズ内野手）が振り返る「“トリプルスリー”の真実」（14時台後半　- 15時台） - 事前収録のインタビューで、井上と山スタがインタビュアーを担当。
  - 『MBSベースボールパーク番外編』日曜版レギュラー陣（冨好・山スタ・かみじょう）が語り尽くす“高校野球100年”（16時台以降） - 山スタと『番外編』日曜版アシスタントの市川が進行を担当。高校野球に詳しく、『番外編』日曜版で近藤亨不在時のパーソナリティ代理を務める森本栄浩も、「森本スタジアム」[106] という名義でパネラーとして参加した。
- 2016年1月1日（金曜日）には、年始特別番組として、16:35 - 17:43に『新春スペシャル! タイガースの夜明けや～!!金本監督といっしょに みんなでホームイン!』を編成。MBSラジオの野球解説者から一軍監督として阪神に復帰した金本知憲と、広島東洋カープの現役選手時代のチームメイトだった西山秀二（毎日放送の関連会社・GAORAおよびラジオ日本野球解説者）をゲストに迎えるとともに、市川が進行役を務めた。また、『みんなでホームイン!』名義の番組では2016年で最も早く放送されたことから、対談の合間には、レギュラーパーソナリティからリスナーや金本に向けたメッセージを随時流した。
- 2016年12月30日（金曜日）には、10:30 - 16:30に『MBSベースボールパーク みんなでスポーツ総決算!』を放送。2016年度『ホームイン』のレギュラー陣から安藤・八木・豊永・市川・馬野・仙田・山スタが交互に登場した[107] ほか、2015年度のレギュラーだった増田などの出演で、以下の企画を放送した[108]。
  - 「リオ五輪の熱狂を再び!金メダルシーンをもう一度」（10時台後半） - 同年8月に開かれたリオデジャネイロオリンピックの実況を収録した音源から、日本代表選手が金メダルの獲得を決めたシーンを紹介した。
  - 「25年ぶりのリーグ制覇に貢献！広島カープ“新井貴浩”が今シーズンを語る」（11時台前半） - 2008年から2014年まで阪神へ在籍した経験を持つ新井に対する事前収録のインタビューで、市川がインタビュアーを担当。
  - 「“番長”三浦大輔が語る25年のプロ野球人生」（12時台前半） - 奈良県出身で、25年間のプロ野球投手生活を横浜大洋ホエールズ→横浜ベイスターズ→横浜DeNAベイスターズで全うした三浦に対する事前収録のインタビューで、馬野がインタビュアーを担当。
  - 「オリックス・バファローズ 田口壮ファーム監督が語るこの1年」（13時台前半） - 当番組の前身に当たる『with…夜はラジオと決めてます』（MBSラジオで2012年度のナイターオフ期間に放送された生ワイド番組）火曜日のパーソナリティなどを経て、2016年から指導者として現場復帰を果たした田口に対する事前収録のインタビューで、馬野がインタビュアーを担当。
  - 「金本知憲が語る“超変革”のシーズン」（14時台前半） - MBSラジオのゲスト解説者などを経て、2016年から一軍監督として阪神へ復帰した金本が、“超変革”というスローガンを掲げて戦ったシーズンを振り返る事前収録のインタビュー。本編に出演しない亀山がインタビュアーを務めたほか、後半には、この年限りで投手からファーム育成コーチに転身した福原忍に対する市川のインタビュー音源も放送した。
  - 「号外ますだスポーツ」（14:45以降） - 年末年始に生放送の特別番組に1コーナーとして組み込まれるのは、前身の「週刊ますだスポーツ」時代を含めても初めて。また、2015年度『ホームイン』火曜日のレギュラーメンバーだった増田・安藤・仙田・豊永が、2016年度初めての共演を果たした。
- 2017年12月29日（金曜日）には、10:30 - 16:00に『2017スポーツ総決算～来年は1位じゃなきゃダメなんです!スペシャル～』を生放送。前半の進行役を馬野、前半のアシスタントを市川、後半のアシスタントを豊永が務めた。さらに、藪と亀山が出演するとともに、以下の企画を放送した。
  - 全国高校ラグビー特集（オープニング直後から11時台後半まで、15:45頃からエンディング直前まで）  - 赤木と森本尚太が出演
  - 「亀スポスペシャルwith掛布雅之さん」（11時台後半から12時台後半まで）- 『亀山つとむのスポーツマンデー!』（毎週月曜日の18:00 - 18:30に通年で放送中）とのコラボレーション企画として、2017年まで2年間にわたって阪神の二軍監督を務めた掛布SEA（同球団のシニア・エグゼクティブ・アドバイザー）をゲストに迎えて12月23日（土曜日・天皇誕生日）に阪神競馬場で催された公開収録「亀スポスペシャルトークショー　レジェンド掛布雅之と語ろう」から、ダイジェスト音源を放送。
  - 2018年平昌オリンピック特集（12:45頃から13:20頃まで） - 北海道放送（毎日放送と同じJRN・JNN加盟局）のスポーツアナウンサーで、ウインタースポーツの取材・観戦体験が豊富な管野暢昭が電話で出演した。市川はこのコーナーまでアシスタントを担当。
  - 阪神・金本監督とECC[109]・花房雅博取締役副社長によるスペシャル対談「ECC presents プロフェッショナル　リーダーとしての矜恃」（13:20頃から30分間） - 事前収録で、テーマは「熱きリーダー論」。井上が進行役を務めた。
  - 「号外ますだスポーツ」 （14:15頃から15:45頃まで）- 増田・安藤・仙田・豊永の出演で生放送。「トラトラ生電話」に秋山拓巳（阪神投手）が登場した。
- 2018年12月30日（日曜日）には、本来『GOGO競馬サンデー!』に充てる放送枠（13:00 - 16:30）で、『ハンパなかったスポーツ界2018　来年もだよねそだねースペシャル!』を編成。金山がメインパーソリティ、豊永がアシスタントを務めるとともに、亀山・藪・金子・大畑をスタジオに迎えて以下の企画を放送した。「号外ますだスポーツ」については、当番組への内包が見送られたため、2018年内の放送が1回（5月3日の17:54 - 21:00）だけにとどまった。
  - 「世界で活躍!すごいぞニッポン人アスリート」
    - 世界の大舞台で活躍した日本人アスリートを中心に、2018年のスポーツシーンを、亀山・藪および、サッカー界やテニス界の事情に詳しい金子が振り返った。

  - 「亀スポスペシャル〜レジェンド・掛布雅之と語ろう!」
    - 2018年12月24日で同年内のレギュラー放送を終えた『亀山つとむのスポーツマンデー!』の特別企画として、同月21日（土曜日）に阪神競馬場で開かれた亀山・掛布・槙原のトークショーの収録音源を放送した。掛布・槙原および、同番組のアシスタントとしてトークショーを進行した市川は、放送上このパートにのみ出演。

  - 「プロ野球ゆく年、来る年」
    - 2019年に向けたNPB各球団の戦力補強や、矢野新監督の下で巻き返しを図る阪神タイガースの戦い方について、亀山・藪および、プライベートでは大の阪神ファンである金子が熱く語り尽くした。コーナーの後半には、この年に広島で現役を退いた新井貴浩（元・阪神内野手、2019年からTBS野球解説者に就任）に対するインタビューを収録した音源を放送。インタビューには、藪と井上雅雄が同席した。

  - 「2019年はラグビーが熱い!」
    - 2018年12月27日から開催中の第98回全国高校ラグビー大会2回戦の速報を豊永が伝えたうえで、ラグビーワールドカップ2019（アジアでは初めて2019年に日本国内で開催されるラグビーワールドカップ）の展望を、亀山・大畑・金子が語り合った。『全国高校ラグビーハイライト』のキャスターを務める大畑は、花園ラグビー場で2回戦の取材を終えてから、このパートにのみ出演。
- 2019年12月29日（日曜日）には、ナイターオフ・日曜版「狩野恵輔のサンデー・キャッチャー」の放送枠（17:59 - 20:00）で、『2019スポーツ総決算　今年のスポーツの顔は一体誰なんだ!?スペシャル』を放送。土曜版のレギュラー陣から豊永、日曜版から準レギュラーの井上雅雄が生放送のパートへ出演するとともに、『MBSニュース』→『お天気のお知らせ』（19時の時報直後）やリスナーから寄せられたメッセージ（テーマは「あなたが思う『スポーツ界の今年の顔』」「あなたの周りの『今年の顔』」）の紹介をはさみながら、以下の企画で構成していた。さらに、12月31日（火曜日）の21:00 - 22:00には、近藤亨の進行で『2019スポーツ総決算・ラグビー編～桜戦士の軌跡から未来の桜戦士へ～』も放送。大畑、ラグビー経験者（流通経済大学ラグビー部OB）のこじまラテ、ラグビー未経験者ながら日本ラグビー協会のC級審判員資格を保有する市川くん（女と男）が出演した。
  - 狩野恵輔・市川いずみが「来年（2020年）タイガースの顔になって欲しい」大山悠輔・髙山俊と語る!（事前収録による大山・高山へのインタビューを18時台前半に放送）
  - 井上雅雄が「今年（2019年）のゴルフ界の顔」渋野日向子と語る!（事前収録による渋野へのインタビューを18時台後半に内包）
  - 西川結城（サッカーJ1リーグ・FC東京を定期的に取材するスポーツライター）が「今年のサッカー界の顔」久保建英（サッカー日本代表MFでこの年のシーズン途中にFC東京からFCバルセロナ経由でRCDマヨルカへ移籍）を語る!（西川が19時台の前半に電話で出演）
  - 仙田和吉が「今年の競馬界の顔」を語る!（仙田・豊永の出演で事前に収録した内容を19時台の後半に放送）
  - 豊永真琴が「今年のスポーツ界イケメンベスト3」を語る!（生放送パートの終盤で発表）
- 2020年12月29日（火曜日）には、年末特別番組として、大畑・亀山・三ツ廣の出演による『2020・スポーツ総決算』を20:00 - 22:00に編成。阪神を初めとする2020年のスポーツシーンを振り返ったほか、この年に第100回を迎えた全国高校ラグビーの情報や、この年の『番外編』に続いてeスポーツに関する話題を取り上げた。